# Tenerife
Tenerife ( TEN-ə-REEF-(ay); spaniolă: [teneˈɾife] ⓘ; ortografiat în trecut Teneriffe) este cea mai mare și mai populată insulă din Insulele Canare, o comunitate autonomă a Spaniei. Cu o suprafață de 2.034,38 kilometri pătrați (785,48 mi2) și o populație de 965.575 de locuitori (aprilie 2025), este cea mai populată insulă din Spania și din întreaga regiune a Macaroneziei. Tenerife găzduiește 42,7% din populația totală a arhipelagului.
Peste șapte milioane de turiști (7.384.707 în 2024) vizitează Tenerife anual, făcând-o cea mai vizitată insulă din arhipelag. Este una dintre cele mai importante destinații turistice din Spania și din lume, găzduind unul dintre cele mai mari carnavaluri din lume, Carnavalul din Santa Cruz de Tenerife.
Capitala insulei, Santa Cruz de Tenerife, este și sediul consiliului insular (cabildo insular). Acest oraș și Las Palmas de Gran Canaria sunt capitalele comune ale comunității autonome a Insulele Canare. Ambele orașe găzduiesc instituții guvernamentale, cum ar fi sediul președinției și ministerele. Această organizare există din anul 1927, când a fost stabilită prin decret regal. (După diviziunea teritorială a Spaniei din 1833 și până în anul 1927, Santa Cruz de Tenerife a fost singura capitală a Insulelor Canare). Santa Cruz găzduiește Auditorio de Tenerife, simbolul arhitectural al Insulelor Canare.
Insula găzduiește Universitatea din La Laguna. Fondată în anul 1792 în San Cristóbal de La Laguna, este cea mai veche universitate din Insulele Canare. Orașul La Laguna este Patrimoniu Mondial UNESCO. Este al doilea oraș ca populație pe insulă și al treilea în arhipelag. A fost capitala Insulelor Canare înainte ca Santa Cruz să o înlocuiască în 1833. Tenerife este deservită de două aeroporturi: Aeroportul Tenerife Nord și Aeroportul Tenerife Sud.
Parcul Național Teide, situat în centrul insulei, este de asemenea Patrimoniu Mondial UNESCO. Include Muntele Teide, cel mai înalt punct din Spania și cel mai înalt vârf insular din Oceanul Atlantic. Este, de asemenea, al treilea cel mai mare vulcan din lume măsurat de la bază. Un alt element geografic al insulei, Macizo de Anaga (masivul), a fost desemnat Rezervație a Biosferei UNESCO din 2015. Tenerife are, de asemenea, cel mai mare număr de specii endemice din Europa.

## Toponimie

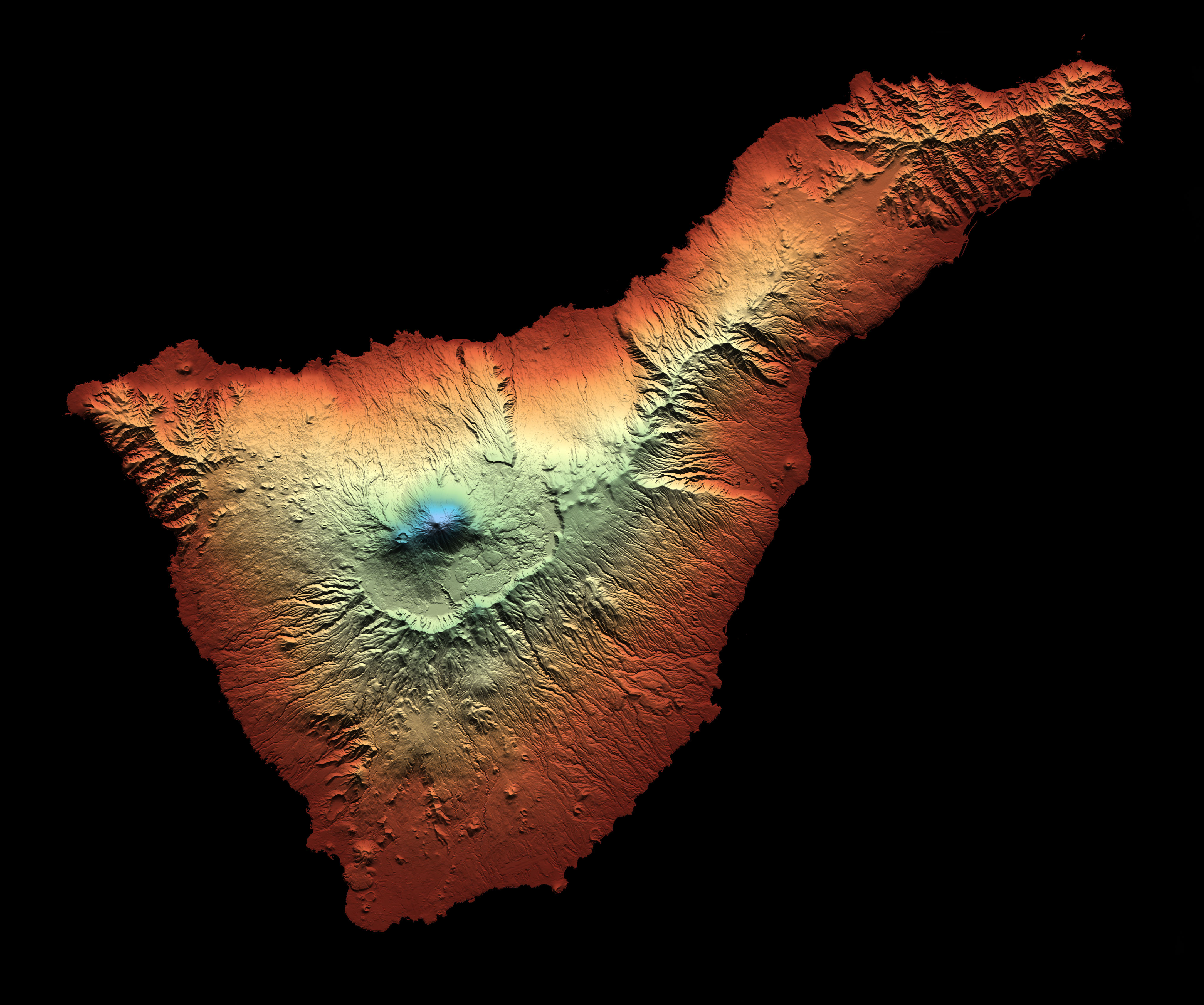
Hartă altitudinală a Tenerifei, cu altitudinea maximă (Teide) în albastru și cea minimă (nivelul mării) în negru

Numele „Tenerife” provine probabil din tamazight, dar nu există un consens privind interpretarea sa exactă.

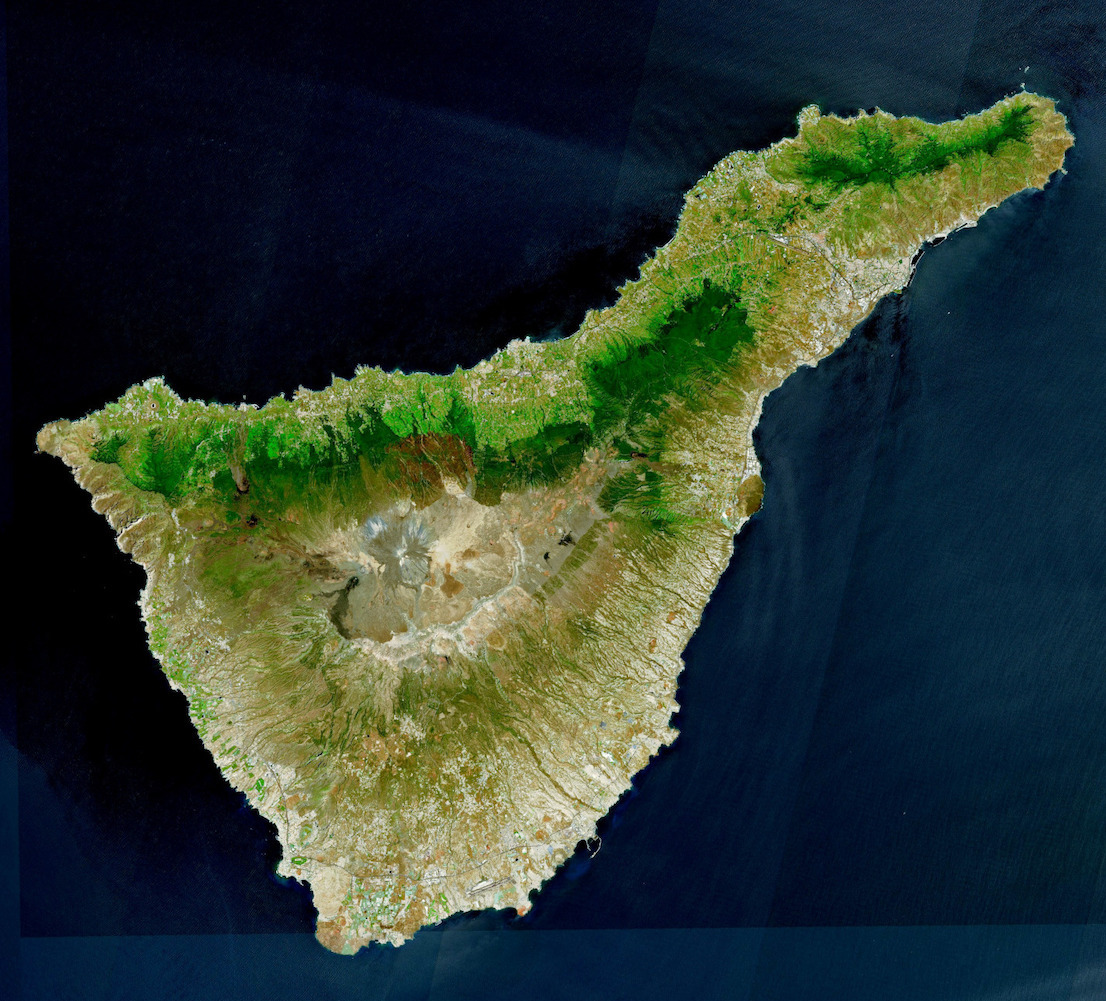
Vedere satelit (aprilie 2023)

Populația indigenă a insulei, guanșii (berberi), o numeau Achinet sau Chenet în limba lor (există variante ortografice în literatură). Conform lui Plinius cel Tânăr, regele berber Iuba al II-lea a trimis o expediție pe Insulele Canare și Madeira, numind insulele după câinii deosebit de feroce (canaria) de aici. Iuba al II-lea și romanii au numit insula Nivaria, de la cuvântul latinesc („zăpadă”), datorită vârfului înzăpezit al vulcanului Teide. Hărțile din secolele XIV–XV, realizate de cartografi ca Bontier și Le Verrier, o numeau Isla del Infierno („Insula Iadului”), datorită erupțiilor vulcanice.
O teorie susține că numele insulei, dat de Benahoariți (indigenii din La Palma), provine din cuvintele teni („munte”) și ife („alb”). După colonizarea spaniolă, numele a fost adaptat la fonologia spaniolă, adăugând litera „r” pentru legare: *Tene-ife* → *Tenerife*.

Alte ipoteze istorice asociază numele insulei cu regele guanș Tinerfe „cel Mare”, care a condus Tenerife înainte de cucerirea de către Castilia.

## Istorie

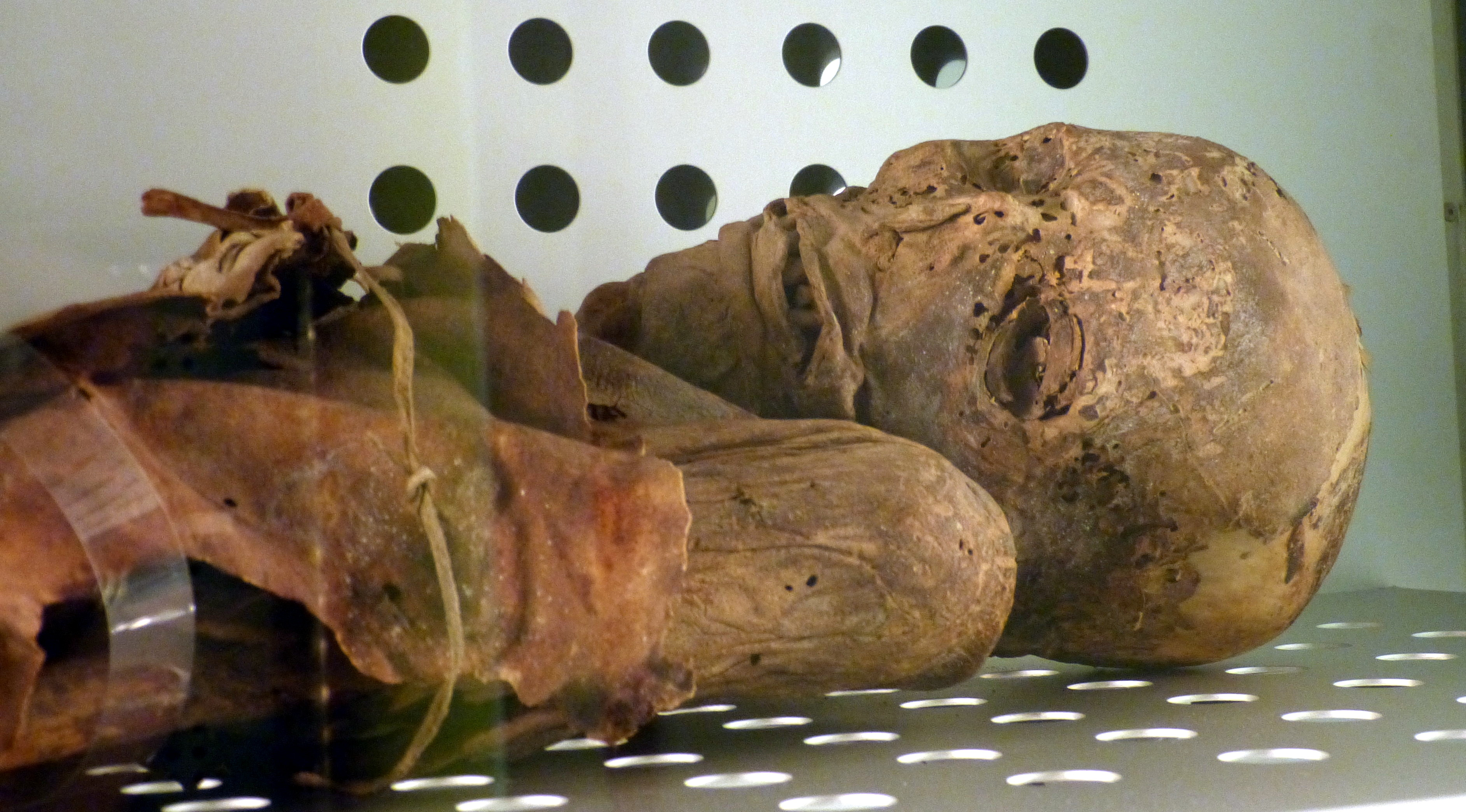
Mumie guanșă din Museo de la Naturaleza y el Hombre din Santa Cruz de Tenerife

Primele așezări umane cunoscute pe insule, datând din aproximativ 200 î.Hr., au fost stabilite de berberi cunoscuți sub numele de guanși. Totuși, Peștera Guanșilor din nordul municipiului Icod de los Vinos a furnizat cele mai vechi datări ale Insulelor Canare, cu cronologii din aproximativ secolul al VI-lea î.Hr.
Din punct de vedere tehnologic, guanșii pot fi incluși printre popoarele Epocii de Piatră, deși cercetătorii resping adesea această clasificare din cauza ambiguității sale. Cultura guanșă era mai avansată cultural, probabil datorită trăsăturilor culturale berbere importate din Africa de Nord, dar mai puțin avansată tehnologic din cauza lipsei de materii prime, în special a mineralelor care ar fi permis extragerea și prelucrarea metalelor. Principala activitate era recoltarea hranei din natură; pescuitul și colectarea crustaceelor erau completate cu unele practici agricole.
În ceea ce privește religia și cosmologie, guanșii erau politeiști, cu o credință răspândită într-un cult astral. De asemenea, aveau o religiozitate animistă care sacraliza anumite locuri, în special stânci și munți. Deși guanșii venerau mulți zei și spirite strămoșești, printre cei mai importanți se numărau Achamán (zeul cerului și creatorul suprem), Chaxiraxi (zeița-mamă, identificată ulterior cu Fecioara din Candelaria), Magec (zeul soarelui) și Guayota (demonul, principala cauză a răului). Deosebit de semnificativ era cultul morților, care practica mumificarea cadavrelor. În plus, pe insulă au fost găsite mici figurine antropomorfe și zoomorfe din piatră și lut, de tipul asociat în mod obișnuit cu ritualurile. Cercetătorii cred că acestea erau folosite ca idoli, cel mai proeminent dintre acestea fiind așa-numitul Idol al lui Guatimac, despre care se crede că reprezintă un geniu sau un spirit protector.

### Organizarea teritorială înainte de cucerire (Guanșii)
Titlul de mencey era acordat monarhului sau regelui guanșilor din Tenerife, care conducea un **menceyato** (regat). Conchistadorii spanioli au numit ulterior aceste entități "căpitănii". Tinerfe "cel Mare", fiul mencey-ului Sunta, a condus întreaga insulă din Adeje în sud. După moartea sa, cei nouă copii ai săi s-au răzvrătit și au împărțit insula.
S-au format două achimenceyato independente, iar insula a fost divizată în nouă menceyato. Aceste entități, conduse de menceyes, erau similare municipalităților actuale.

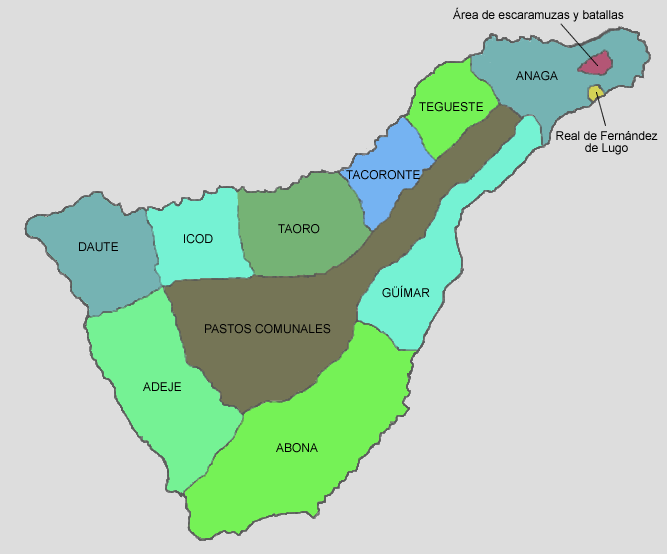
Hartă teritorială a Tenerifei înainte de cucerire

Menceyato-urile și conducătorii lor (ordonați după numele descendenților lui Tinerfe) erau:
- Taoro - Menceyes: Bentinerfe, Inmobach, Bencomo, Bentor. Include azi Puerto de la Cruz, La Orotava, La Victoria de Acentejo, La Matanza de Acentejo, Los Realejos, Santa Úrsula

- Güímar - Menceyes: Acaymo, Añaterve, Guetón. Include azi: El Rosario, Candelaria, Arafo, Güímar

- Abona - Menceyes: Atguaxoña, Adxoña (Adjona). Include azi: Fasnia, Arico, Granadilla de Abona, San Miguel de Abona, Arona

- Anaga - Menceyes: Beneharo, Beneharo II. Include azi: Santa Cruz de Tenerife, San Cristóbal de La Laguna

- Tegueste - Menceyes: Tegueste, Tegueste II, Teguaco. Include azi: Tegueste, zone costiere din La Laguna

- Tacoronte - Menceyes: Rumén, Acaymo. Include azi: Tacoronte, El Sauzal

- Icode - Menceyes: Chincanayro, Pelicar. Include azi: San Juan de la Rambla, La Guancha, Garachico, Icod de los Vinos

- Daute - Menceyes: Cocanaymo, Romen. Include azi: El Tanque, Los Silos, Buenavista del Norte, Santiago del Teide

- Adeje - Menceyes: Atbitocazpe, Pelinor, Ichasagua. Include azi: Guía de Isora, Adeje, Vilaflor

- Achimenceyato-ul Punta del Hidalgo era condus de Aguahuco, un "nobil sărac", fiul nelegitim al lui Tinerfe și Zebenzui.

### Cucerirea spaniolă

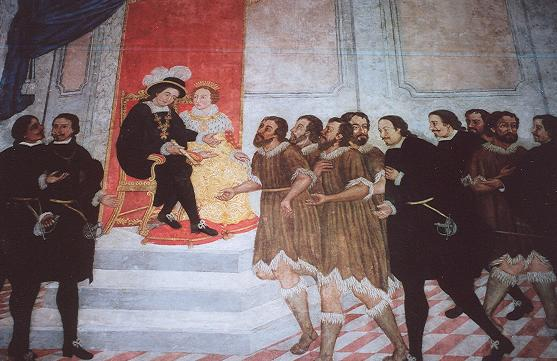
Alonso Fernandez de Lugo prezentând regii indigeni ai Tenerifei lui Ferdinand și Isabella

Tenerife a fost ultima insulă din Canare cucerită și cea care a rezistat cel mai mult timp trupelor castiliene. Deși datele tradiționale ale cuceririi Tenerifei sunt stabilite între 1494 (debarcarea lui Alonso Fernández de Lugo) și anul 1496 (cucerirea completă a insulei), încercările de anexare a insulei la Coroana Castiliei datează cel puțin din 1464.
În anul 1464, Diego Garcia de Herrera, Stăpân al Insulelor Canare, a preluat simbolic posesia insulei în Barranco del Bufadero (Râul Bufadero), semnând un tratat de pace cu șefii guanși (menceyes) care a permis mencey-ului Anaga să construiască un turn fortificat pe pământ guanș. Aici au avut loc negocieri periodice între guanși și spanioli până când guanșii l-au demolat în jurul anului 1472.
În anul 1492, guvernatorul Gran Canariei, Francisco Maldonado, a organizat o incursiune care s-a încheiat cu un dezastru pentru spanioli, fiind înfrânți de războinicii din Anaga. În decembrie 1493, monarhii catolici, regina Isabella I a Castiliei și regele Ferdinand II al Aragonului, i-au acordat lui Alonso Fernández de Lugo dreptul de a cuceri Tenerife. Venind din Gran Canaria în luna aprilie a anului 1494, cuceritorul a debarcat pe coasta actuală a Santa Cruz de Tenerife în mai, cu aproximativ 2.000 de oameni pe jos și 200 de călăreți. După capturarea fortului, armata s-a pregătit să avanseze în interior, capturând ulterior regii indigeni ai Tenerifei și prezentându-i Isabellei și lui Ferdinand.
Menceyes-ii Tenerifei au avut reacții diferite față de cucerire. S-au împărțit în tabăra păcii (spaniolă bando de paz) și tabăra războiului (spaniolă bando de guerra). Prima grupă includea menceyato-urile Anaga, Güímar, Abona și Adeje. A doua grupă era formată din locuitorii Tegueste, Tacoronte, Taoro, Icoden și Daute. Cei care s-au opus cuceririi au luptat tenace împotriva invadatorilor, rezistând dominației lor timp de doi ani. Forțele castiliene conduse de Adelantado ("guvernator militar") de Lugo au suferit o înfrângere zdrobitoare în fața guanșilor în Prima Bătălie de la Acentejo din 31 mai 1494, dar i-au învins în A Doua Bătălie de la Acentejo din data de 25 decembrie 1494. Guanșii au fost în cele din urmă copleșiți de tehnologia superioară și de armele invadatorilor, predându-se Coroanei Castiliei în anul 1496.

### Dominația spaniolă

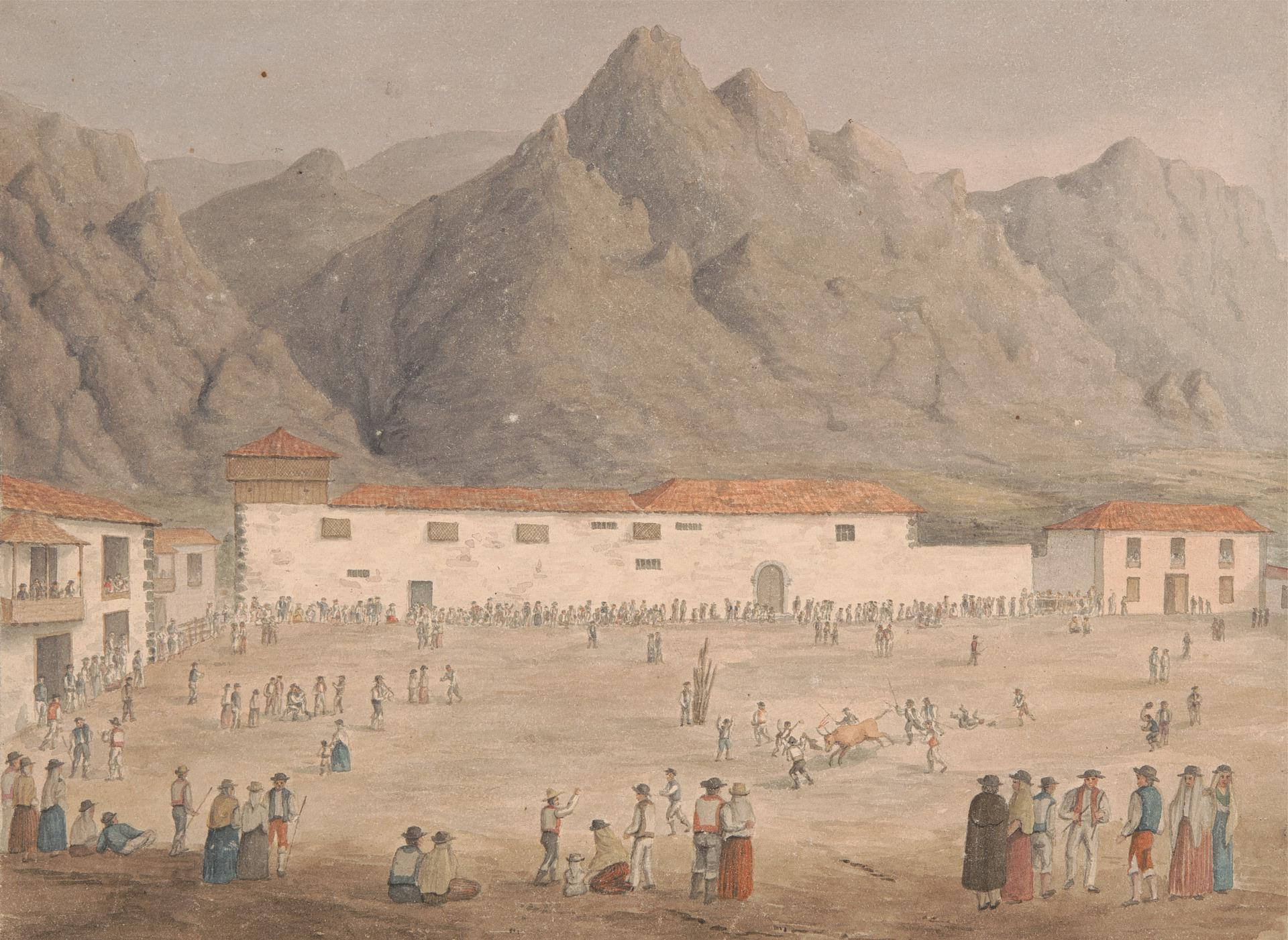
Piața din satul Los Silos, Tenerife, de Alfred Diston, 1827

Mulți dintre indigeni au murit din cauza unor noi boli infecțioase, precum gripa și probabil variola, față de care nu aveau rezistență sau imunitate dobândită. Noii coloniști s-au căsătorit cu populația locală nativă. Timp de un secol după cucerire, numeroși coloniști noi s-au stabilit pe insulă, inclusiv imigranți din diverse teritorii ale înfloritorului Imperiu Spaniol, precum Flandra, Italia și Germania.
Pe măsură ce populația creștea, pădurile de pin ale Tenerifei au fost defrișate pentru combustibil și pentru a face loc culturilor agricole destinate atât consumului local, cât și exportului. Trestia de zahăr a fost introdusă în anii 1520 ca cultură comercială în mari plantații; aceasta necesita multă muncă în toate fazele de cultivare și procesare. În secolele următoare, plantatorii au cultivat viță de vie pentru vin, cochineală pentru producerea coloranților și banane pentru consum și export.

### Comerțul cu Americile

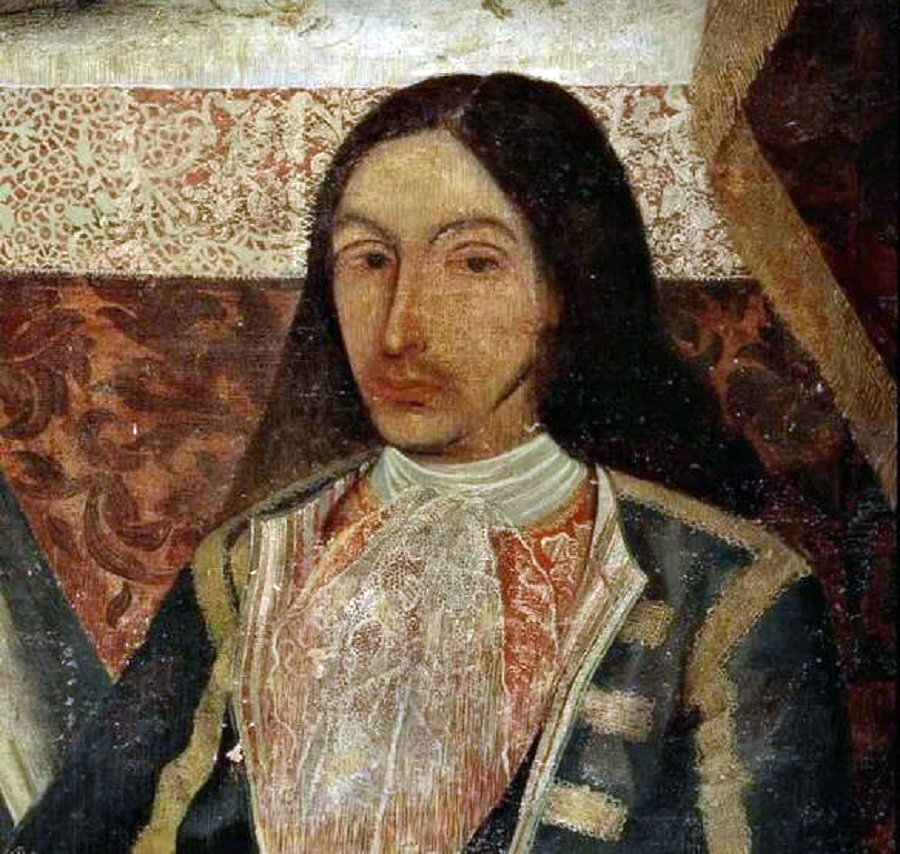
Amaro Pargo (1678-1741), corsar și comerciant din Tenerife care a participat la Flota comorilor spaniole (ruta comercial hispano-americană)

În comerțul Insulelor Canare cu Americile în secolul al XVIII-lea, Tenerife a fost insula hegemonă, depășind 50% din numărul de nave și 60% din tonaj. Pe insulele La Palma și Gran Canaria, procentajul a fost de aproximativ 19% pentru prima și 7% pentru a doua. Volumul traficului dintre Indii și Insulele Canare nu era cunoscut cu exactitate, dar era foarte important și concentrat aproape exclusiv în Tenerife.
Printre produsele exportate se numărau cochineala, rom și trestie de zahăr, care erau descărcate în principal în porturile americane precum La Guaira, Havana, Campeche și Veracruz. Mulți marinari din Tenerife s-au alăturat acestui comerț maritim transcontinental, printre care corsarul Amaro Rodríguez Felipe, mai cunoscut sub numele de Amaro Pargo, Juan Pedro Dujardín și Bernardo de Espinosa, ambii tovarăși ai lui Amaro Pargo, printre alții.

### Emigrația în Americi
Tenerife, la fel ca celelalte insule, a menținut o relație strânsă cu America Latină, ambele fiind parte a Imperiului Spaniol. Încă de la începutul colonizării Noului World, multe expediții spaniole s-au oprit pe insulă pentru aprovizionare în drum spre Americi. Au recrutat și mulți tinerfeños pentru echipaje, care au format parte integrantă a expedițiilor de cucerire. Alții s-au alăturat navelor în căutare de perspective mai bune. De asemenea, este important de menționat schimbul de specii vegetale și animale care au făcut aceste călătorii.

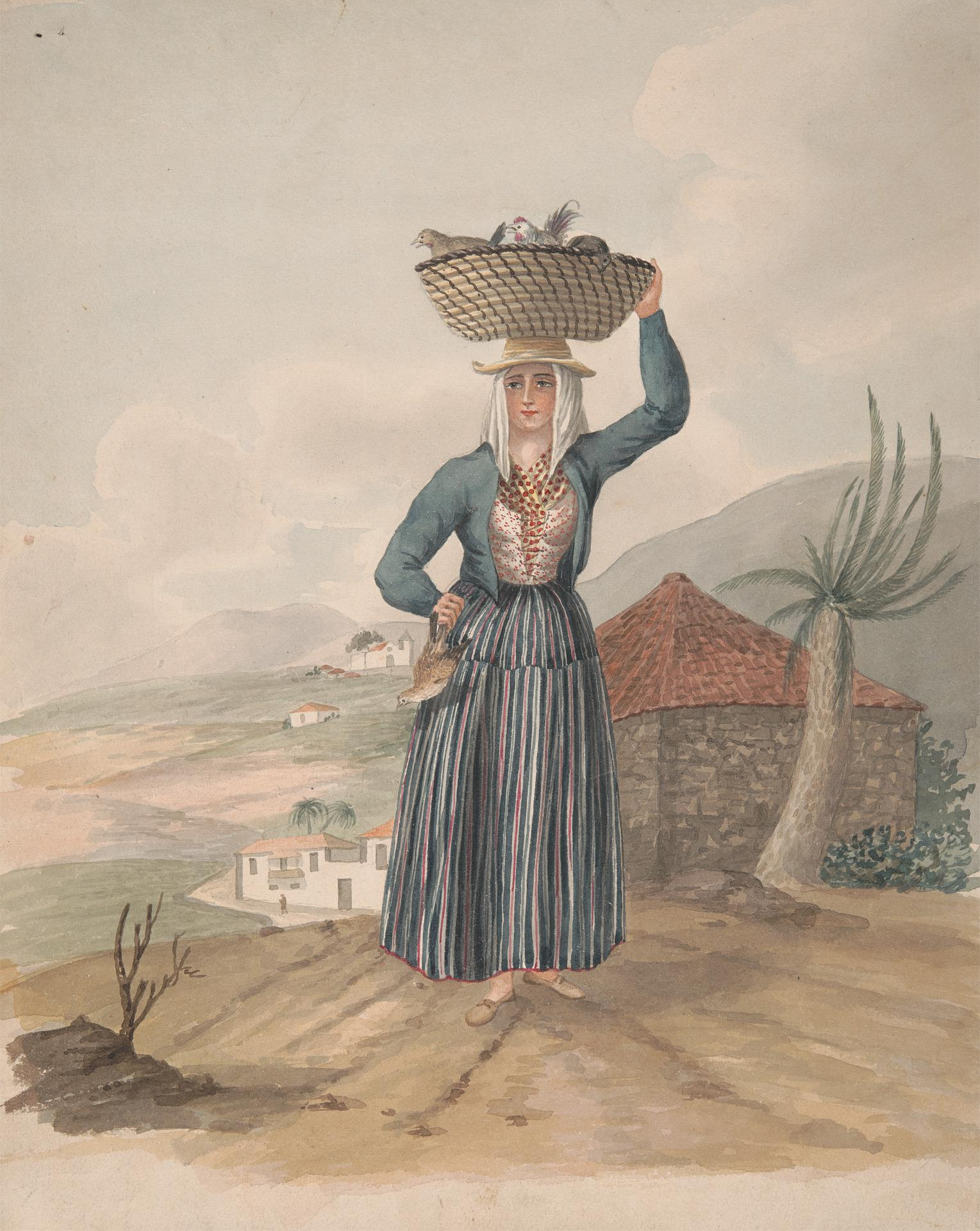
Femeie din La Victoria, Tenerife, de Alfred Diston, 1828

După un secol și jumătate de creștere relativă, bazată pe sectorul viticol, numeroase familii au emigrat, în special în Venezuela și Cuba. Coroana dorea să încurajeze popularea zonelor subdezvoltate din Americi pentru a preveni ocuparea de către forțe străine, așa cum se întâmplase cu englezii în Jamaica și francezii în Guiana și vestul Hispaniola (pe care francezii au redenumit Saint-Domingue). Locuitorii Insulelor Canare, inclusiv mulți tinerfeños, au plecat spre Noul World.
Succesul în cultivarea noilor culturi din Americi, cum ar fi cacao în Venezuela și tutun în Cuba, a contribuit la exodul populației din orașe precum Buenavista del Norte, Vilaflor sau El Sauzal la sfârșitul secolului al XVII-lea. Satul San Carlos de Tenerife a fost fondat în anul 1684 de canarieni pe Santo Domingo. Oamenii din Tenerife au fost recrutați pentru a construi orașul și a-l proteja de încălcarea coloniștilor francezi stabiliți în partea de vest a Hispaniolei. Între anii 1720 și 1730, Coroana a mutat 176 de familii, inclusiv mulți tinerfeños, pe insula caraibiană Puerto Rico. În anul 1726, aproximativ 25 de familii insulare au migrat în Americi pentru a colabora la fondarea Montevideo. Patru ani mai târziu, în anul 1730, un alt grup a plecat și a fondat San Antonio în anul următor în ceea ce a devenit Texas. Între anii 1777 și 1783, mai mulți insulari au emigrat din Santa Cruz de Tenerife pentru a se stabili în ceea ce a devenit St. Bernard Parish, Louisiana, în perioada în care Spania conducea acest teritoriu fost francez de la vest de fluviul Mississippi. Unele grupuri au mers în Florida de Vest sau Florida Spaniolă.

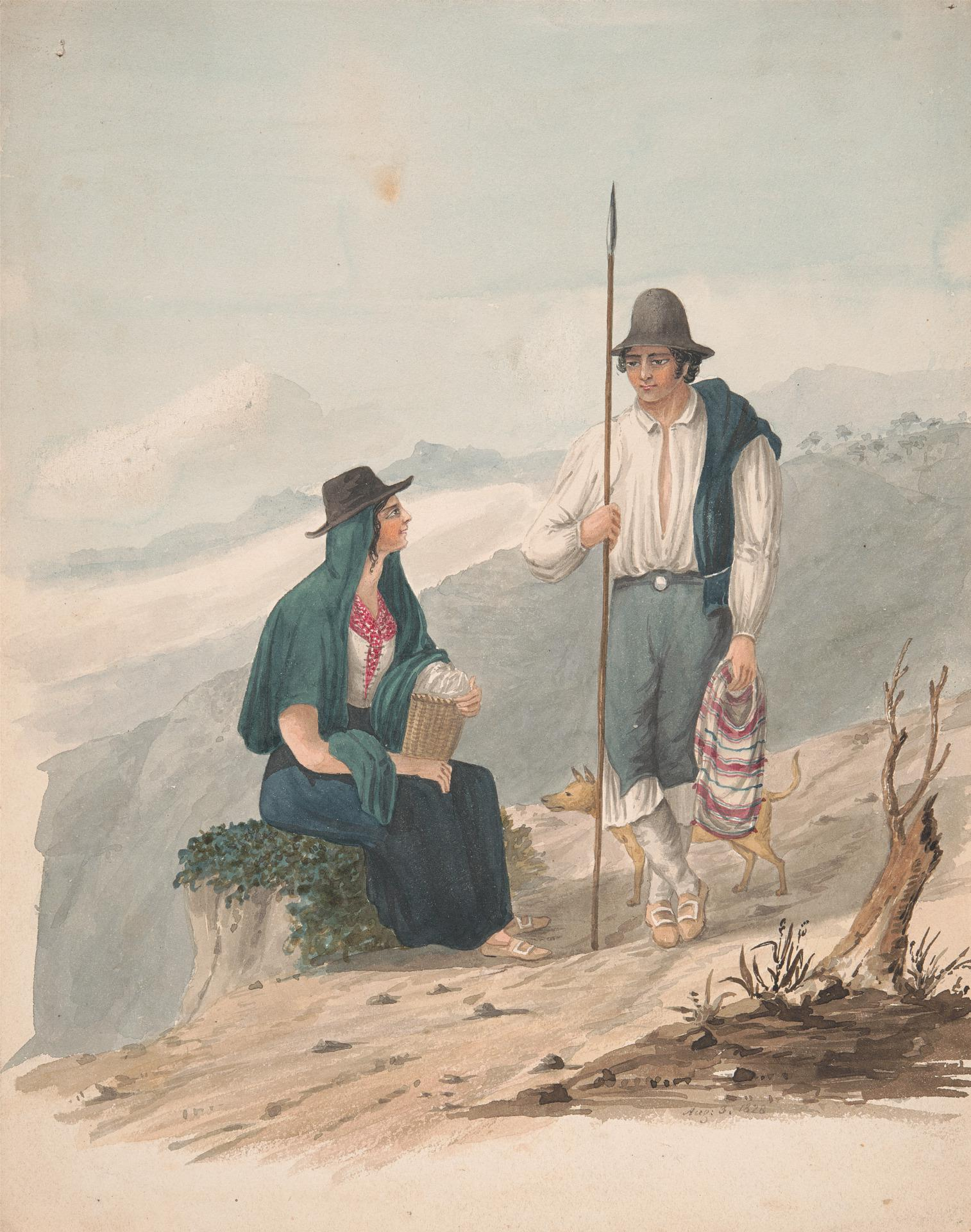
Bărbat și femeie din Chasna, Tenerife, de Alfred Diston, 1828

Tenerife a văzut sosirea Primei Flote la Botany Bay în data de iunie 1787, care consta din 11 nave care au plecat din Portsmouth, Anglia, pe data de 13 mai 1787 pentru a fonda colonia penală care a devenit prima așezare europeană în Australia. Flota era formată din două vase ale Marinei Regale, trei nave de aprovizionare și șase nave pentru deținuți, transportând între 1.000 și 1.500 de deținuți, marinari, ofițeri civili și oameni liberi (conturile diferă în ceea ce privește numerele) și o cantitate mare de provizii. Pe data de 3 iunie 1787, flota a ancorat la Santa Cruz, Tenerife. Aici, apă proaspătă, legume și carne au fost aduse la bord. Comandantul flotei, căpitanul Arthur Phillip și ofițerii superiori au fost ospătați de guvernatorul local, în timp ce un deținut a încercat fără succes să evadeze. Pe 10 iunie au ridicat ancora pentru a traversa Atlanticul spre Rio de Janeiro, profitând de vânturile și curenții oceanici favorabili.
În iunie 1799, naturalistul prusac Alexander von Humboldt a petrecut cinci zile pline pe Tenerife în prima etapă a călătoriei sale celebre în America (anii 1799-1804) și a urcat pe Pico del Teide.
Emigrația în Americi (în special Cuba și Venezuela) a continuat în secolele al XIX-lea și începutul secolului al XX-lea, din cauza lipsei de oportunități economice și a izolării relative a Insulelor Canare. Începând cu sfârșitul secolului al XX-lea, legile economice protecționiste ale insulelor și o dezvoltare puternică a industriei turistice au consolidat economia și au atras noi migranți. Tenerife a primit numeroși noi rezidenți, inclusiv "revenirea" multor descendenți ai unor insulari care plecaseră cu cinci secole în urmă.

### Istorie militară

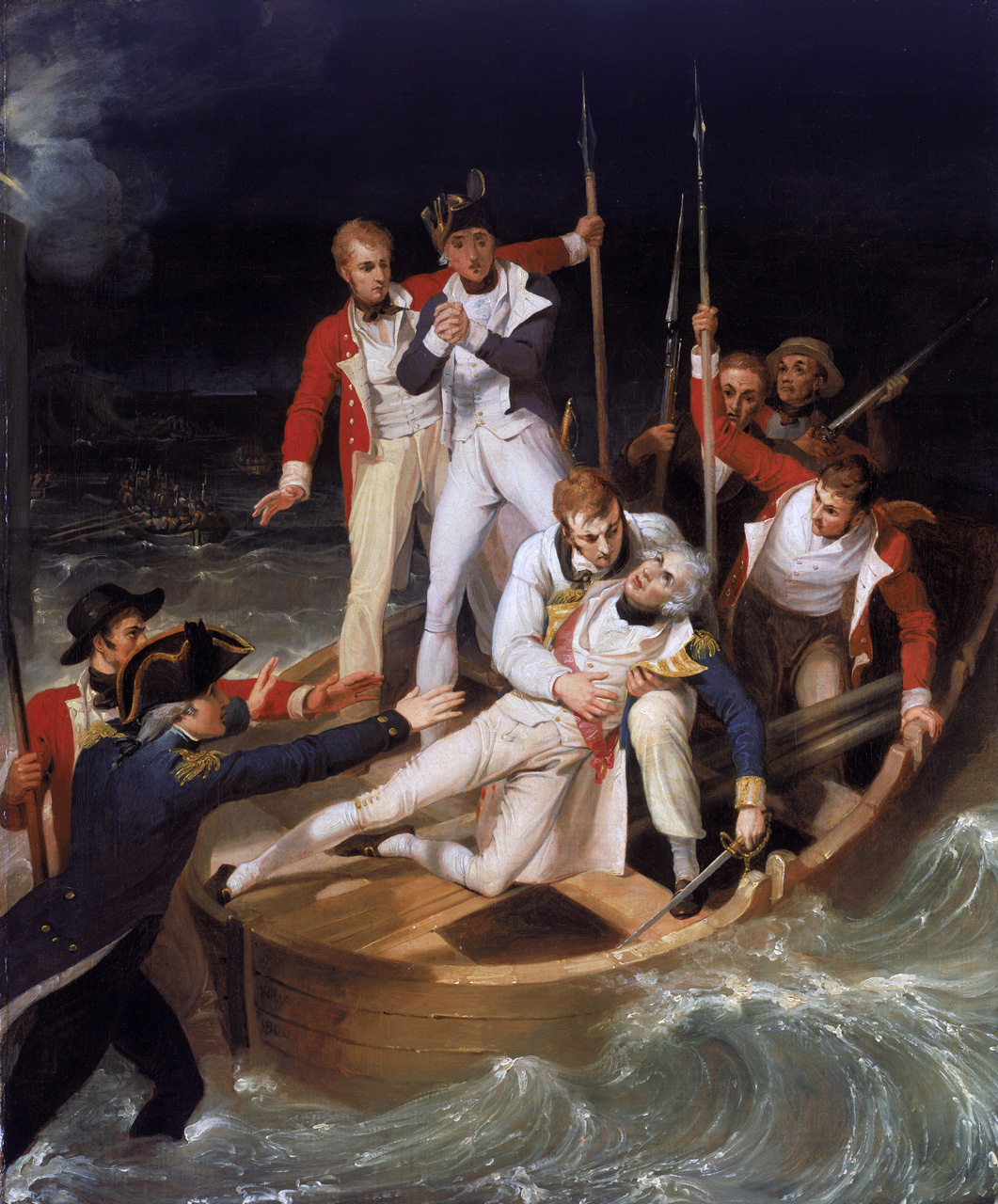
Amiralul Nelson rănit la Tenerife

Cel mai notabil conflict a fost invazia britanică a Tenerifei din anul 1797. Pe data de 25 iulie 1797, amiralul Horatio Nelson a lansat un atac asupra Santa Cruz de Tenerife, actuala capitală a insulei. După o luptă aprigă care a provocat numeroase victime, generalul Antonio Gutiérrez de Otero y Santayana a organizat o apărare care a respins invadatorii. În timp ce conducea o trupă de debarcare, Nelson a fost grav rănit la brațul drept de o salvă de mitralieră sau de un glonț de muschetă, necesitând amputarea majorității brațului. Legenda spune că a fost rănit de tunul spaniol Tigru (spaniolă Tigre) în timp ce încerca să debarce pe coasta Paso Alto.
Pe data de 5 septembrie 1797, britanicii au încercat un alt atac în regiunea Puerto Santiago, care a fost respins de locuitorii din Santiago del Teide. Unii au aruncat pietre asupra britanicilor de pe înălțimile stâncilor Los Gigantes.
Insula a fost atacată și de alți comandanți britanici precum Robert Blake, Walter Raleigh, John Hawkins și Woodes Rogers.

### Istorie modernă
În perioada anilor 1833-1927, Santa Cruz de Tenerife a fost singura capitală a Insulelor Canare. În 1927, guvernul a decis ca capitala să fie împărțită cu Las Palmas, așa cum rămâne și astăzi. Această schimbare a stimulat dezvoltarea orașului Las Palmas.
Turismul pe insulă a început să se dezvolte semnificativ în anii 1890, atrăgând vizitatori din Spania, Marea Britanie și Europa de Nord. Stațiunile din nordul insulei, Puerto de la Cruz și Santa Cruz de Tenerife, erau deosebit de populare. Companiile de transport maritim independente, precum Yeoward Brothers Shipping Line, au contribuit la creșterea industriei turistice în această perioadă.
În luna martie a anului 1936, Francisco Franco a fost trimis în Tenerife de guvernul republican, care se temea de influența și orientările sale politice. Totuși, Franco a organizat lovitura de stat care a declanșat Războiul Civil Spaniol, iar Insulele Canare au căzut sub controlul naționaliștilor în iulie 1936. În anii 1950, mizeria postbelică a forțat mii de locuitori să emigreze în Cuba și alte țări din America Latină.
Tenerife a fost locul celui mai grav accident din istoria aviației comerciale. Disastrul aeroportuar din Tenerife a avut loc pe data de 27 martie 1977, când două avioane Boeing 747, zborul KLM 4805 și zborul Pan Am 1736, au intrat în coliziune pe pista aeroportului Los Rodeos în condiții de ceață densă, provocând moartea a 583 de pasageri și membri ai echipajului. Câțiva ani mai târziu, zborul 1008 al Dan Air s-a prăbușit pe un munte în timpul apropierii de Tenerife Nord, ucigând 146 de persoane.
La începutul secolului XXI, pe data de 31 martie 2002, a avut loc așa-numita inundație din Tenerife. Fenomenul meteorologic cunoscut sub numele de "picătură rece" a adus ploi torențiale însoțite de tunete și fulgere, afectând zona metropolitană Santa Cruz de Tenerife și regiunea San Andrés. Inundațiile au provocat 8 morți, 12 dispăruți și zeci de răniți. Pagubele materiale au fost estimate la 90 de milioane de euro.
În noiembrie 2005, Tenerife a fost cea mai afectată insulă din arhipelag de Furtuna Tropicală Delta, cu vânturi de 140 km/h pe coastă și aproape 250 km/h pe vârful Teide.

## Geografie
```
 Etapele formării vulcanului Teide
```

```
     
Prima etapă a formării vulcanului Teide
```

```
     
A doua etapă a formării vulcanului Teide
```

```
     
A treia etapă a formării vulcanului Teide
```

```
     
A patra etapă a formării vulcanului Teide
```

```
     
A cincea etapă a formării vulcanului Teide
```

Tenerife este o insulă în mare parte foarte abruptă, cu un relief format prin erupții vulcanice succesive de-a lungul istoriei, cea mai recentă fiind cea a Rezervației Naturale Speciale Chinyero în anul 1909.
Insula este situată între paralelele 28° și 29° N și meridianele 16° și 17° V, ușor la nord de Tropicul Racului, ocupând o poziție centrală între Gran Canaria, La Gomera și La Palma. Se află la puțin peste 300 km de continentul african și la aproximativ 1000 km de Peninsula Iberică.
Având o formă triunghiulară, Tenerife este a doua cea mai mare insulă a Spania (după Mallorca) și cea mai mare din provincia Santa Cruz de Tenerife și din întregul arhipelag canarian, cu o suprafață de 2034,38 km². De asemenea, este insula cu cea mai lungă linie de coastă, însumând 342 kilometri.
Tenerife este cea mai înaltă insulă a Spaniei și a zecea cea mai înaltă insulă din lume: în centrul său se înalță picul Teide, care, cu ai săi 3718 m deasupra nivelului mării, reprezintă cel mai înalt punct al Spaniei, al insulelor din Oceanul Atlantic și al treilea cel mai mare vulcan din lume măsurat de la baza sa aflată pe fundul oceanic, fiind depășit doar de Mauna Kea și Mauna Loa (ambele din Arhipelagul Hawaii).
În jurul insulei se află până la două sute de mici insulițe sau roques, dintre care se remarcă cele din Anaga, Garachico și Fasnia, care însumează încă 213 835 m². 

### Origine și formare
Tenerife este o insulă vulcanică care s-a format pe fundul oceanului în ultimii 20 de milioane de ani.
Erupțiile fisurale submarine au produs lavă pernă, formate prin răcirea rapidă a magmei în contact cu apa. Aceste formațiuni au acumulat treptat baza insulei sub nivelul mării. Odată cu apropierea de suprafața apei, gazele din magmă au erupt din cauza reducerii presiunii, iar erupțiile vulcanice au devenit mai violente și explozive, formând fragmente geologice caracteristice.
După o acumulare îndelungată a acestor fragmente, insula s-a format la sfârșitul epocii Miocen. Zonele cunoscute ca Macizo de Teno, Macizo de Anaga și Macizo de Adeje s-au format acum 7 milioane de ani, fiind denumite colectiv Seria Bazaltică Veche sau Seria I. Acestea au fost inițial trei insule separate, situate în zonele care corespund extremităților vestice, estice și sudice ale Tenerifei actuale.
Un al doilea ciclu vulcanic, numit Formațiunile Post-Miocene sau Seriile Recente II, III, IV, a început acum 3 milioane de ani. Acest ciclu mult mai intens a unit cele trei macizo-uri într-o singură insulă. Această nouă structură, numită Structura Pre-Cañadas (Edificio pre-Cañadas), a stat la baza a ceea ce se numește Structura Cañadas I. Aceasta din urmă a suferit multiple prăbușiri și a emis material exploziv care a format zona cunoscută ca Bandas del Sur (în sud-estul insulei actuale).
Peste ruinele Structurii Cañadas I s-a format Structura Cañadas II, care atingea 2.500 metri (8.200 ft) deasupra nivelului mării prin activitate vulcanică explozivă intensă. Acum aproximativ un milion de ani, Cordiliera Dorsală (Cordillera Dorsal) s-a format prin activitate vulcanică fissurală, devenind cea mai înaltă și lungă structură vulcanică din Insulele Canare, cu 1.600 metri (5.200 ft) altitudine și 25 kilometri (16 mi) lungime.
Acum 800.000 de ani au avut loc două alunecări de teren gravitaționale care au format văile La Orotava și Güímar. În final, acum aproximativ 200.000 de ani, alunecarea masivă Icod a avut loc, urmată de erupții care au ridicat complexul vulcanic Pico Viejo-Teide în centrul insulei, deasupra calderei Las Cañadas.

### Climă
Tenerife se caracterizează printr-un climat în general uscat și cald. Insula are două zone climatice principale, conform clasificării Köppen.
Principalele tipuri climatice sunt:
- Clima semi-aridă/aridă caldă** (Köppen: BSh și BWh)
- Climat subtropical mediteranean** (Köppen: Csb și Csa) în zonele interioare sau la altitudini mai mari.

Zonele de coastă sau de altitudine joasă au temperaturi medii de 18–20 °C (64–68 °F) iarna și 24–26 °C (75–79 °F) vara. Aceste regiuni beneficiază de o cantitate mare de zile însorite și precipitații reduse. În schimb, zonele interioare/muntoase (precum La Laguna) sunt mai umede, mai răcoroase și cu nori frecvenți, având temperaturi medii de 13–14 °C (55–57 °F) iarna și 20–21 °C (68–70 °F) vara.
Clima moderată a Tenerife este influențată puternic de vânturile alizee, a căror umiditate se condensează în special pe versanții nordici și nord-estici. Curenții maritimi reci din zona Insulele Canare răcoresc coasta, iar relieful insulei (cu numeroase văi) creează variații climatice locale. Aerul marin atenuează temperaturile extreme, făcând canicula rară și înghețul imposibil la nivelul mării. Cea mai scăzută temperatură înregistrată în Santa Cruz a fost 8,1 °C (46,6 °F), iar luna cea mai rece a avut în medie 15,8 °C (60,4 °F).
Vara, temperaturile maxime (în medie 29 °C (84 °F) în august la Santa Cruz) sunt comparabile cu cele din orașe ca Barcelona sau Mallorca, datorită influenței maritime. La altitudini mai mari (e.g., San Cristóbal de La Laguna), clima devine mediteraneană, cu precipitații mai abundente și temperaturi mai scăzute. Clima din Santa Cruz este reprezentativă pentru Canare, fiind puțin mai caldă decât cea din Las Palmas.
Contrastele climatice sunt evidente, mai ales iarna, când pe coastă persistă soarele, iar la 3.000 metri (10.000 picioare) altitudine pe Teide poate ninge. Diferențe majore există și la altitudini joase: de la climat arid (Köppen BWh) în sud-est (Santa Cruz) la mediteranean (Csa/Csb) în nord-vest (Buenavista del Norte, La Orotava).
Nordul și sudul insulei diferă datorită efectului de umbră pluviometrică: versanții nord-vestici (bătuți de vânt) primesc 73% din precipitații, cu umiditate ridicată și însorire mai slabă. Precipitațiile anuale sunt însă reduse, iar vara (mai–septembrie) este aproape complet uscată. Regimul pluvial, asemănător cu cel din California de Sud, poate varia extrem de la an la an.
Zonele centrale ale insulei, cu precipitații mult mai ridicate, găzduiesc păduri de pin canar în Parcul Național Teide (la 1.300–2.100 metri (4.300–6.900 ft)). Pădurile subtropicale de laurisilvă se regăsesc în Parcul Rural Anaga și Monte de Agua (Parcul Rural Teno), la altitudini de 600–1.000 metri (2.000–3.300 ft), cu medii anuale de 15–19 °C (59–66 °F).
Schimbările climatice globale au afectat insula, reducând precipitațiile și intensificând vânturile uscate, ceea ce a crescut riscul de incendii. Pe 15 august 2023, un incendiu provocat intenționat a condus la evacuarea a 12.000 de persoane.
| Date climatice pentru Santa Cruz de Tenerife (1981–2010), Extremes (1920–present) | Date climatice pentru Santa Cruz de Tenerife (1981–2010), Extremes (1920–present) | Date climatice pentru Santa Cruz de Tenerife (1981–2010), Extremes (1920–present) | Date climatice pentru Santa Cruz de Tenerife (1981–2010), Extremes (1920–present) | Date climatice pentru Santa Cruz de Tenerife (1981–2010), Extremes (1920–present) | Date climatice pentru Santa Cruz de Tenerife (1981–2010), Extremes (1920–present) | Date climatice pentru Santa Cruz de Tenerife (1981–2010), Extremes (1920–present) | Date climatice pentru Santa Cruz de Tenerife (1981–2010), Extremes (1920–present) | Date climatice pentru Santa Cruz de Tenerife (1981–2010), Extremes (1920–present) | Date climatice pentru Santa Cruz de Tenerife (1981–2010), Extremes (1920–present) | Date climatice pentru Santa Cruz de Tenerife (1981–2010), Extremes (1920–present) | Date climatice pentru Santa Cruz de Tenerife (1981–2010), Extremes (1920–present) | Date climatice pentru Santa Cruz de Tenerife (1981–2010), Extremes (1920–present) | Date climatice pentru Santa Cruz de Tenerife (1981–2010), Extremes (1920–present) |
| Luna                                                                              | Ian                                                                               | Feb                                                                               | Mar                                                                               | Apr                                                                               | Mai                                                                               | Iun                                                                               | Iul                                                                               | Aug                                                                               | Sep                                                                               | Oct                                                                               | Nov                                                                               | Dec                                                                               | Anual                                                                             |
| --------------------------------------------------------------------------------- | --------------------------------------------------------------------------------- | --------------------------------------------------------------------------------- | --------------------------------------------------------------------------------- | --------------------------------------------------------------------------------- | --------------------------------------------------------------------------------- | --------------------------------------------------------------------------------- | --------------------------------------------------------------------------------- | --------------------------------------------------------------------------------- | --------------------------------------------------------------------------------- | --------------------------------------------------------------------------------- | --------------------------------------------------------------------------------- | --------------------------------------------------------------------------------- | --------------------------------------------------------------------------------- |
| Maxima medie °C (°F)                                                              | 21.0 (69,8)                                                                       | 21.2 (70,2)                                                                       | 22.1 (71,8)                                                                       | 22.7 (72,9)                                                                       | 24.1 (75,4)                                                                       | 26.2 (79,2)                                                                       | 28.7 (83,7)                                                                       | 29.0 (84,2)                                                                       | 28.1 (82,6)                                                                       | 26.3 (79,3)                                                                       | 24.1 (75,4)                                                                       | 22.1 (71,8)                                                                       | 24,6 (76,3)                                                                       |
| Media zilnică °C (°F)                                                             | 18.2 (64,8)                                                                       | 18.3 (64,9)                                                                       | 19.0 (66,2)                                                                       | 19.7 (67,5)                                                                       | 21.0 (69,8)                                                                       | 22.9 (73,2)                                                                       | 25.0 (77)                                                                         | 25.5 (77,9)                                                                       | 24.9 (76,8)                                                                       | 23.4 (74,1)                                                                       | 21.3 (70,3)                                                                       | 19.4 (66,9)                                                                       | 21,5 (70,7)                                                                       |
| Minima medie °C (°F)                                                              | 15.4 (59,7)                                                                       | 15.3 (59,5)                                                                       | 15.9 (60,6)                                                                       | 16.5 (61,7)                                                                       | 17.8 (64)                                                                         | 19.5 (67,1)                                                                       | 21.2 (70,2)                                                                       | 21.9 (71,4)                                                                       | 21.7 (71,1)                                                                       | 20.3 (68,5)                                                                       | 18.4 (65,1)                                                                       | 16.6 (61,9)                                                                       | 18,4 (65,1)                                                                       |
| Minima istorică °C (°F)                                                           | 9.4 (48,9)                                                                        | 8.1 (46,6)                                                                        | 9.5 (49,1)                                                                        | 9.4 (48,9)                                                                        | 12.0 (53,6)                                                                       | 13.4 (56,1)                                                                       | 16.5 (61,7)                                                                       | 14.6 (58,3)                                                                       | 16.5 (61,7)                                                                       | 14.6 (58,3)                                                                       | 10.1 (50,2)                                                                       | 10.0 (50)                                                                         | 8,1 (46,6)                                                                        |
| Ploaie mm (inches)                                                                | 31.5 (1.24)                                                                       | 35.4 (1.394)                                                                      | 37.8 (1.488)                                                                      | 11.6 (0.457)                                                                      | 3.6 (0.142)                                                                       | 0.9 (0.035)                                                                       | 0.1 (0.004)                                                                       | 2.0 (0.079)                                                                       | 6.8 (0.268)                                                                       | 18.7 (0.736)                                                                      | 34.1 (1.343)                                                                      | 43.2 (1.701)                                                                      | 225,7 (8,886)                                                                     |
| Umiditate [%]                                                                     | 64                                                                                | 65                                                                                | 62                                                                                | 61                                                                                | 61                                                                                | 61                                                                                | 58                                                                                | 60                                                                                | 64                                                                                | 66                                                                                | 65                                                                                | 66                                                                                | 62,8                                                                              |
| Nr. mediu de zile ploioase (≥ 1.0 mm)                                             | 8.0                                                                               | 7.2                                                                               | 6.9                                                                               | 5.5                                                                               | 2.9                                                                               | 0.9                                                                               | 0.2                                                                               | 0.8                                                                               | 2.7                                                                               | 6.1                                                                               | 8.8                                                                               | 9.4                                                                               | 59,4                                                                              |
| Ore însorite                                                                      | 178                                                                               | 186                                                                               | 221                                                                               | 237                                                                               | 282                                                                               | 306                                                                               | 337                                                                               | 319                                                                               | 253                                                                               | 222                                                                               | 178                                                                               | 168                                                                               | 2.887                                                                             |
| Sursa nr. 1: Agencia Estatal de Meteorología                                      |                                                                                   |                                                                                   |                                                                                   |                                                                                   |                                                                                   |                                                                                   |                                                                                   |                                                                                   |                                                                                   |                                                                                   |                                                                                   |                                                                                   |                                                                                   |
| Sursa nr. 2: Agencia Estatal de Meteorología                                      |                                                                                   |                                                                                   |                                                                                   |                                                                                   |                                                                                   |                                                                                   |                                                                                   |                                                                                   |                                                                                   |                                                                                   |                                                                                   |                                                                                   |                                                                                   |

| Date climatice pentru Tenerife South Airport (1981–2010), Extremes (1980–present) | Date climatice pentru Tenerife South Airport (1981–2010), Extremes (1980–present) | Date climatice pentru Tenerife South Airport (1981–2010), Extremes (1980–present) | Date climatice pentru Tenerife South Airport (1981–2010), Extremes (1980–present) | Date climatice pentru Tenerife South Airport (1981–2010), Extremes (1980–present) | Date climatice pentru Tenerife South Airport (1981–2010), Extremes (1980–present) | Date climatice pentru Tenerife South Airport (1981–2010), Extremes (1980–present) | Date climatice pentru Tenerife South Airport (1981–2010), Extremes (1980–present) | Date climatice pentru Tenerife South Airport (1981–2010), Extremes (1980–present) | Date climatice pentru Tenerife South Airport (1981–2010), Extremes (1980–present) | Date climatice pentru Tenerife South Airport (1981–2010), Extremes (1980–present) | Date climatice pentru Tenerife South Airport (1981–2010), Extremes (1980–present) | Date climatice pentru Tenerife South Airport (1981–2010), Extremes (1980–present) | Date climatice pentru Tenerife South Airport (1981–2010), Extremes (1980–present) |
| Luna                                                                              | Ian                                                                               | Feb                                                                               | Mar                                                                               | Apr                                                                               | Mai                                                                               | Iun                                                                               | Iul                                                                               | Aug                                                                               | Sep                                                                               | Oct                                                                               | Nov                                                                               | Dec                                                                               | Anual                                                                             |
| --------------------------------------------------------------------------------- | --------------------------------------------------------------------------------- | --------------------------------------------------------------------------------- | --------------------------------------------------------------------------------- | --------------------------------------------------------------------------------- | --------------------------------------------------------------------------------- | --------------------------------------------------------------------------------- | --------------------------------------------------------------------------------- | --------------------------------------------------------------------------------- | --------------------------------------------------------------------------------- | --------------------------------------------------------------------------------- | --------------------------------------------------------------------------------- | --------------------------------------------------------------------------------- | --------------------------------------------------------------------------------- |
| Maxima medie °C (°F)                                                              | 21.7 (71,1)                                                                       | 22.0 (71,6)                                                                       | 23.1 (73,6)                                                                       | 23.1 (73,6)                                                                       | 23.9 (75)                                                                         | 25.4 (77,7)                                                                       | 27.7 (81,9)                                                                       | 28.4 (83,1)                                                                       | 27.9 (82,2)                                                                       | 26.8 (80,2)                                                                       | 24.8 (76,6)                                                                       | 22.8 (73)                                                                         | 24,8 (76,6)                                                                       |
| Media zilnică °C (°F)                                                             | 18.4 (65,1)                                                                       | 18.5 (65,3)                                                                       | 19.3 (66,7)                                                                       | 19.5 (67,1)                                                                       | 20.4 (68,7)                                                                       | 22.1 (71,8)                                                                       | 24.0 (75,2)                                                                       | 24.7 (76,5)                                                                       | 24.5 (76,1)                                                                       | 23.4 (74,1)                                                                       | 21.5 (70,7)                                                                       | 19.7 (67,5)                                                                       | 21,4 (70,5)                                                                       |
| Minima medie °C (°F)                                                              | 15.2 (59,4)                                                                       | 15.0 (59)                                                                         | 15.6 (60,1)                                                                       | 16.0 (60,8)                                                                       | 17.0 (62,6)                                                                       | 18.8 (65,8)                                                                       | 20.2 (68,4)                                                                       | 21.1 (70)                                                                         | 21.1 (70)                                                                         | 20.0 (68)                                                                         | 18.2 (64,8)                                                                       | 16.5 (61,7)                                                                       | 17,9 (64,2)                                                                       |
| Minima istorică °C (°F)                                                           | 9.0 (48,2)                                                                        | 9.8 (49,6)                                                                        | 9.6 (49,3)                                                                        | 12.2 (54)                                                                         | 13.0 (55,4)                                                                       | 14.6 (58,3)                                                                       | 16.8 (62,2)                                                                       | 17.1 (62,8)                                                                       | 16.6 (61,9)                                                                       | 14.8 (58,6)                                                                       | 12.0 (53,6)                                                                       | 10.4 (50,7)                                                                       | 9,0 (48,2)                                                                        |
| Ploaie mm (inches)                                                                | 16.6 (0.654)                                                                      | 19.9 (0.783)                                                                      | 14.7 (0.579)                                                                      | 7.4 (0.291)                                                                       | 1.1 (0.043)                                                                       | 0.1 (0.004)                                                                       | 0.1 (0.004)                                                                       | 1.3 (0.051)                                                                       | 3.6 (0.142)                                                                       | 11.9 (0.469)                                                                      | 26.3 (1.035)                                                                      | 30.3 (1.193)                                                                      | 133,3 (5,248)                                                                     |
| Umiditate [%]                                                                     | 62                                                                                | 64                                                                                | 63                                                                                | 65                                                                                | 66                                                                                | 68                                                                                | 65                                                                                | 67                                                                                | 68                                                                                | 67                                                                                | 64                                                                                | 66                                                                                | 65,4                                                                              |
| Nr. mediu de zile ploioase (≥ 1.0 mm)                                             | 1.8                                                                               | 2.2                                                                               | 1.9                                                                               | 1.1                                                                               | 0.3                                                                               | 0.0                                                                               | 0.0                                                                               | 0.2                                                                               | 0.6                                                                               | 1.6                                                                               | 1.9                                                                               | 3.5                                                                               | 15,1                                                                              |
| Ore însorite                                                                      | 193                                                                               | 195                                                                               | 226                                                                               | 219                                                                               | 246                                                                               | 259                                                                               | 295                                                                               | 277                                                                               | 213                                                                               | 214                                                                               | 193                                                                               | 195                                                                               | 2.725                                                                             |
| Sursa nr. 1: Agencia Estatal de Meteorología                                      |                                                                                   |                                                                                   |                                                                                   |                                                                                   |                                                                                   |                                                                                   |                                                                                   |                                                                                   |                                                                                   |                                                                                   |                                                                                   |                                                                                   |                                                                                   |
| Sursa nr. 2: Agencia Estatal de Meteorología                                      |                                                                                   |                                                                                   |                                                                                   |                                                                                   |                                                                                   |                                                                                   |                                                                                   |                                                                                   |                                                                                   |                                                                                   |                                                                                   |                                                                                   |                                                                                   |

| Date climatice pentru San Cristóbal de La Laguna – Tenerife North Airport (altitude: 632 metri (2.073 picioare)) | Date climatice pentru San Cristóbal de La Laguna – Tenerife North Airport (altitude: 632 metri (2.073 picioare)) | Date climatice pentru San Cristóbal de La Laguna – Tenerife North Airport (altitude: 632 metri (2.073 picioare)) | Date climatice pentru San Cristóbal de La Laguna – Tenerife North Airport (altitude: 632 metri (2.073 picioare)) | Date climatice pentru San Cristóbal de La Laguna – Tenerife North Airport (altitude: 632 metri (2.073 picioare)) | Date climatice pentru San Cristóbal de La Laguna – Tenerife North Airport (altitude: 632 metri (2.073 picioare)) | Date climatice pentru San Cristóbal de La Laguna – Tenerife North Airport (altitude: 632 metri (2.073 picioare)) | Date climatice pentru San Cristóbal de La Laguna – Tenerife North Airport (altitude: 632 metri (2.073 picioare)) | Date climatice pentru San Cristóbal de La Laguna – Tenerife North Airport (altitude: 632 metri (2.073 picioare)) | Date climatice pentru San Cristóbal de La Laguna – Tenerife North Airport (altitude: 632 metri (2.073 picioare)) | Date climatice pentru San Cristóbal de La Laguna – Tenerife North Airport (altitude: 632 metri (2.073 picioare)) | Date climatice pentru San Cristóbal de La Laguna – Tenerife North Airport (altitude: 632 metri (2.073 picioare)) | Date climatice pentru San Cristóbal de La Laguna – Tenerife North Airport (altitude: 632 metri (2.073 picioare)) | Date climatice pentru San Cristóbal de La Laguna – Tenerife North Airport (altitude: 632 metri (2.073 picioare)) |
| Luna | Ian | Feb | Mar | Apr | Mai | Iun | Iul | Aug | Sep | Oct | Nov | Dec | Anual |
| --- | --- | --- | --- | --- | --- | --- | --- | --- | --- | --- | --- | --- | --- |
| Maxima medie °C (°F)                                                                                             | 16.0 (60,8) | 16.7 (62,1) | 18.2 (64,8) | 18.5 (65,3) | 20.1 (68,2) | 22.2 (72) | 24.7 (76,5) | 25.7 (78,3) | 24.9 (76,8) | 22.5 (72,5) | 19.7 (67,5) | 17.1 (62,8) | 20,5 (68,9) |
| Media zilnică °C (°F)                                                                                            | 13.1 (55,6) | 13.4 (56,1) | 14.5 (58,1) | 14.7 (58,5) | 16.1 (61) | 18.1 (64,6) | 20.2 (68,4) | 21.2 (70,2) | 20.7 (69,3) | 18.9 (66) | 16.5 (61,7) | 14.3 (57,7) | 16,8 (62,2) |
| Minima medie °C (°F)                                                                                             | 10.2 (50,4) | 10.0 (50) | 10.7 (51,3) | 10.9 (51,6) | 12.0 (53,6) | 14.0 (57,2) | 15.7 (60,3) | 16.6 (61,9) | 16.5 (61,7) | 15.2 (59,4) | 13.3 (55,9) | 11.5 (52,7) | 13,0 (55,4) |
| Minima istorică °C (°F)                                                                                          | 3.2 (37,8) | 3.4 (38,1) | 2.0 (35,6) | 4.2 (39,6) | 6.0 (42,8) | 8.5 (47,3) | 8.5 (47,3) | 7.0 (44,6) | 9.2 (48,6) | 6.8 (44,2) | 6.2 (43,2) | 3.5 (38,3) | 2,0 (35,6) |
| Ploaie mm (inches)                                                                                               | 80 (3.15) | 70 (2.76) | 61 (2.4) | 39 (1.54) | 19 (0.75) | 11 (0.43) | 6 (0.24) | 5 (0.2) | 16 (0.63) | 47 (1.85) | 81 (3.19) | 82 (3.23) | 517 (20,35) |
| Umiditate [%] | 76 | 75 | 71 | 74 | 72 | 73 | 69 | 69 | 71 | 74 | 75 | 79 | 73 |
| Nr. mediu de zile ploioase (≥ 1.0 mm)                                                                            | 11 | 10 | 10 | 10 | 7 | 4 | 3 | 3 | 5 | 10 | 10 | 12 | 95 |
| Ore însorite | 150 | 168 | 188 | 203 | 234 | 237 | 262 | 269 | 213 | 194 | 155 | 137 | 2.410 |
| Sursa nr. 1: Agencia Estatal de Meteorología (1981–2010)                                                         | | | | | | | | | | | | | |
| Sursa nr. 2: Agencia Estatal de Meteorología                                                                     | | | | | | | | | | | | | |

| Date climatice pentru Izaña Teide Observatory (altitude: 2.371 metri (7.779 picioare)) | Date climatice pentru Izaña Teide Observatory (altitude: 2.371 metri (7.779 picioare)) | Date climatice pentru Izaña Teide Observatory (altitude: 2.371 metri (7.779 picioare)) | Date climatice pentru Izaña Teide Observatory (altitude: 2.371 metri (7.779 picioare)) | Date climatice pentru Izaña Teide Observatory (altitude: 2.371 metri (7.779 picioare)) | Date climatice pentru Izaña Teide Observatory (altitude: 2.371 metri (7.779 picioare)) | Date climatice pentru Izaña Teide Observatory (altitude: 2.371 metri (7.779 picioare)) | Date climatice pentru Izaña Teide Observatory (altitude: 2.371 metri (7.779 picioare)) | Date climatice pentru Izaña Teide Observatory (altitude: 2.371 metri (7.779 picioare)) | Date climatice pentru Izaña Teide Observatory (altitude: 2.371 metri (7.779 picioare)) | Date climatice pentru Izaña Teide Observatory (altitude: 2.371 metri (7.779 picioare)) | Date climatice pentru Izaña Teide Observatory (altitude: 2.371 metri (7.779 picioare)) | Date climatice pentru Izaña Teide Observatory (altitude: 2.371 metri (7.779 picioare)) | Date climatice pentru Izaña Teide Observatory (altitude: 2.371 metri (7.779 picioare)) |
| Luna                                                                                   | Ian                                                                                    | Feb                                                                                    | Mar                                                                                    | Apr                                                                                    | Mai                                                                                    | Iun                                                                                    | Iul                                                                                    | Aug                                                                                    | Sep                                                                                    | Oct                                                                                    | Nov                                                                                    | Dec                                                                                    | Anual                                                                                  |
| -------------------------------------------------------------------------------------- | -------------------------------------------------------------------------------------- | -------------------------------------------------------------------------------------- | -------------------------------------------------------------------------------------- | -------------------------------------------------------------------------------------- | -------------------------------------------------------------------------------------- | -------------------------------------------------------------------------------------- | -------------------------------------------------------------------------------------- | -------------------------------------------------------------------------------------- | -------------------------------------------------------------------------------------- | -------------------------------------------------------------------------------------- | -------------------------------------------------------------------------------------- | -------------------------------------------------------------------------------------- | -------------------------------------------------------------------------------------- |
| Maxima medie °C (°F)                                                                   | 7.5 (45,5)                                                                             | 8.0 (46,4)                                                                             | 10.2 (50,4)                                                                            | 11.8 (53,2)                                                                            | 14.5 (58,1)                                                                            | 18.9 (66)                                                                              | 23.0 (73,4)                                                                            | 22.6 (72,7)                                                                            | 18.6 (65,5)                                                                            | 14.3 (57,7)                                                                            | 11.1 (52)                                                                              | 8.8 (47,8)                                                                             | 14,11 (57,39)                                                                          |
| Media zilnică °C (°F)                                                                  | 4.3 (39,7)                                                                             | 4.7 (40,5)                                                                             | 6.4 (43,5)                                                                             | 7.6 (45,7)                                                                             | 10.1 (50,2)                                                                            | 14.4 (57,9)                                                                            | 18.5 (65,3)                                                                            | 18.2 (64,8)                                                                            | 14.5 (58,1)                                                                            | 10.6 (51,1)                                                                            | 7.8 (46)                                                                               | 5.6 (42,1)                                                                             | 10,23 (50,41)                                                                          |
| Minima medie °C (°F)                                                                   | 1.1 (34)                                                                               | 1.3 (34,3)                                                                             | 2.7 (36,9)                                                                             | 3.5 (38,3)                                                                             | 5.8 (42,4)                                                                             | 9.9 (49,8)                                                                             | 14.0 (57,2)                                                                            | 13.8 (56,8)                                                                            | 10.4 (50,7)                                                                            | 6.9 (44,4)                                                                             | 4.5 (40,1)                                                                             | 2.4 (36,3)                                                                             | 6,36 (43,44)                                                                           |
| Ploaie mm (inches)                                                                     | 47 (1.85)                                                                              | 67 (2.64)                                                                              | 58 (2.28)                                                                              | 18 (0.71)                                                                              | 7 (0.28)                                                                               | 0 (0)                                                                                  | 0 (0)                                                                                  | 5 (0.2)                                                                                | 13 (0.51)                                                                              | 37 (1.46)                                                                              | 54 (2.13)                                                                              | 60 (2.36)                                                                              | 366 (14,41)                                                                            |
| Umiditate [%]                                                                          | 50                                                                                     | 54                                                                                     | 48                                                                                     | 45                                                                                     | 40                                                                                     | 32                                                                                     | 25                                                                                     | 30                                                                                     | 43                                                                                     | 55                                                                                     | 54                                                                                     | 52                                                                                     | 44                                                                                     |
| Nr. mediu de zile ploioase (≥ 1.0 mm)                                                  | 4.5                                                                                    | 4.0                                                                                    | 4.1                                                                                    | 2.7                                                                                    | 1.1                                                                                    | 0.2                                                                                    | 0.1                                                                                    | 0.5                                                                                    | 1.6                                                                                    | 3.7                                                                                    | 4.4                                                                                    | 5.6                                                                                    | 32,5                                                                                   |
| Ore însorite                                                                           | 226                                                                                    | 223                                                                                    | 260                                                                                    | 294                                                                                    | 356                                                                                    | 382                                                                                    | 382                                                                                    | 358                                                                                    | 295                                                                                    | 259                                                                                    | 220                                                                                    | 218                                                                                    | 3.473                                                                                  |
| Sursă: Agencia Estatal de Meteorología (1981–2010)                                     |                                                                                        |                                                                                        |                                                                                        |                                                                                        |                                                                                        |                                                                                        |                                                                                        |                                                                                        |                                                                                        |                                                                                        |                                                                                        |                                                                                        |                                                                                        |

| Date climatice pentru Vilaflor (altitude: 1.378 metri (4.521 picioare)        | Date climatice pentru Vilaflor (altitude: 1.378 metri (4.521 picioare) | Date climatice pentru Vilaflor (altitude: 1.378 metri (4.521 picioare) | Date climatice pentru Vilaflor (altitude: 1.378 metri (4.521 picioare) | Date climatice pentru Vilaflor (altitude: 1.378 metri (4.521 picioare) | Date climatice pentru Vilaflor (altitude: 1.378 metri (4.521 picioare) | Date climatice pentru Vilaflor (altitude: 1.378 metri (4.521 picioare) | Date climatice pentru Vilaflor (altitude: 1.378 metri (4.521 picioare) | Date climatice pentru Vilaflor (altitude: 1.378 metri (4.521 picioare) | Date climatice pentru Vilaflor (altitude: 1.378 metri (4.521 picioare) | Date climatice pentru Vilaflor (altitude: 1.378 metri (4.521 picioare) | Date climatice pentru Vilaflor (altitude: 1.378 metri (4.521 picioare) | Date climatice pentru Vilaflor (altitude: 1.378 metri (4.521 picioare) | Date climatice pentru Vilaflor (altitude: 1.378 metri (4.521 picioare) |
| Luna                                                                          | Ian                                                                    | Feb                                                                    | Mar                                                                    | Apr                                                                    | Mai                                                                    | Iun                                                                    | Iul                                                                    | Aug                                                                    | Sep                                                                    | Oct                                                                    | Nov                                                                    | Dec                                                                    | Anual                                                                  |
| ----------------------------------------------------------------------------- | ---------------------------------------------------------------------- | ---------------------------------------------------------------------- | ---------------------------------------------------------------------- | ---------------------------------------------------------------------- | ---------------------------------------------------------------------- | ---------------------------------------------------------------------- | ---------------------------------------------------------------------- | ---------------------------------------------------------------------- | ---------------------------------------------------------------------- | ---------------------------------------------------------------------- | ---------------------------------------------------------------------- | ---------------------------------------------------------------------- | ---------------------------------------------------------------------- |
| Maxima medie °C (°F)                                                          | 13.5 (56,3)                                                            | 14.4 (57,9)                                                            | 16.0 (60,8)                                                            | 16.1 (61)                                                              | 18.3 (64,9)                                                            | 21.2 (70,2)                                                            | 27.4 (81,3)                                                            | 27.9 (82,2)                                                            | 23.5 (74,3)                                                            | 18.7 (65,7)                                                            | 16.0 (60,8)                                                            | 14.5 (58,1)                                                            | 19,0 (66,2)                                                            |
| Media zilnică °C (°F)                                                         | 9.4 (48,9)                                                             | 10.2 (50,4)                                                            | 11.7 (53,1)                                                            | 11.9 (53,4)                                                            | 13.8 (56,8)                                                            | 16.7 (62,1)                                                            | 22.7 (72,9)                                                            | 23.0 (73,4)                                                            | 19.2 (66,6)                                                            | 14.4 (57,9)                                                            | 11.4 (52,5)                                                            | 10.0 (50)                                                              | 14,7 (58,5)                                                            |
| Minima medie °C (°F)                                                          | 5.4 (41,7)                                                             | 6.0 (42,8)                                                             | 7.3 (45,1)                                                             | 7.2 (45)                                                               | 9.5 (49,1)                                                             | 12.2 (54)                                                              | 18.0 (64,4)                                                            | 18.5 (65,3)                                                            | 14.8 (58,6)                                                            | 10.4 (50,7)                                                            | 8.2 (46,8)                                                             | 7.0 (44,6)                                                             | 10,2 (50,4)                                                            |
| Precipitații mm (inches)                                                      | 49.4 (1.945)                                                           | 51.2 (2.016)                                                           | 34.1 (1.343)                                                           | 24.4 (0.961)                                                           | 2.7 (0.106)                                                            | 0.4 (0.016)                                                            | 0.0 (0)                                                                | 0.8 (0.031)                                                            | 7.5 (0.295)                                                            | 33.8 (1.331)                                                           | 70.6 (2.78)                                                            | 56.2 (2.213)                                                           | 366,1 (14,413)                                                         |
| Sursă: Gobierno de Canarias (Temperatures:1983–1995; Precipitation:1945–1997) |                                                                        |                                                                        |                                                                        |                                                                        |                                                                        |                                                                        |                                                                        |                                                                        |                                                                        |                                                                        |                                                                        |                                                                        |                                                                        |

### Apă
Solul vulcanic al Tenerifei, care are un caracter poros și permeabil, este în general motivul pentru care solul poate maximiza absorbția apei pe o insulă cu precipitații reduse, cu condensare în zonele forestiere și depunerea de gheață pe vârful insulei fiind și ele cauze contributive.
Având în vedere neregularitatea precipitațiilor și condițiile geologice ale insulei, construcția de baraje a fost evitată, astfel încât cea mai mare parte a apei (90 la sută) provine din puțuri și din galerii de apă (tuneluri orizontale săpate în vulcan) dintre care există mii pe insulă, sisteme importante care servesc la extragerea resurselor sale hidrologice. Aceste tuneluri sunt foarte periculoase, cu buzunare de gaze vulcanice sau dioxid de carbon, cauzând moarte rapidă.

### Poluare și calitatea aerului
Insulele Canare au niveluri scăzute de poluare a aerului datorită lipsei de fabrici și industrie și vânturilor alizee care îndepărtează natural aerul contaminat de pe insule. Conform datelor oficiale oferite de Ministerul Sănătății și Industriei din Spania, Tenerife este unul dintre cele mai curate locuri din țară, cu un indice de poluare a aerului sub media națională.
Cu toate acestea, există încă factori care afectează nivelurile de poluare pe insulă, principalii agenți poluanți fiind Rafinăria din Santa Cruz, Centralele termoelectrice de la Las Caletillas și Granadilla, Traficul rutier, crescut de nivelul ridicat de turism.
În plus, pe insula Tenerife, la fel ca pe La Palma, poluarea luminoasă trebuie de asemenea controlată pentru a ajuta observatoarele astrofizice situate pe vârfurile insulei.
Apa este în general de calitate foarte bună, toate plajele insulei Tenerife fiind catalogate de Ministerul Sănătății și Consumului ca fiind potrivite pentru scăldat.

## Geologie
Vedeți și: Geologia Insulelor Canare

Harta topografică a Tenerifei

Tenerife este o insulă vulcanică accidentată, sculptată de erupții succesive de-a lungul istoriei sale. S-au înregistrat patru erupții vulcanice istorice, niciuna dintre ele nefăcând victime. Prima a avut loc în 1704, când vulcanii Arafo, Fasnia și Siete Fuentes au erupt simultan. Doi ani mai târziu, în 1706, a avut loc cea mai mare erupție la Trevejo. Acest vulcan a produs cantități mari de lavă care au îngropat orașul și portul Garachico. Ultima erupție din secolul al XVIII-lea a avut loc în 1798 la Cañadas de Teide, în Chahorra. Cea mai recentă erupție, din anul 1909, a format conul vulcanic Chinyero în municipalitatea Santiago del Teide.
Insula este situată între 28° și 29° latitudine nordică și între meridianele 16° și 17° vestice. Se află la nord de Tropicul Racului, ocupând o poziție centrală între celelalte Insule Canare: Gran Canaria, La Gomera și La Palma. Insula se află la aproximativ 300 km (186 mi) de coasta africană și la aproximativ 1.000 km (621 mi) de Peninsula Iberică. Tenerife este cea mai mare insulă din arhipelagul Insulelor Canare, cu o suprafață de 2.034,38 km2 (785 mi2) și are cel mai lung litoral, de 342 km (213 mi).

În plus, cel mai înalt punct, Muntele Teide, cu o altitudine de 3.715 m (12.188 ft) deasupra nivelului mării, este cel mai înalt punct din întreaga Spanie și reprezintă al treilea cel mai mare vulcan din lume de la baza sa din fundul mării. Din acest motiv, Tenerife se află pe locul 10 în lista insulelor cu cel mai înalt punct din lume. Insula cuprinde aproximativ 200 de insulițe sau stânci sterile, printre care Roques de Anaga, Roque de Garachico și Fasnia, care adaugă încă 213.835 m2 (2.301.701 sq ft) la suprafața totală.

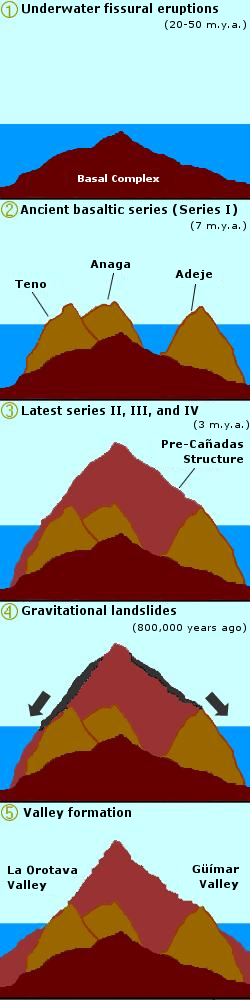
Formarea Tenerifei

### Orografie și peisaj
Relieful accidentat și abrupt al insulei, împreună cu diversitatea climatică, a dus la o varietate de peisaje și formațiuni geografice și geologice. Aceasta variază de la Parcul Național Teide, cu pădurile sale întinse de pin, contrastând cu peisajul vulcanic din vârful Teide și Malpaís de Güímar, până la Acantilados de Los Gigantes (Stâncile Giganților), cu precipiciile sale verticale. În sud există zone semiaride, cu plante rezistente la secetă. Alte zone includ formațiuni protejate și înconjurate de munți, cum ar fi Montaña Roja și Montaña Pelada, văi și păduri cu vegetație subtropicală și climă specifică, precum și zone cu defilee adânci și prăpăstii, cum ar fi cele din Anaga și Teno.

#### Înălțimi centrale
Principalele structuri geografice ale Tenerifei formează zonele centrale înalte, cu complexul vulcanic Teide–Pico Viejo și zona Las Cañadas ca elemente dominante. Această regiune include o semi-calderă vulcanică cu o suprafață de circa 130 km2 (50 mi2), formată prin procese geologice descrise în secțiunea Origine și formare. Spațiul este parțial ocupat de stratovulcanul Teide-Pico Viejo, completat de materialele emise în erupțiile succesive. O formațiune cunoscută, numită Los Azulejos, este formată din roci cu nuanțe verzi, create prin procese hidrotermale.
La sud de La Caldera se află Muntele Guajara (altitudine: 2.718 metri (8.917 picioare)), dominând Parcul Național Teide. La bază, un bazin endoreic este înconjurat de material sedimentar fin, depus prin activitatea vulcanică, cunoscut sub numele de **Llano de Ucanca**.
Vârful Teide (3.715 metri (12.188 picioare) deasupra nivelului mării și peste 7.500 metri (24.606 picioare) de la fundul oceanului) este cel mai înalt punct al insulei, al Spaniei și din Oceanul Atlantic. Acest vulcan, al treilea ca mărime pe glob, se remarcă prin poziția sa centrală, dimensiuni impresionante, siluetă distinctă și peisajul înzăpezit iarna. Populațiile autohtone îl considerau zeu și loc sacru.
În anul 1954, întreaga zonă a fost declarată parc național, extinsă ulterior. În luna iunie a anului 2007, UNESCO a inclus-o pe lista Patrimoniului Mondial. La vest se află vulcanul Pico Viejo („Vârful Bătrân”), iar pe o versantă a acestuia, vulcanul Chahorra (sau „Nările lui Teide”), locul ultimei erupții din apropiere (1798).
Teide este unul dintre cei 16 Vulcani ai Deceniului desemnați de Asociația Internațională de Vulcanologie (IAVCEI) ca fiind prioritari pentru studiu, datorită istoricului de erupții majore și proximității față de zone populate.
Cele mai înalte vârfuri din Tenerife:
| Vârf           | Altitudine (m) | Altitudine (ft) |
| -------------- | -------------- | --------------- |
| Vârful Teide   | 3.715          | 12.198          |
| Pico Viejo     | 3.135          | 10.285          |
| Montaña Blanca | 2.748          | 9.016           |
| Guajara        | 2.718          | 8.917           |

#### Relief de munte

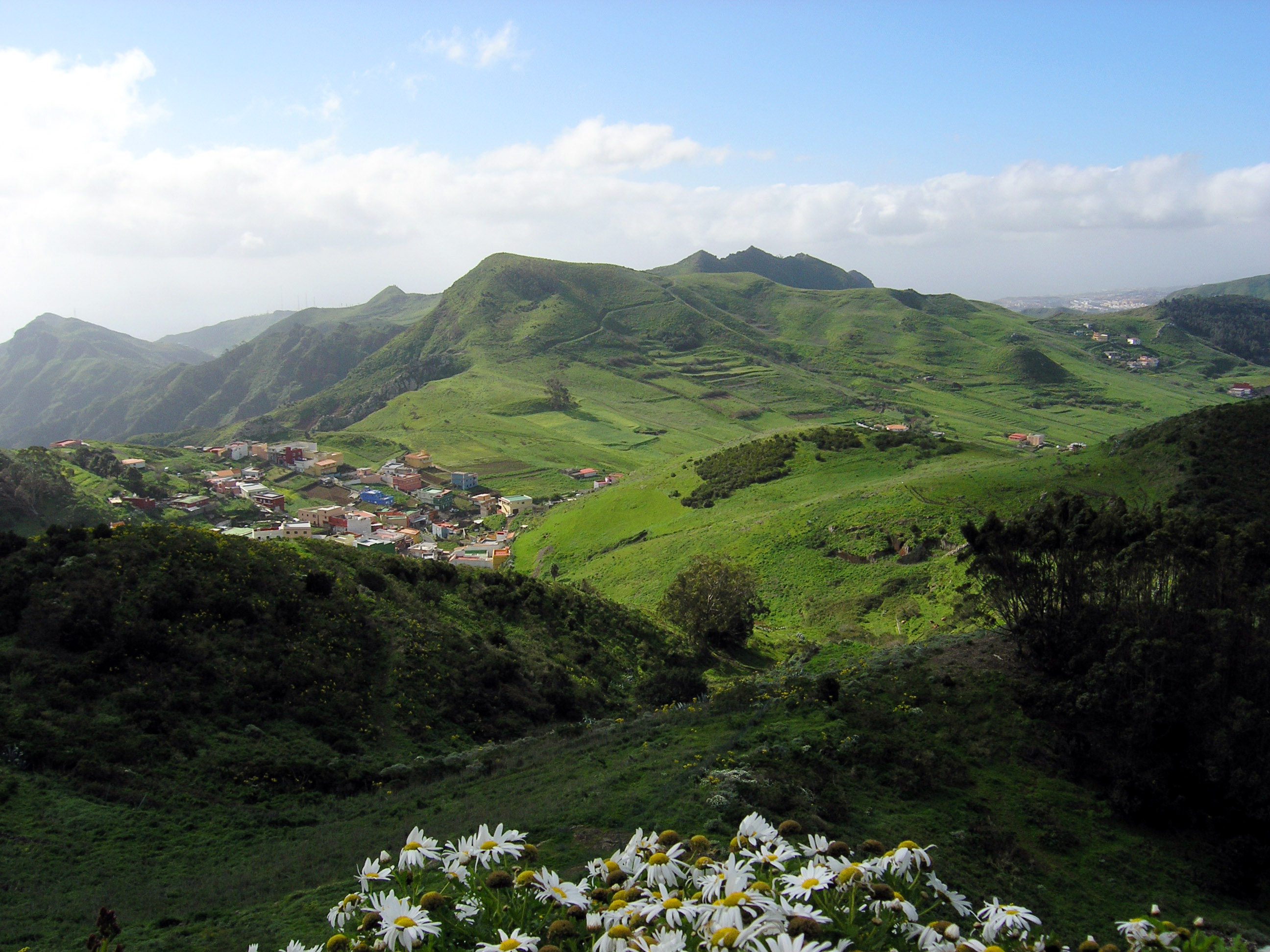
Contururile accidentate ale masivului Anaga

Masivul Anaga (Macizo de Anaga), situat în extremitatea nord-estică a insulei, prezintă un relief extrem de accidentat, unde – în ciuda altitudinilor relativ modeste – Cruz de Taborno atinge 1.024 metri (3.360 picioare). Datorită vârstei rocilor (5,7 milioane de ani), eroziunii intense și rețelei dense de dike ce străbat zona, suprafața expune numeroase aflorimente de origine fonolitică și trachitică. Peisajul este dominat de văi adânci cu pereți abrupți, iar coasta masivului este presărată cu faleze verticale, întrerupte rar de plaje de pietre sau nisip vulcanic. Majoritatea plajelor coincid cu gurile văilor.

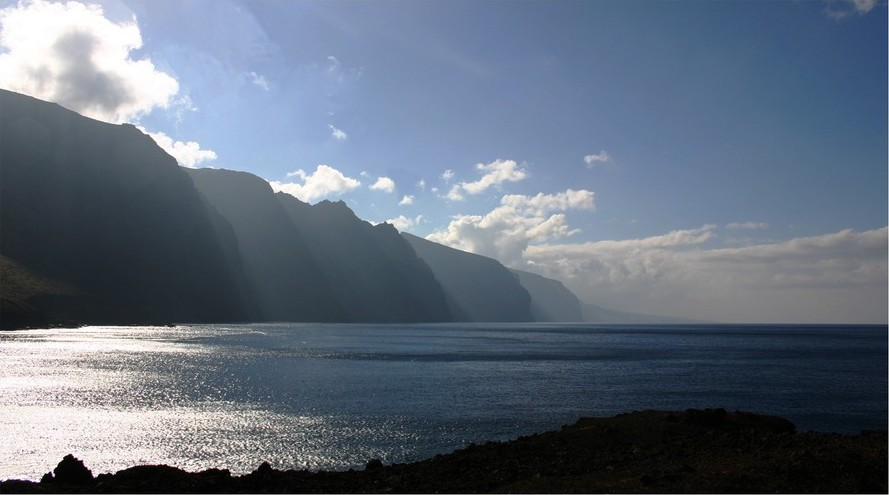
Masivul Teno – zona Acantilados de Los Gigantes

Masivul Teno (Macizo de Teno), aflat în nord-vestul insulei, asemănător cu Anaga, are o topografie abruptă cu văi erodate și stânci expuse, dar cu roci mai vechi (circa 7,4 milioane de ani). Muntele Gala este punctul său cel mai înalt (1.342 metri (4.403 picioare)). Peisajul cel mai spectaculos al acestui masiv se regăsește pe coasta sudică, unde Acantilados de Los Gigantes („Stâncile Giganților”) au faleze verticale ce ating 500 metri (1.600 picioare) în unele zone.
Masivul Adeje, situat în extremitatea sudică a insulei, are ca punct de reper Roque del Conde („Stânca Contele”), cu o altitudine de 1.001 metri (3.284 picioare). Acest masiv este mai puțin impresionant structural față de celelalte datorită eroziunii severe și vârstei geologice mai înaintate, care i-au alterat forma și dimensiunile inițiale.

#### Dorsale
Dorsala montană creastă, cunoscută și sub numele de Dorsala Pedro Gil, se întinde de la Muntele La Esperanza, aflat la o altitudine de aproximativ 750 m (2.461 ft), până în centrul insulei, în apropierea Calderei Las Cañadas, având vârful Izaña ca punct culminant la 2.390 m (7.841 ft) (nivelul mediu al mării). Aceste forme de relief s-au format prin vulcanism fisural bazaltic, fiind generate de una dintre axele care au dat naștere activității vulcanice în această zonă.
Dorsala Abeque s-a format dintr-un aliniament de vulcani care leagă masivul Teno de vârful central al insulei, Teide-Pico Viejo, reprezentând una dintre cele trei axe structurale ale Tenerifei. Pe această dorsală se află vulcanul istoric Chinyero, al cărui ultim episod eruptiv a avut loc în 1909.
Dorsala Sudică, denumită și Dorsala Adeje, constituie ultima dintre axele structurale. Formațiunile rămase din această structură masivă evidențiază terenurile primordiale, precum și alinierea conurilor vulcanice mici și a formațiunilor stâncoase din sudul Tenerifei.

#### Văi și canioane
Văile reprezintă o altă trăsătură distinctivă a insulei. Cele mai importante sunt Valea La Orotava și Valea Güímar, ambele formate prin alunecarea masivă a unor cantități mari de material spre mare, creând o depresiune a terenului. Celelalte văi tind să se formeze între dealuri create prin depunerea sedimentelor de pe versanții înconjurători, sau reprezintă canioane largi care, în timp, au evoluat în văi tipice.
Tenerife dispune de un număr mare de canioane, elemente caracteristice ale peisajului, create prin eroziunea apelor de scurgere pe perioade îndelungate. Printre cele mai notabile canioane se numără Ruiz, Fasnia, Güímar, Barranco del Infierno (Canionul Iadului) și Erques, toate fiind declarate arii naturale protejate de instituțiile canariene.

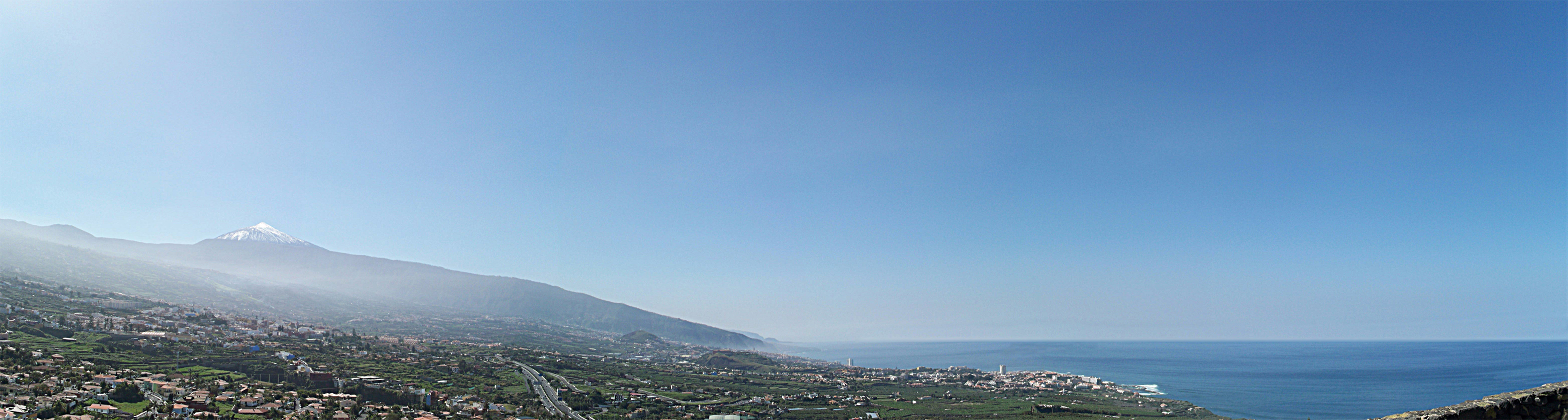
Panoramă a Văii La Orotava

#### Linia de coastă
Coastele Tenerifei sunt în general abrupte și stâncoase, în special în partea nordică a insulei. Cu toate acestea, insula dispune de 67,14 kilometri (41,72 mile) de plaje, precum cea de la El Médano, fiind depășită în acest sens doar de insula Fuerteventura.
Pe coasta nordică se întâlnesc numeroase plaje cu pietriș și nisip vulcanic negru, în timp ce în partea sudică și sud-vestică a insulei, plajele au nisip mult mai fin și mai deschis la culoare.

#### Tuburi vulcanice
Tuburile vulcanice sunt peșteri formate în interiorul curgerilor de lavă, având de obicei formă de tunel. Acestea se creează în timpul activității vulcanice din lavă mai mult sau mai puțin fluidă.
Printre numeroasele tuburi vulcanice existente pe insulă se remarcă Cueva del Viento (Peștera Vântului), situată în orașul nordic Icod de los Vinos. Acesta este cel mai mare tunel vulcanic din Uniunea Europeană și unul dintre cele mai mari din lume, fiind considerat pentru o lungă perioadă drept cel mai mare tub vulcanic din lume.

## Floră și faună

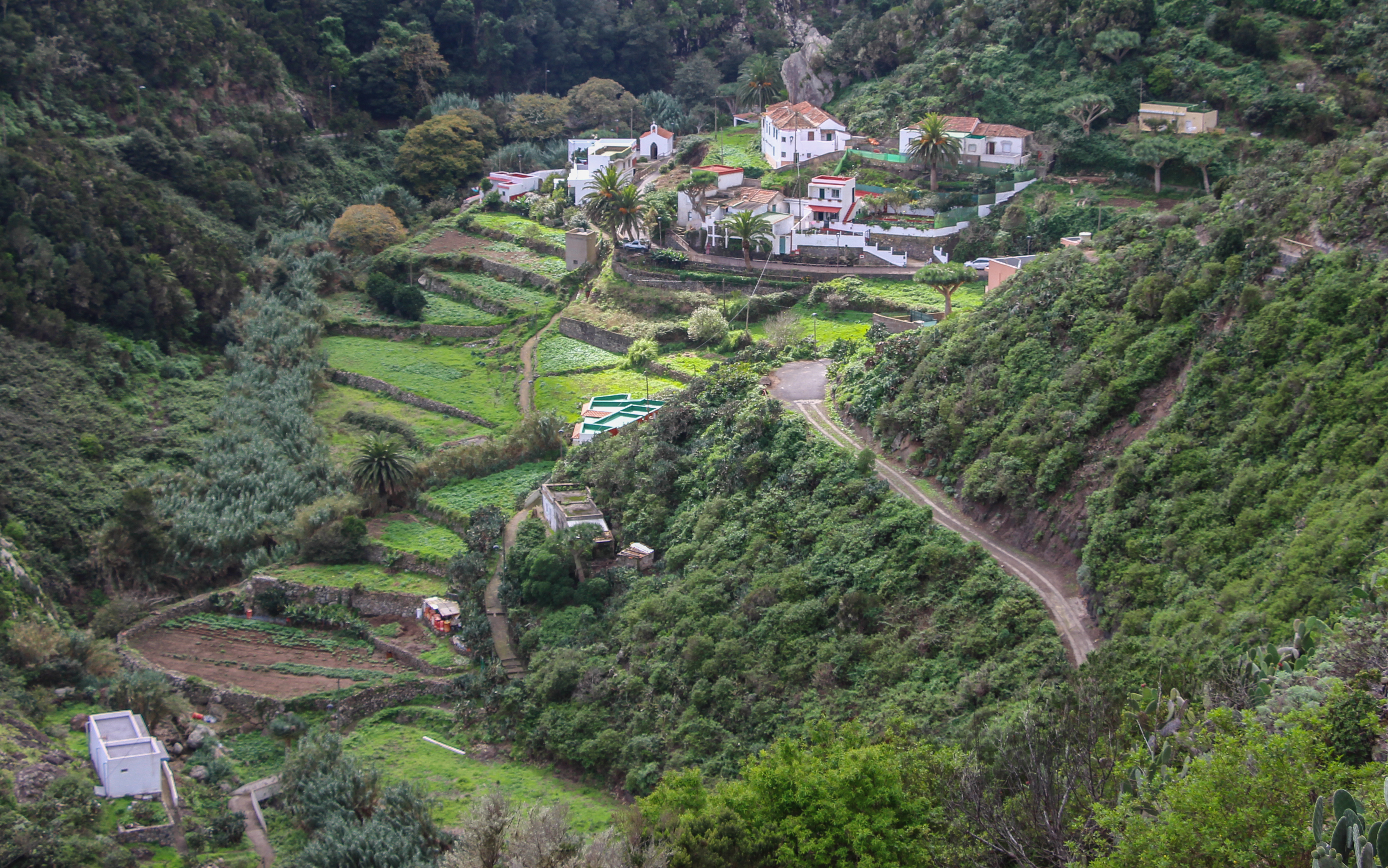
Chamorga, în Macizo de Anaga

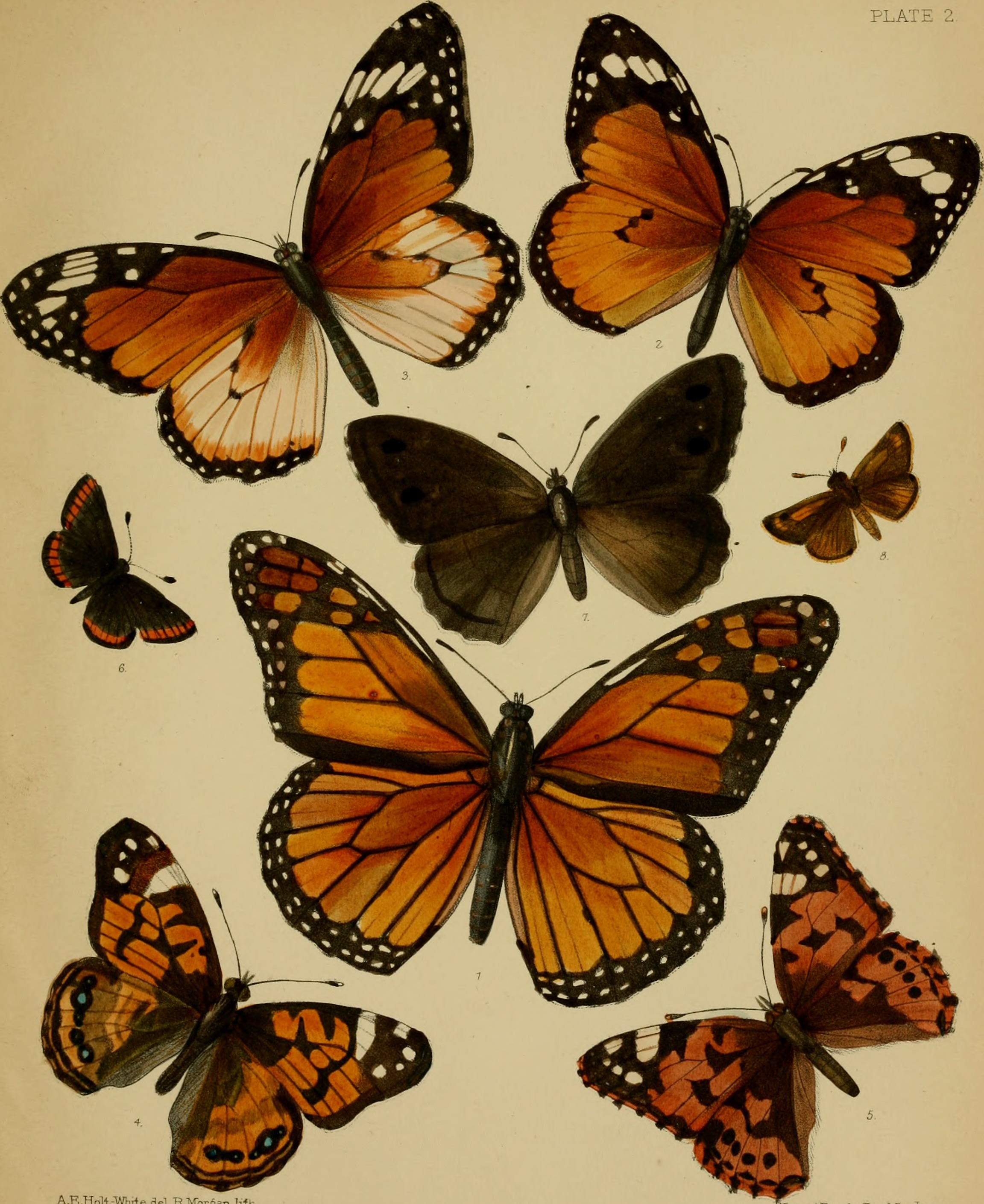
Ilustrații cu Lepidoptera din The butterflies and moths of Teneriffe (1894)

Insula Tenerife are o diversitate ecologică remarcabilă, în ciuda suprafeței sale reduse, datorită condițiilor ambientale speciale. Orografia distinctă modifică condițiile climatice la nivel local, creând o varietate semnificativă de microclimate. Această diversitate permite existența a aproximativ 1400 de specii de plante, dintre care peste 100 sunt endemice pentru Tenerife.
Fauna insulei include aproximativ 400 de specii de pești, 56 de specii de păsări, 5 reptile, 2 amfibieni, 13 mamifere terestre ,mii de nevertebrate ,specii de broaște țestoase marine și cetacee.
Vegetația din Tenerife este organizată în șase zone majore, în funcție de altitudine și expunere:

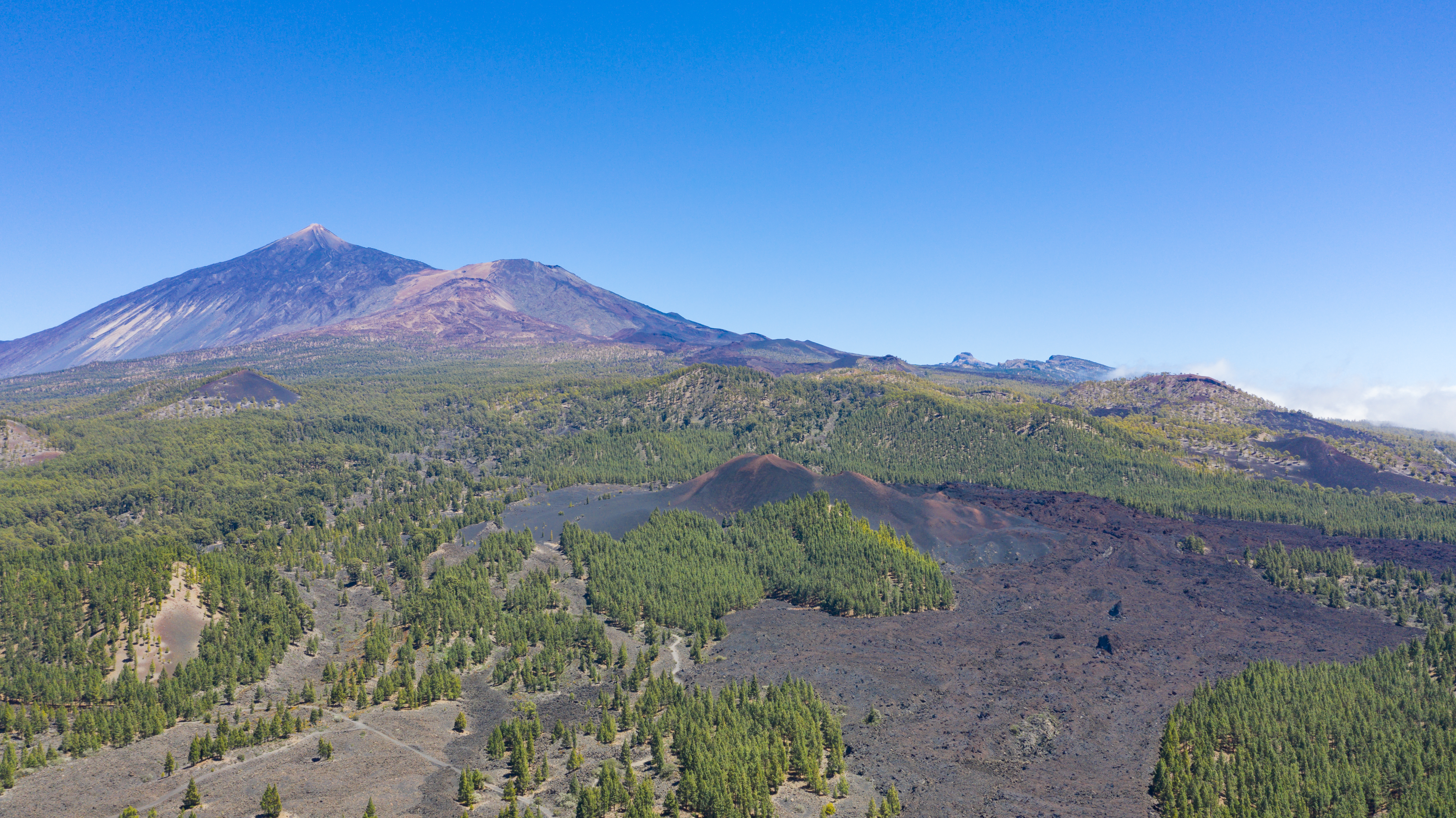
Zone împădurite cu Pinus din Rezervația Naturală Specială El Chinyero

1. Zona xerofită inferioară (0–700 metri (0–2.297 picioare)):
Dominată de arbuști xerofili adaptați la secetă, radiație solară intensă și vânturi puternice. Specii endemice: Euphorbia canariensis, Ceropegia spp.  
2. Pădurea termofilă (200–600 metri (660–1.970 picioare)):
Zonă de tranziție cu temperaturi moderate, afectată semnificativ de activitatea umană. Specii endemice: Juniperus cedrus, Dracaena draco, Phoenix canariensis.  
3. Pădure de lauri (500–1,000 metru (1.640,420–3,281 picioare)):
Pădure densă cu arbori mari, relicve din flora terțiară, prezente în zone cu ceață și precipitații frecvente.  Specii diverse: lauri, Ilex canariensis, Persea indica, Apollonias barbujana.  
4. Zona de tutun de munte (1,000–1,500 metri (3,281–4,921 picioare)):
Vegetație mai săracă, înlocuind pădurea degradată.  Specii: Myrica faya, Erica arborea, ilice.  
5. Pădurea de pin (800–2,000 metri (2.624,672–6,562 picioare)):
Pădure deschisă cu un strat inferior slab dezvoltat. Specii: Pinus canariensis, Genista canariensis, Cistus.  
6. Zona montană înaltă (peste 2,000 metri (6 picioare 6,7 inches)):
Climat arid, radiație solară intensă și temperaturi extreme. Flora este adaptată condițiilor dure.

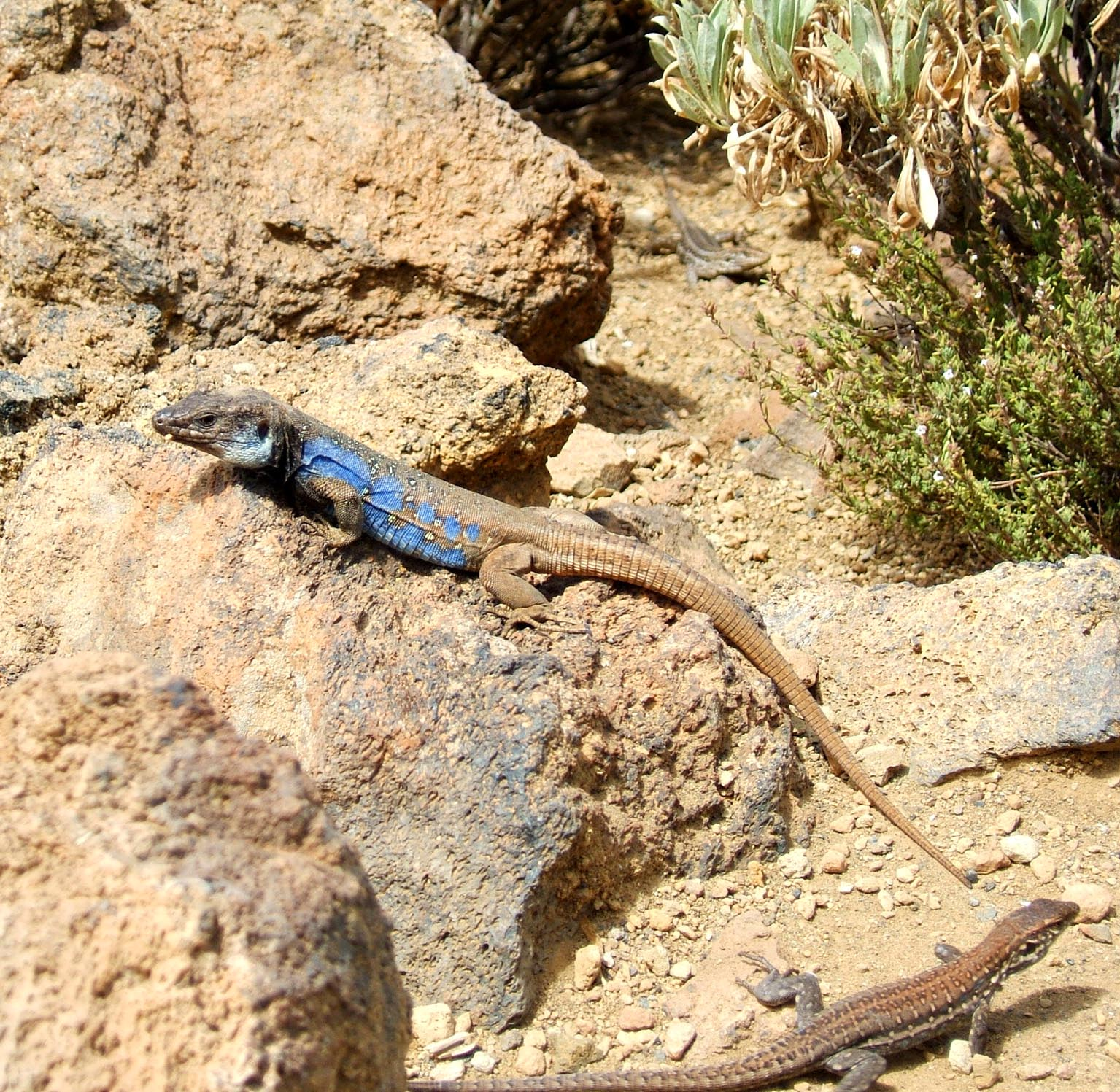
Gallotia galloti, o specie de șopârlă endemică pentru Tenerife

### Faună preistorică
Înaintea sosirii oamenilor, Insulele Canare erau populate de anumite animale endemice, acum în mare parte dispărute. Aceste animale au atins dimensiuni mai mari decât cele obișnuite, datorită unui fenomen numit gigantism insular. Printre aceste specii, cele mai cunoscute din Tenerife au fost:
- Șobolanul gigantic (Canariomys bravoi): Fosile datând în principal din Pliocen și Pleistocen. Craniul său ajungea până la 7 centimetri lungime, așadar animalul putea atinge dimensiunea unui iepure, ceea ce îl făcea considerabil mai mare decât speciile europene de șobolani. Fosilele de șobolan gigantic din Tenerife se găsesc de obicei în peșteri sau tuburi vulcanice asociate cu Gallotia goliath.[81]

- Cintezoiul cu cioc subțire (Chloris aurelioi), o specie dispărută de cintezoi din Holocen.[82]

- Presura cu picioare lungi (Emberiza alcoveri), o pasăre incapabilă de zbor, cu picioare lungi și aripi scurte, cunoscută din depozitele fosile din peșteri din Pleistocen până în Holocen. Este una dintre puținele păsări passerine incapabile de zbor cunoscute de știință, toate fiind acum dispărute.[83]

- Șopârla gigantică (Gallotia goliath) a trăit în Tenerife din Holocen până în secolul al XV-lea d.Hr. Ajungea la o lungime de 120–125 de centimetri (47,2–49,2 țoli).[84]

- Broasca țestoasă gigantică (Geochelone burchardi): O broască țestoasă de dimensiuni mari, similară cu cele găsite astăzi pe unele insule oceanice, precum Insulele Galápagos din Oceanul Pacific sau Seychelles din Oceanul Indian. Fosilele descoperite datează din Miocen; această broască țestoasă a trăit probabil pe insulă până în Pleistocenul Superior, dispărând din cauza evenimentelor vulcanice cu mult înaintea sosirii omului.

### Arii naturale protejate

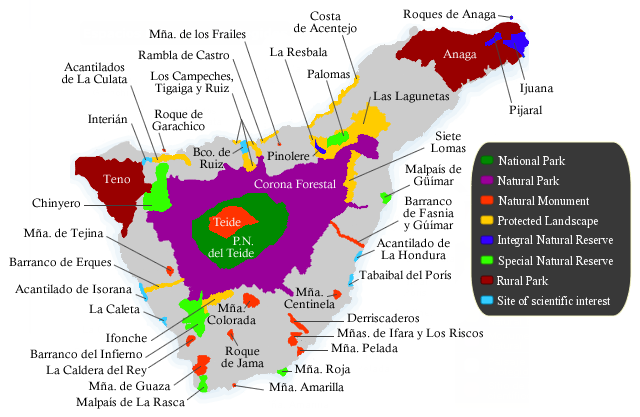
Hartă care arată clasificarea ariilor protejate din Tenerife

Aproape jumătate din suprafața insulei (48,6%) este protejată sub egida Red Canaria de Espacios Naturales Protegidos (Rețeaua Canariană a Ariilor Naturale Protejate). Dintre cele 146 de situri protejate administrate de această rețea în arhipelagul Insulelor Canare, un total de 43 se află în Tenerife, cea mai protejată insulă din grup.
Rețeaua clasifică ariile protejate în opt categorii distincte, toate fiind reprezentate în Tenerife. Pe lângă Parque Nacional del Teide, insula include Parc Natural Canarias (Pădurea Coroanei), două parcuri rurale (Anaga și Teno), patru rezervații naturale integrale, șase rezervații naturale speciale, paisprezece monumente naturale, nouă peisaje protejate și șase situri de interes științific.
Macizo de Anaga din Tenerife este declarat Rezervație a Biosferei din 2015 și găzduiește cel mai mare număr de specii endemice din Europa.
Tenerife deține și importante arii marine protejate. Printre acestea se numără Zona de Especial Conservación Teno-Rasca (Zona Specială de Conservare Teno-Rasca), creată în 2013, cunoscută pentru biodiversitatea sa și populațiile rezidente de cetacee (delfini cu bot gros și balene-pilot). Zona Marină Tenerife-La Gomera a fost desemnată în ianuarie 2021 drept primul Sit al Patrimoniului Balenier European.

## Administrație

### Ordine și drept

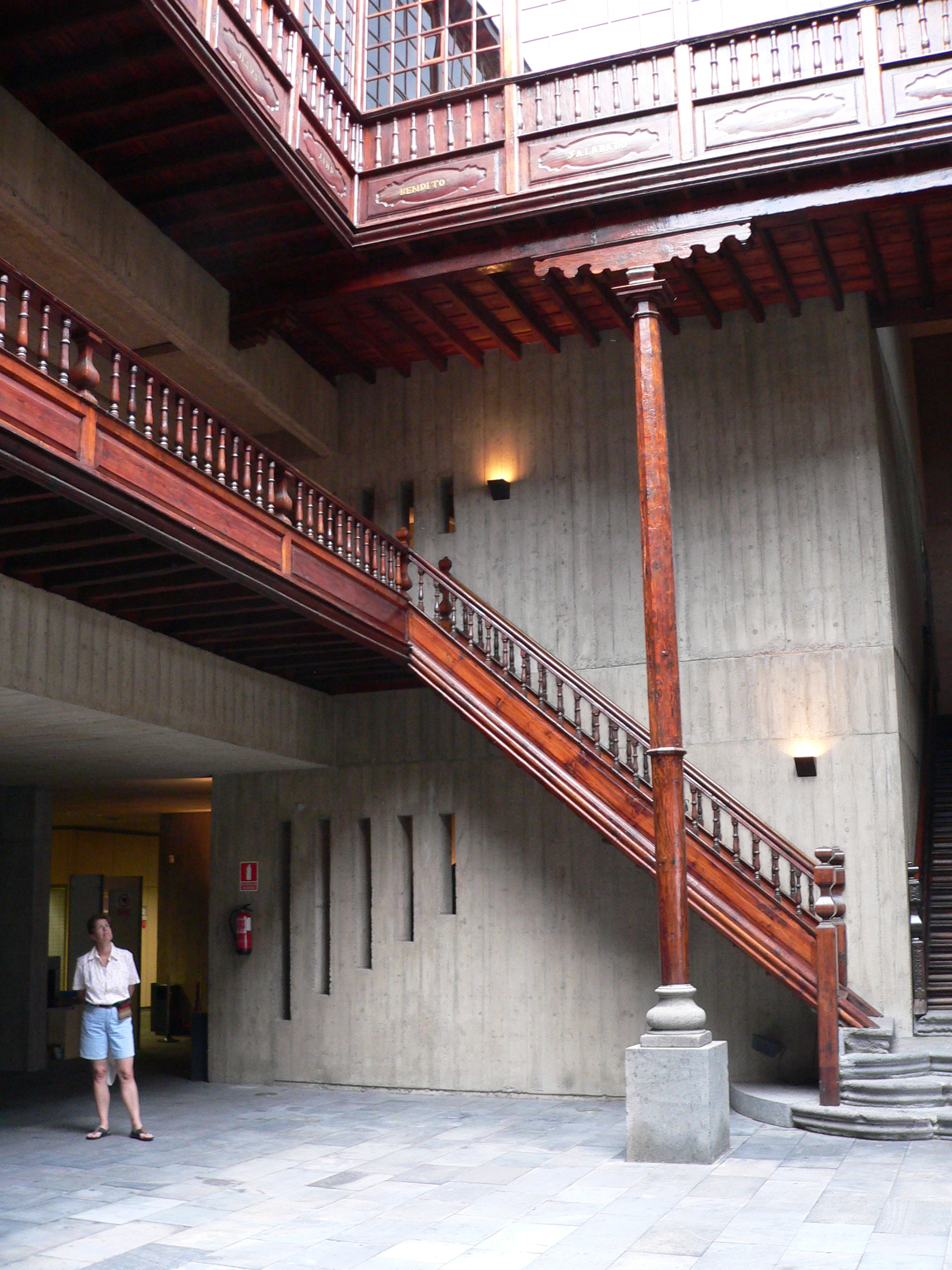
Clădirea Președinției Guvernului Autonom al Canarelor în Santa Cruz

Administrația insulei Tenerife este condusă de Cabildo Insular de Tenerife, situată în Plaza de España din capitala insulei (Palacio Insular de Tenerife). Organizarea politică a Canarelor nu are un guvern provincial, ci fiecare insulă are propria administrație prin propriul Cabildo. De la înființarea sa în data de martie 1913, acesta are o serie de atribuții și responsabilități, stabilite în Statutul de Autonomie al Canarelor (spaniolă Estatuto de Autonomía de Canarias) și reglementate prin Legea 14/1990 din 26 iulie 1990, privind Régimen Jurídico de las Administraciones Públicas de Canarias.
Cabildo-ul este compus din următoarele departamente administrative: Președinție, Corp Legislativ, Consiliu de Guvernare, Comisii Informatice și Biroul Portavoce.

### Guvern
Tenerife este un teritoriu autonom al Spaniei. Insula are un sistem guvernamental ierarhizat și un statut special în cadrul Uniunii Europene, beneficiind de cote fiscale mai mici comparativ cu alte regiuni. Santa Cruz găzduiește jumătate din departamentele guvernamentale regionale și parlamentul, fiind locul unde guvernatorul este ales de către poporul canarian și apoi numit de Madrid.
Parlamentul este format din cincisprezece membri care colaborează la adoptarea legislației, organizarea bugetelor și îmbunătățirea economiei.

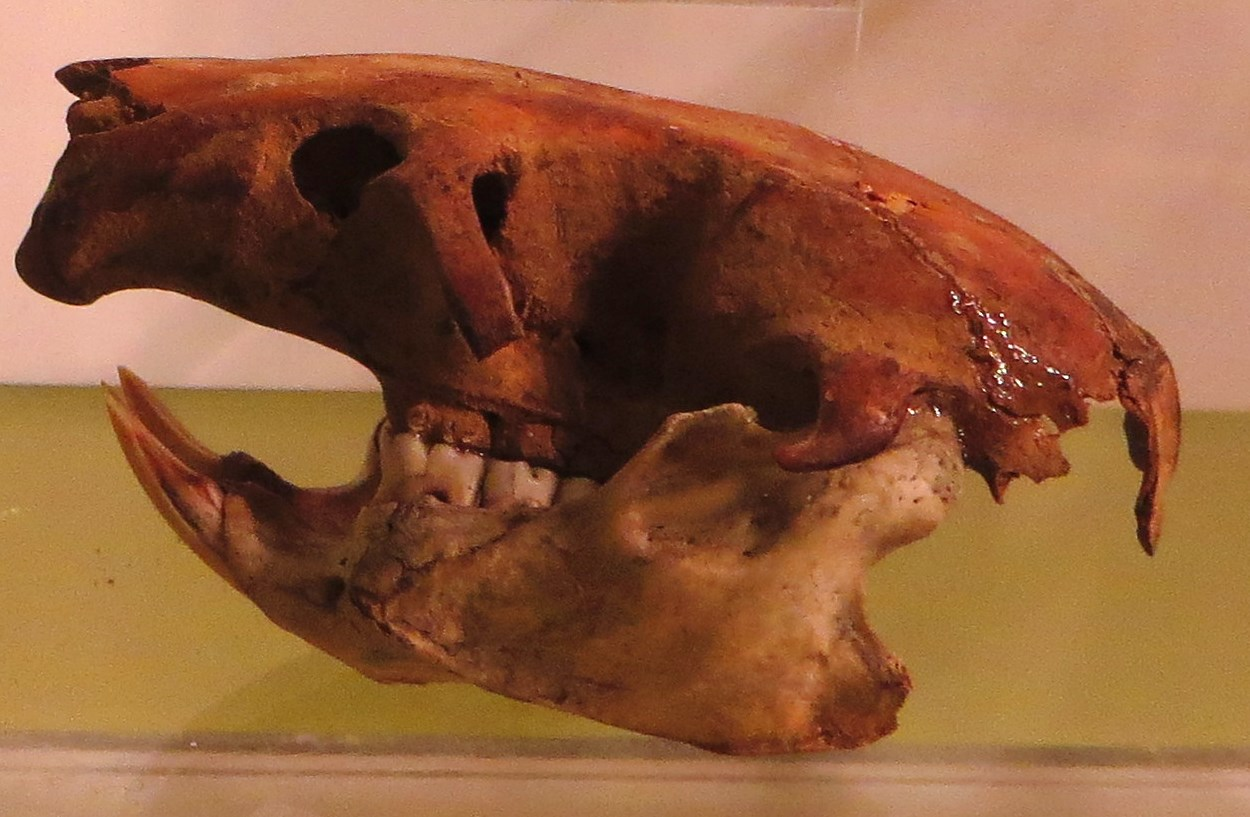
Craniu de Canariomys bravoi

### Municipalități

Harta comunelor din insula Tenerife

Insula, care face parte din provincia spaniolă Santa Cruz de Tenerife, este împărțită administrativ în 31 de comune. Este insula cu cele mai multe comune din arhipelagul Canare.
Doar trei comune nu au ieșire la mare: Tegueste, El Tanque și Vilaflor. Vilaflor este cea mai înaltă comună din Canare (reședința sa aflându-se la altitudinea de 1.400 metri (4.600 ft)).
Cea mai întinsă comună, cu o suprafață de 207,31 kilometri pătrați (80,04 square milei), este La Orotava, care acoperă o mare parte din Parcul Național Teide. Cea mai mică localitate din insulă și din arhipelag este Puerto de la Cruz, cu o suprafață de doar 8,73 kilometri pătrați (3 square milei).
De asemenea, este frecventă împărțirea internă, unele orașe formând zone metropolitane în cadrul unei comune, în special orașele Santa Cruz și La Laguna.
Mai jos este o listă alfabetică a tuturor comunelor din insulă:
| Nume                       | Zonă (km2) | Populație | Populație | Populație | Populație estimată (2023) |
| Nume                       | Zonă (km2) | 2001      | 2011      | 2021      | Populație estimată (2023) |
| -------------------------- | ---------- | --------- | --------- | --------- | ------------------------- |
| Adeje                      | 105.95     | 20,255    | 42,886    | 48,822    | 50,523                    |
| Arafo                      | 33.92      | 4,995     | 5,509     | 5,593     | 5,760                     |
| Arico                      | 178.76     | 5,824     | 7,688     | 8,343     | 9,049                     |
| Arona                      | 81.79      | 40,826    | 75,484    | 83,097    | 86,497                    |
| Buenavista del Norte       | 67.42      | 4,972     | 4,827     | 4,765     | 4,720                     |
| Candelaria                 | 49.18      | 14,247    | 25,928    | 28,614    | 28,876                    |
| Fasnia                     | 45.11      | 2,407     | 2,961     | 2,821     | 2,991                     |
| Garachico                  | 29.28      | 5,307     | 5,035     | 4,921     | 4,975                     |
| Granadilla de Abona        | 162.40     | 21,135    | 41,209    | 52,401    | 55,505                    |
| La Guancha                 | 23.77      | 5,193     | 5,422     | 5,528     | 5,562                     |
| Guía de Isora              | 143.40     | 14,982    | 19,734    | 21,871    | 22,478                    |
| Güímar                     | 102.90     | 15,271    | 18,244    | 21,001    | 21,558                    |
| Icod de los Vinos          | 95.90      | 21,748    | 23,314    | 23,492    | 24,117                    |
| La Matanza de Acentejo     | 14.11      | 7,053     | 8,677     | 9,134     | 9,114                     |
| La Orotava                 | 207.31     | 37,738    | 41,552    | 42,546    | 42,667                    |
| Puerto de la Cruz          | 8.73       | 26,441    | 31,349    | 30,326    | 31,396                    |
| Los Realejos               | 57.08      | 33,438    | 37,517    | 37,256    | 37,543                    |
| El Rosario                 | 39.43      | 13,462    | 17,247    | 17,559    | 17,905                    |
| San Cristóbal de La Laguna | 102.60     | 128,822   | 152,025   | 158,117   | 159,576                   |
| San Juan de la Rambla      | 20.67      | 4,782     | 5,042     | 4,892     | 4,939                     |
| San Miguel de Abona        | 42.04      | 8,398     | 16,465    | 22,057    | 23,007                    |
| Santa Cruz de Tenerife     | 150.56     | 188,477   | 204,476   | 208,103   | 208,906                   |
| Santa Úrsula               | 22.59      | 10,803    | 14,079    | 15,043    | 15,282                    |
| Santiago del Teide         | 52.21      | 9,303     | 10,689    | 11,101    | 12,072                    |
| El Sauzal                  | 18.31      | 7,689     | 8,988     | 8,938     | 9,161                     |
| Los Silos                  | 24.23      | 5,150     | 4,909     | 4,694     | 4,677                     |
| Tacoronte                  | 30.09      | 20,295    | 23,623    | 24,365    | 24,701                    |
| El Tanque                  | 23.65      | 2,966     | 2,814     | 2,862     | 2,810                     |
| Tegueste                   | 26.41      | 9,417     | 10,908    | 11,346    | 11,375                    |
| La Victoria de Acentejo    | 18.36      | 7,920     | 8,947     | 9,172     | 9,223                     |
| Vilaflor de Chasna         | 56.26      | 1,718     | 1,785     | 1,790     | 1,850                     |
| Totals                     | 2,034.42   | 701,034   | 879,303   | 930,570   | 948,815                   |

### Comitate
Comitatele din Tenerife nu au recunoaștere oficială, dar există un consens în rândul geografilor cu privire la ele:
- Abona
- Acentejo
- Anaga
- Valle de Güímar
- Icod
- Isora
- Valle de La Orotava
- Teno

### Steaguri și steme

Stema Tenerifei

Steagul Tenerifei a fost adoptat inițial în 1845 de marina militară la baza sa din Portul Santa Cruz de Tenerife. Ulterior, și până în prezent, acest steag reprezintă întreaga insulă Tenerife. A fost aprobat de Cabildo Insular de Tenerife și prin ordin al Guvernului Insulelor Canare la 9 mai 1989, publicat pe 22 mai în buletinul oficial al Canarelor și făcut oficial.
Stema Tenerifei a fost acordată prin decret regal la 23 martie 1510 de Ferdinand al II-lea la Madrid, în numele Ioanei I, regina Castiliei. Stema are un câmp auriu, cu o imagine a Sfântului Mihail (patronul insulei) deasupra unui munte reprezentat în culori naturale maronii. Flăcări izvorăsc din munte, simbolizând El Teide. Sub acest munte este reprezentată insula în culoare verde pe valuri albastre și argintii. În dreapta se află un castel în roșu, iar în stânga, un leu rampant tot în roșu. Scutul folosit de Cabildo Insular, sau Guvernul Insular, este ușor diferit de cel folosit de administrația orașului La Laguna, care include o deviză pe bordura stemei și câteva ramuri de palmier.

## Simboluri naturale
Simbolurile naturale oficiale asociate cu Tenerife sunt pasărea cinteza albastră (Fringilla teydea) și arborele dragoniul Insulelor Canare (Dracaena draco).

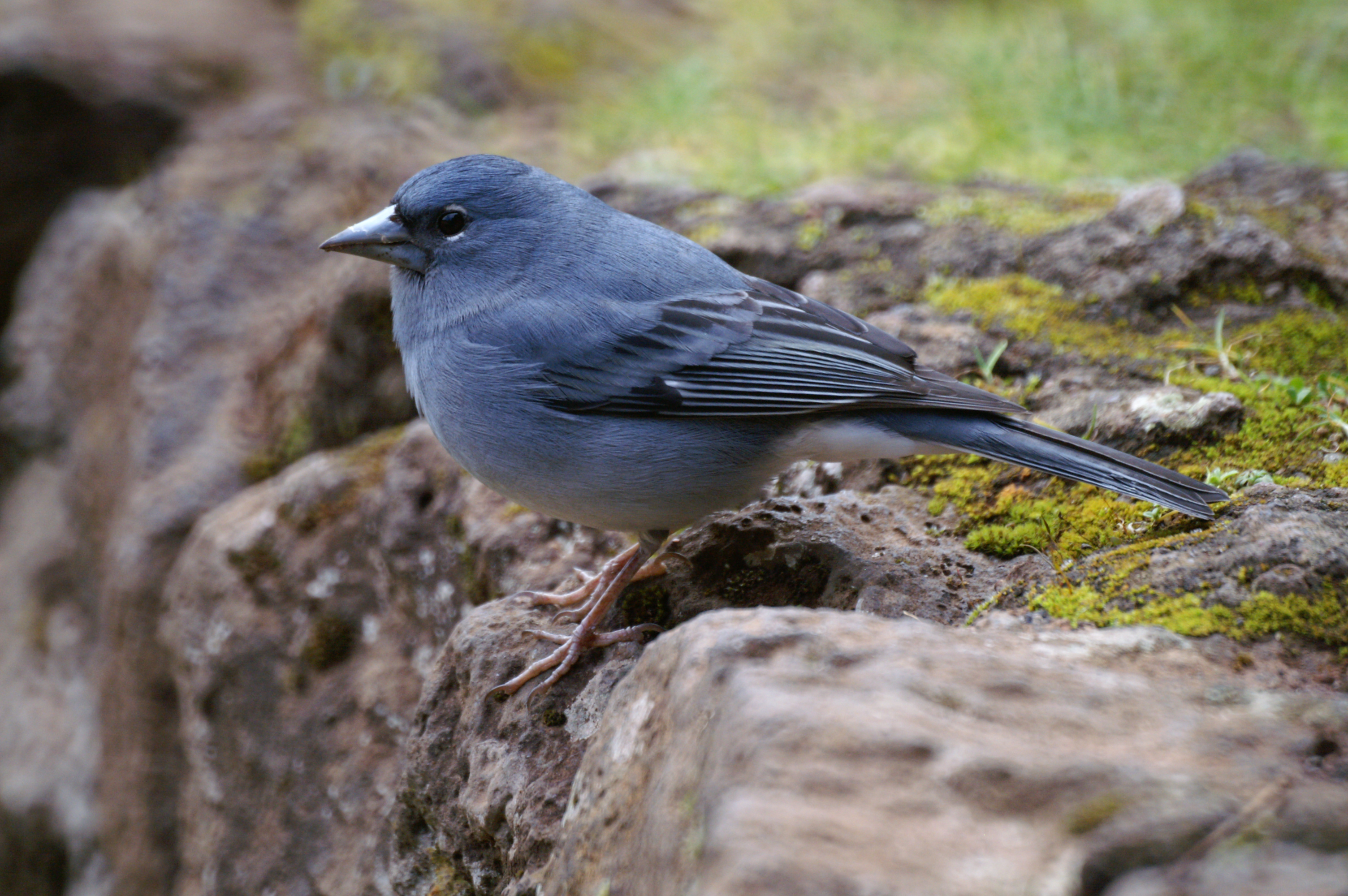
Fringilla teydea
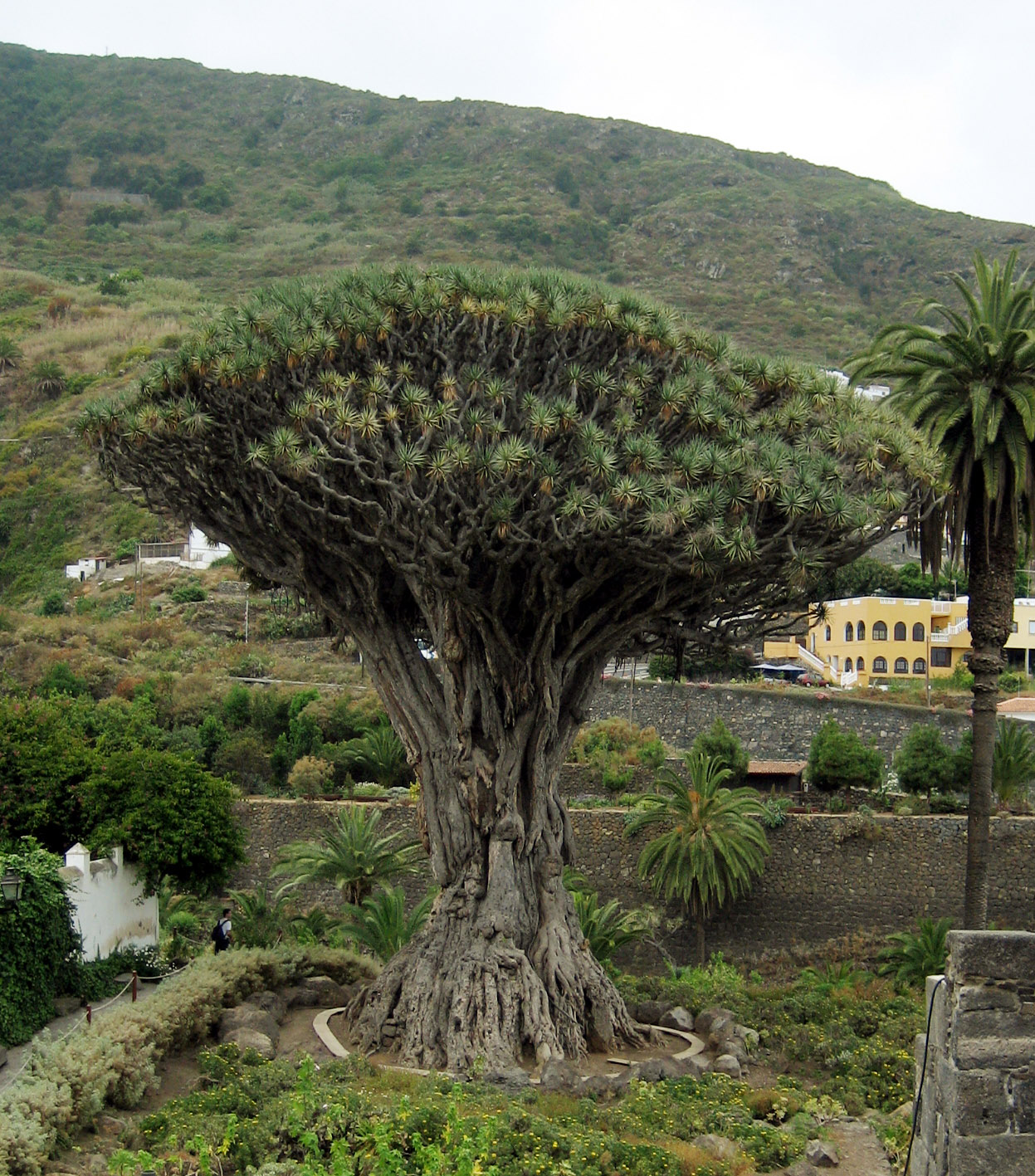
Dracaena draco

## Demografie
Conform datelor INE la data de 1 ianuarie 2024, Tenerife are cea mai mare populație dintre cele șapte Insule Canare și este cea mai populată insulă a Spaniei, cu 964.021 de locuitori estimați oficial, dintre care aproximativ 22,0% (211.436) locuiesc în capitala Santa Cruz de Tenerife și 40% în zona metropolitană Santa Cruz–La Laguna. Santa Cruz de Tenerife și orașul San Cristóbal de La Laguna formează fizic o singură zonă urbană, astfel că împreună (inclusiv Tegueste și El Rosario) au o populație de 581.947 de locuitori.
Tenerife are încă două zone metropolitane recunoscute de Ministerul Dezvoltării: zona metropolitană Tenerife Sud cu 215.532 de locuitori (2024) și zona metropolitană Valea La Orotava cu 111.606 locuitori (2024).
După orașul Santa Cruz, principalele localități și municipii la începutul anului 2024 sunt San Cristóbal de La Laguna (160.258), Arona (86.624), Granadilla de Abona (57.143), Adeje (50.549), La Orotava (42.585), Los Realejos (37.522) și Puerto de la Cruz (31.377). Toate celelalte municipii au mai puțin de 30.000 de locuitori, cel mai mic municipiu fiind Vilaflor cu o populație de 1.501.
Insula are rate ridicate de populație rezidentă nerecenzată, în principal turiști. Acest lucru a determinat mai multe surse să indice că, de fapt, pe insula Tenerife trăiesc astăzi peste un milion de locuitori. Insula este, de asemenea, cea mai multiculturală din arhipelag, având cel mai mare număr de străini înregistrați (44,9% dintre cei înregistrați în Insulele Canare), care reprezintă 14% din populația totală a insulei. Tenerife se remarcă în contextul arhipelagului prin faptul că concentrează și cea mai mare prezență a populației străine non-UE.
Tenerife are trei zone mari de populație foarte diferite și distribuite: Zona Metropolitană, Zona de Sud și Zona de Nord. Cu numeroase parcuri naturale protejate - 48,6% din teritoriu - și un țesut urban extins în jurul insulei, în ultimul secol și jumătate platforma costieră insulară s-a transformat într-un sistem metropolitan puternic urbanizat. Nivelul ridicat al populației pe un teritoriu relativ mic - peste 900.000 de locuitori pe doar peste 2.000 km2 (770 mi2) - și puternica urbanizare au transformat insula Tenerife, în cuvintele arhitectului Federico García Barba; într-un "oraș-insulă" sau "inel-insulă".

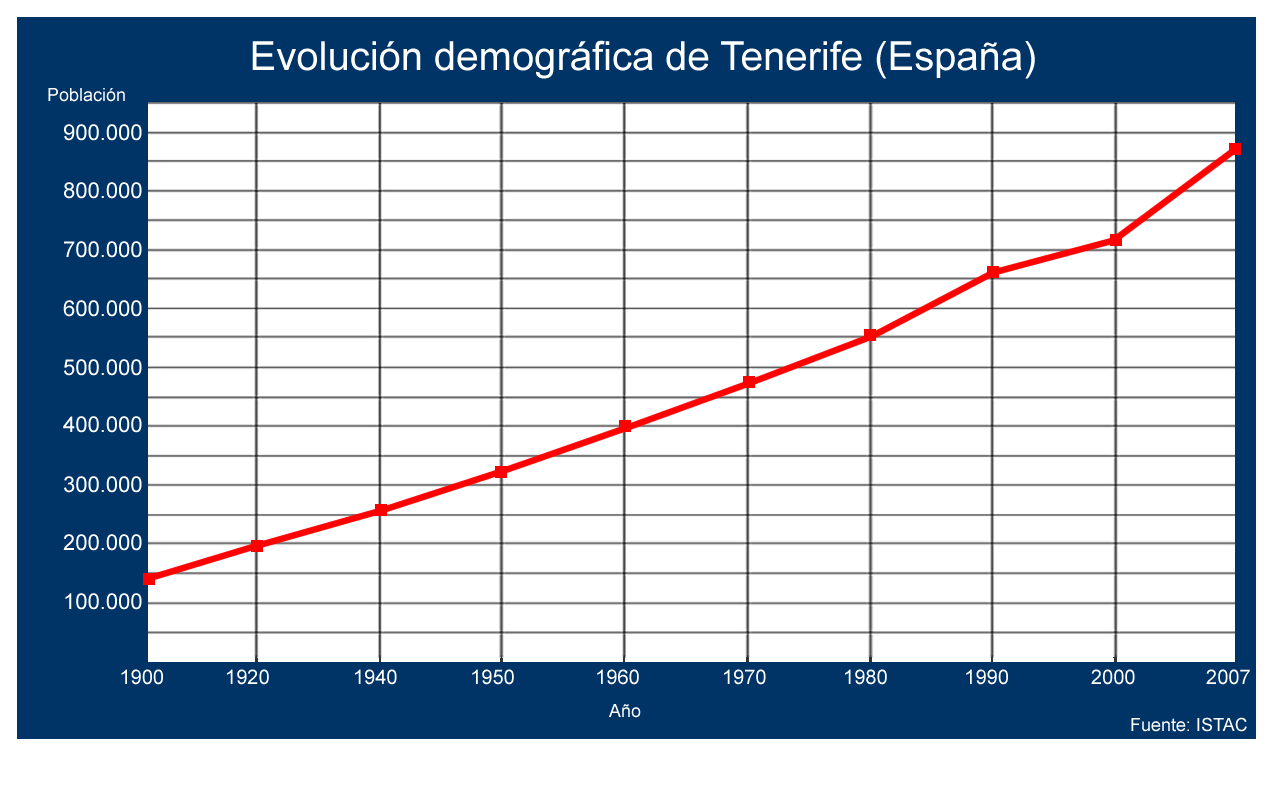
Evoluția demografică a Tenerifei

Recent, Tenerife a înregistrat o creștere demografică semnificativ mai mare decât media națională. În 1990, erau 663.306 de locuitori înregistrați, care au crescut la 709.365 în 2000, o creștere cu 46.059 sau o creștere anuală de 0,69%. Cu toate acestea, între 2000 și 2007, populația a crescut cu 155.705, ajungând la 865.070, o creștere anuală de 3,14%.
Aceste rezultate reflectă tendința generală din Spania, unde, din anul 2000, imigrația a inversat încetinirea generală a creșterii populației, după prăbușirea ratei natalității din 1976. Cu toate acestea, din 2001, rata generală de creștere din Spania a fost de aproximativ 1,7% pe an, față de 3,14% în Tenerife, una dintre cele mai mari creșteri din țară.

## Economie

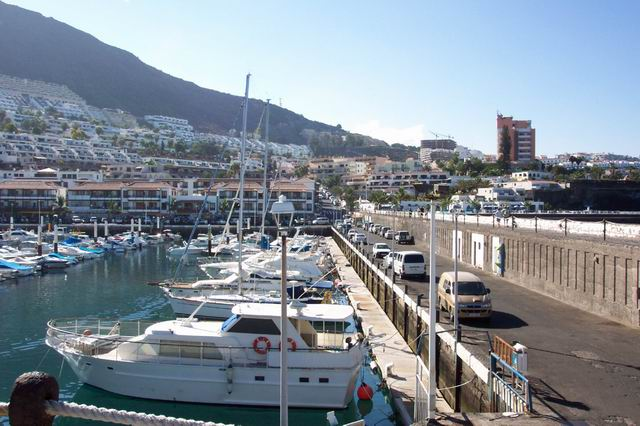
Port

Tenerife este capitala economică a Insulelor Canare. În prezent, Tenerife este insula cu cel mai mare PIB din arhipelag (~25 miliarde €) și are un PIB pe cap de locuitor de ~26.000 €.
Deși economia Tenerifei este puternic specializată în sectorul serviciilor, care reprezintă 78% din capacitatea totală de producție, importanța celorlalte sectoare economice este cheie pentru dezvoltarea sa. În acest sens, sectorul primar, care reprezintă doar 1,98% din produsul total, grupează activități importante pentru dezvoltarea durabilă a economiei insulei. Sectorul energetic, care contribuie cu 2,85%, are un rol primar în dezvoltarea surselor de energie regenerabilă. Sectorul industrial, cu o pondere de 5,80%, este o activitate în creștere pe insulă, dată fiind noile posibilități create de avansurile tehnologice. În cele din urmă, sectorul construcțiilor, cu 11,29% din producția totală, are o prioritate strategică, deoarece este un sector cu stabilitate relativă care permite multiple posibilități de dezvoltare și oportunități de ocupare.

### Turism

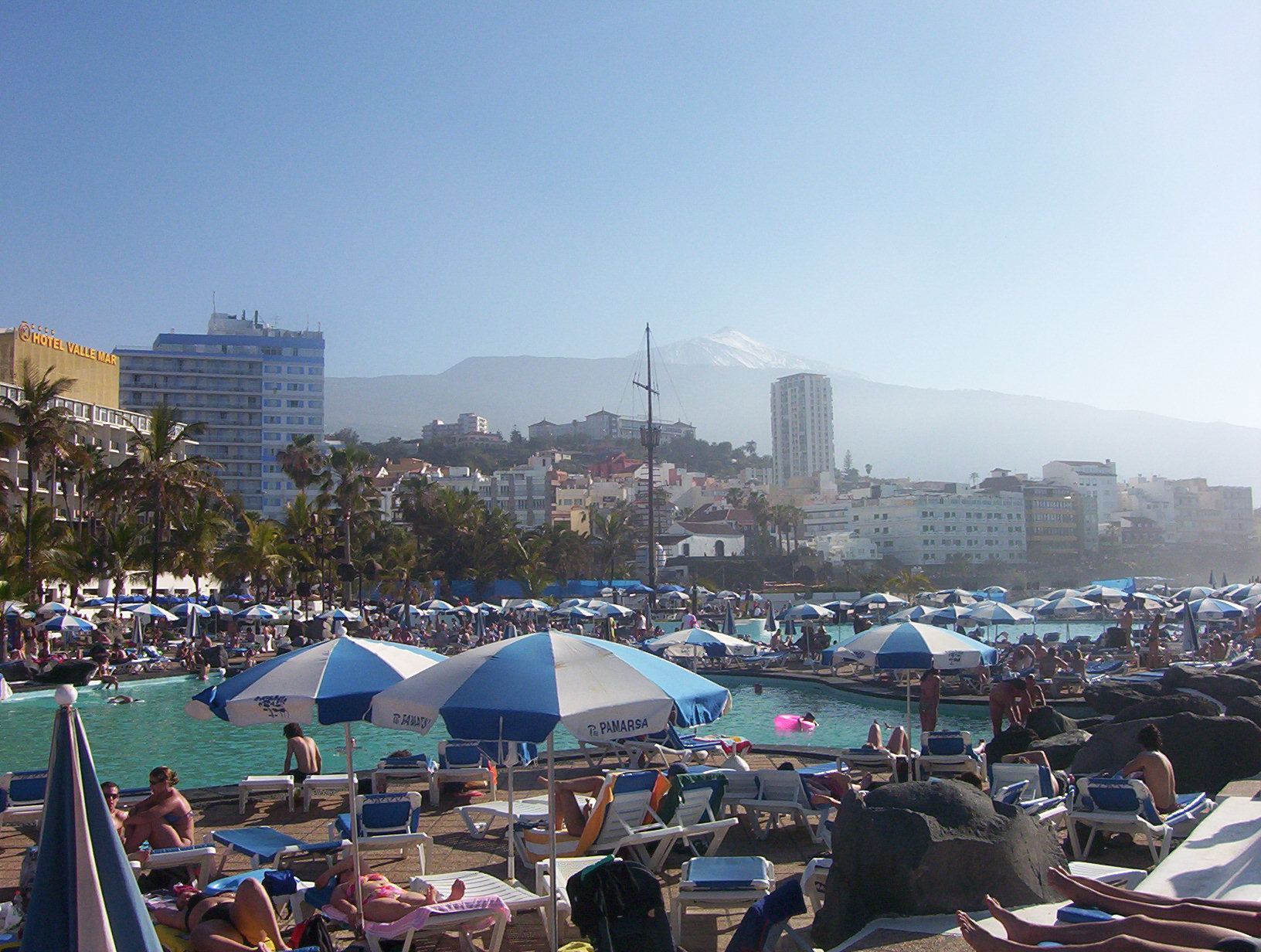
Puerto de la Cruz, în nord, pe timp de iarnă, cu munți înzăpeziți în fundal

Turismul este cea mai importantă industrie din Insulele Canare, care sunt una dintre principalele destinații turistice din lume. Tenerife este cea mai vizitată insulă din arhipelag și una dintre cele mai importante destinații turistice din Spania.
În anul 2014, 11.473.600 de turiști străini au vizitat Insulele Canare. Tenerife a înregistrat 4.171.384 de sosiri în acel an, excluzând numărul turiștilor spanioli care reprezintă încă 30% din totalul sosirilor. Conform ultimului raport al Centrului de Statistică Canarian (ISTAC) privind turismul, cei mai mulți turiști provin din Regatul Unit, cu peste 3.980.000 de turiști în anul 2014. Pe locul doi se află Germania, urmată de Suedia, Norvegia, Țările de Jos, Franța, Irlanda, Belgia, Italia, Danemarca, Finlanda, Elveția, Polonia, Rusia și Austria.
Turismul este mai prezent în sudul insulei, care este mai cald și mai uscat și găzduiește numeroase stațiuni mari precum Playa de las Américas și Los Cristianos. Recent, dezvoltarea zonei de coastă s-a extins spre nord de la Playa de las Américas, incluzând acum fostul mic enclav La Caleta. Conform legii Moratoria adoptate de Parlamentul Canarian în Santa Cruz de Tenerife, nu se vor mai construi hoteluri pe insulă decât dacă sunt clasificate ca fiind de calitate 5 stele și includ servicii precum terenuri de golf sau facilități pentru convenții. Această lege a fost adoptată cu scopul de a îmbunătăți standardul serviciilor turistice și de a promova o dezvoltare conștientă din punct de vedere ecologic.

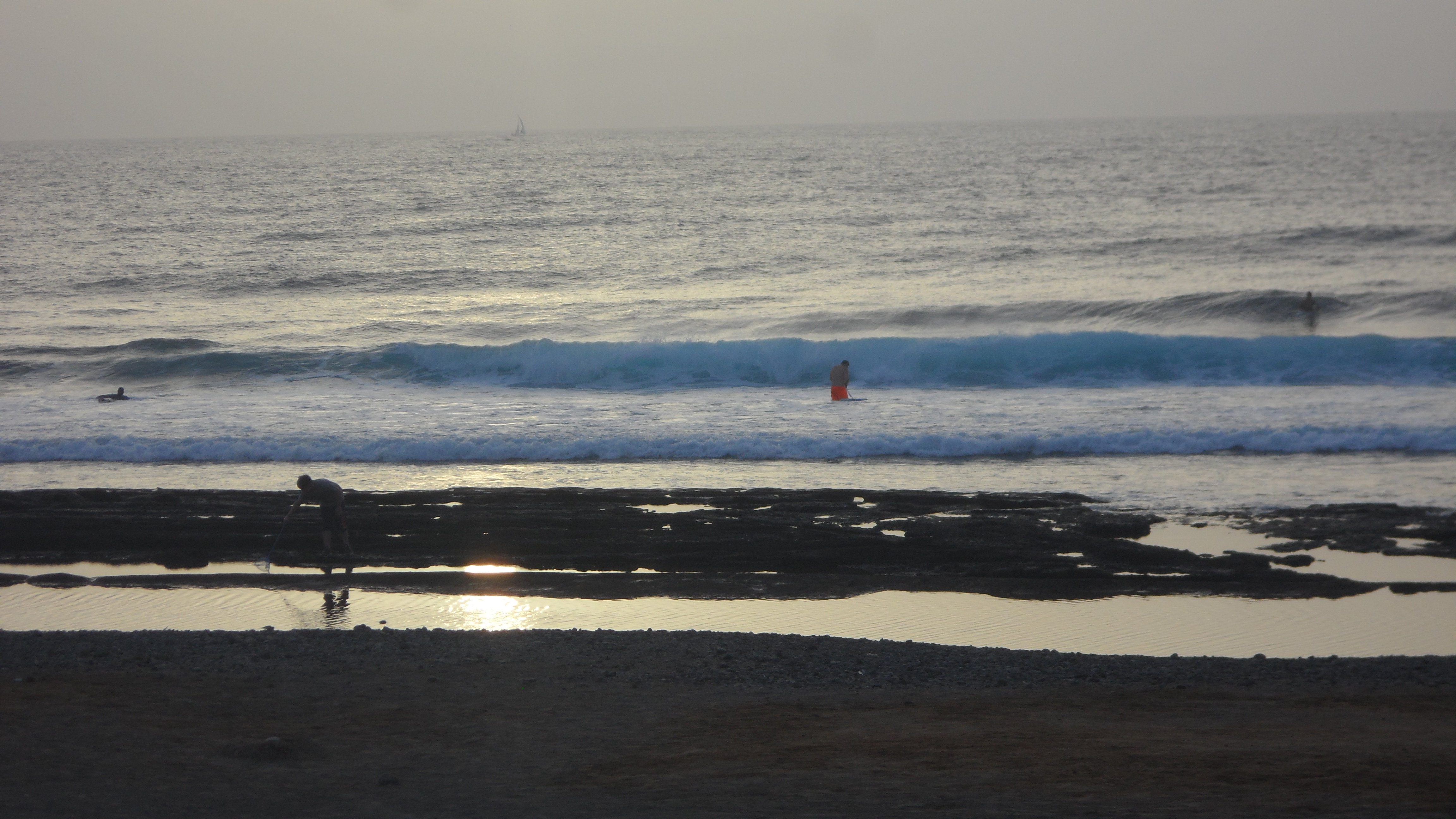
Apus la plaja Playa De Las Americas, Tenerife

Zona cunoscută ca Costa Adeje dispune de numeroase facilități și oportunități de agrement, cum ar fi centre comerciale, terenuri de golf, restaurante, parcuri acvatice (cel mai cunoscut fiind Siam Park), parcuri zoologice și un teatru potrivit pentru spectacole muzicale sau un centru de convenții. Există numeroase bărci care oferă excursii de observare a balenelor din portul Puerto Colón. Apele adânci de lângă coasta Cotei Adeje găzduiesc mai multe cete de balene pilot.
În nordul mai luxuriant și mai verde al insulei, dezvoltarea turistică s-a concentrat în orașul Puerto de la Cruz. Puerto de la Cruz găzduiește grădina zoologică deținută de SeaWorld, Loro Parque, care a fost acuzată de maltratarea animalelor în captivitate, inclusiv a orcilor și este în prezent boicotată de marile agenții de turism, inclusiv Thomas Cook.
În secolul al XIX-lea, un număr mare de turiști străini au sosit, în special britanici, arătând interes pentru agricultura insulelor. Cu războaiele mondiale, sectorul turistic s-a affslăbit, dar a doua jumătate a secolului XX a adus un interes reînnoit. Inițial, accentul a fost pus pe Puerto de la Cruz și pe atracțiile pe care le oferea Valle de la Orotava. Până în 1980, turismul s-a concentrat în sudul Tenerifei. Accentul s-a mutat pe orașe precum Arona sau Adeje, trecând la centre turistice precum Los Cristianos sau Playa de Las Américas, care acum găzduiesc 65% din hotelurile insulei. Tenerife primește peste 5 milioane de turiști anual; dintre insulele Canare, Tenerife este cea mai populară. 
În prezent, municipiul Adeje din sudul insulei are cea mai mare concentrație de hoteluri de 5 stele din Europa și are, de asemenea, ceea ce este considerat cel mai bun hotel de lux din Spania conform World Travel Awards.

### Agricultură și pescuit

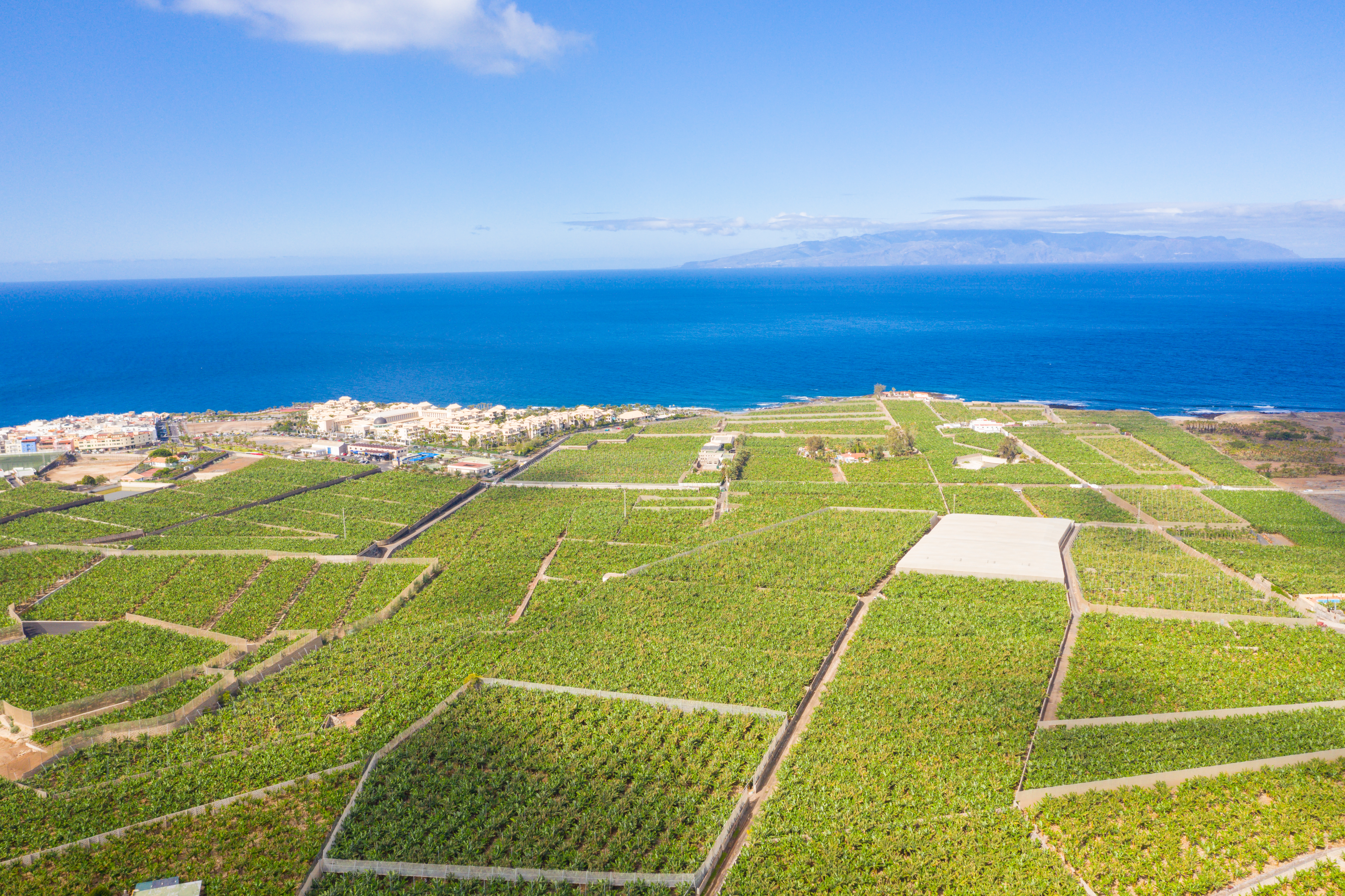
Plantații de banane pe coasta de vest (Guía de Isora)

Deoarece turismul domină economia Tenerifei, sectorul serviciilor este cel mai mare. Industria și comerțul contribuie cu 40% la economia non-turistică. Agricultura contribuie cu mai puțin de 10% la PIB-ul insulei, dar contribuția sa este vitală deoarece generează și beneficii indirecte prin menținerea aspectului rural al insulei și susținerea valorilor culturale tenerifene.
Agricultura este concentrată pe versanții nordici și este influențată atât de altitudine, cât și de orientare: în zona costieră se cultivă roșii și banane, aceste produse cu randament ridicat fiind destinate exportului către Spania continentală și restul Europei; în zona intermediară mai uscată se cultivă cartofi, tutun și porumb, în timp ce în sud, ceapa este importantă.
Bananele reprezintă o cultură deosebit de importantă, Tenerife producând mai multe banane decât celelalte Insule Canare, cu o producție anuală actuală de aproximativ 150.000 de tone, față de producția maximă de 200.000 de tone din 1986. Peste 90% din total este destinat pieței internaționale, iar cultivarea bananelor ocupă aproximativ 4200 de hectare. După banană, cele mai importante culturi sunt, în ordinea importanței: roșii, struguri, cartofi și flori. Pescuitul este, de asemenea, un important contribuitor la economia tenerifană, Insulele Canare fiind al doilea cel mai important teritoriu de pescuit al Spaniei.

### Energie
În 2009, Tenerife avea o capacitate de generare a energiei electrice de 910 MW, alimentată în mare parte din combustibili derivați din petrol. Insula avea 37 MW de turbine eoliene și 79 MW de panouri solare.

### Industrie și comerț
Comerțul în Tenerife joacă un rol semnificativ în economie, reprezentând aproape 20% din PIB, centrul comercial Santa Cruz de Tenerife generând majoritatea veniturilor. Deși există o diversitate de zone industriale pe insulă, cea mai importantă activitate industrială este cea petrolieră, reprezentând 10% din PIB-ul insulei, în special datorită capitalei Santa Cruz de Tenerife și rafinăriei sale. Aceasta furnizează produse petroliere nu doar arhipelagului Canare, dar este și activă pe piețele Peninsulei Iberice, Africii și Americii de Sud.

## Atracții principale

### Monumente

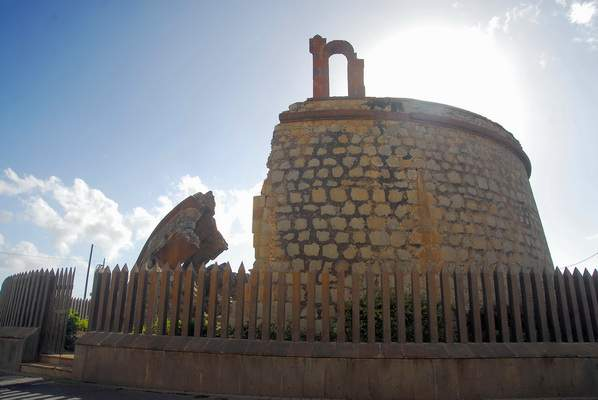
Castelul San Andrés, declarat Centru de Interes Turistic Național

Printre atracțiile istorice ale insulei, în special din perioada de după cucerire, se numără Catedrala San Cristóbal de La Laguna, Biserica Concepției din La Laguna și Biserica Concepției din capitală. Pe insulă se află și Basilica Nuestra Señora de Candelaria (Patrona Insulelor Canare). De asemenea, pe insulă există castele defensive situate în satul San Andrés, precum și multe altele răspândite pe întreg teritoriul insulei.
Auditorio de Tenerife, una dintre cele mai moderne clădiri din Spania, se află lângă intrarea în portul capitalei (în partea sudică a Portului Santa Cruz de Tenerife). În apropierea Auditorio de Tenerife se găsesc Castillo Negro și Parque Marítimo. Torres de Santa Cruz sunt doi zgârie-nori gemeni, având o înălțime de 120 metri (390 picioare) (cele mai înalte clădiri rezidențiale din Spania și cele mai înalte zgârie-nori din Insulele Canare).

### Situri arheologice
Insula deține, de asemenea, mai multe situri arheologice din perioada guanșilor (anterioară cuceririi), care cuprind în general picturi rupestre răspândite pe întreaga insulă, dar cele mai multe se găsesc în sudul acesteia.
Printre siturile arheologice importante se numără Peștera Guanșilor, unde au fost descoperite cele mai vechi rămășițe din arhipelag, datând din secolul al VI-lea î.Hr., și Peșterile Don Gaspar, unde descoperirea resturilor vegetale sub formă de semințe carbonizate indică faptul că guanșii practicau agricultura pe insulă. Ambele situri se află în localitatea Icod de los Vinos. De menționat este și Estación solar de Masca (Stația Solară Masca), un sanctuar aborigen folosit pentru ritualuri legate de fertilitate și cererea de apă de ploaie, situat în municipiul Buenavista del Norte.
Alte situri arheologice includ cele de la Los Cambados și El Barranco del Rey, ambele din Arona. De asemenea, se poate menționa Cueva de Achbinico (primul sanctuar marian din Insulele Canare, din perioada guanșo-spaniolă), precum și o serie de construcții numite Piramidele din Güímar, a căror origine rămâne incertă.
Există și dovezi care atestă prezența punică pe insulă, cum ar fi Piatra Guanșilor din localitatea Taganana. Acest sit arheologic este format dintr-un bloc de piatră masiv, în aer liber, cu gravuri rupestre pe suprafața sa. Printre acestea se remarcă reprezentarea zeiței cartagineze Tanit, simbolizată printr-o formă de sticlă înconjurată de motive cruciforme. Se presupune că monumentul a fost inițial un altar de sacrificiu, asemănător cu cele din mediul semitic, ulterior refolosit pentru ritualurile aborigene de momificare.

## Cultură și arte

### Literatură
În secolele al XVI-lea și al XVII-lea, Antonio de Viana, originar din La Laguna, a compus poemul epic *Antigüedades de las Islas Afortunadas* (*Antichitățile Insulelor Fericite*), o operă de valoare pentru antropologi, deoarece aduce lumină asupra vieții canarene din acea epocă.
Iluminismul a pătruns în Tenerife, iar printre personalitățile literare și artistice ale acestei perioade se numără José Viera y Clavijo, Tomás de Iriarte y Oropesa, Ángel Guimerá y Jorge, Mercedes Pinto și Domingo Pérez Minik, printre alții.

### Pictură

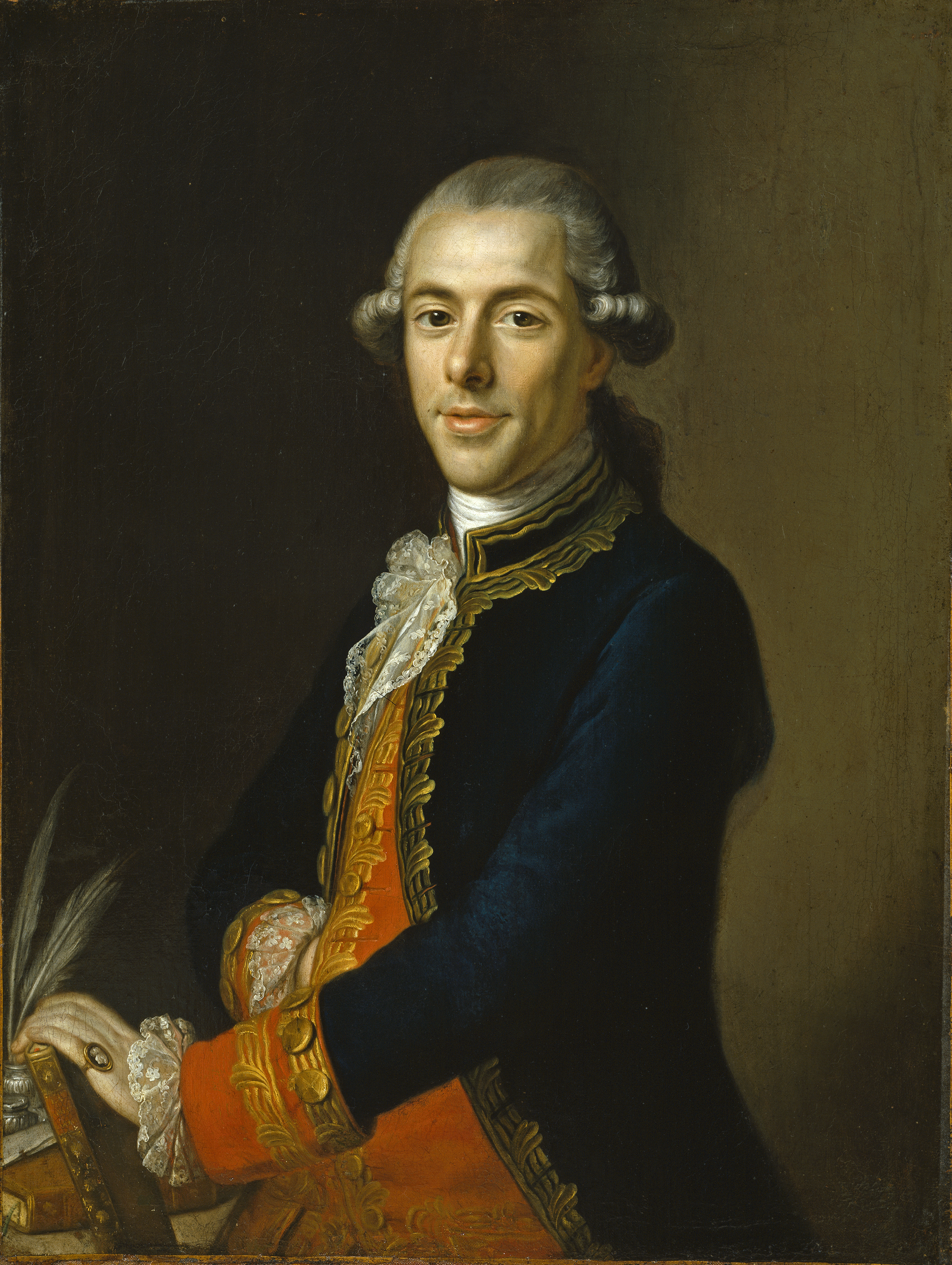
Tomás de Iriarte y Oropesa

Pe parcursul secolului al XVI-lea, numeroși pictori au înflorit în La Laguna, precum și în alte localități ale insulei, printre care Garachico, Santa Cruz de Tenerife, La Orotava și Puerto de la Cruz. Cristóbal Hernández de Quintana și Gaspar de Quevedo, considerați cei mai buni pictori canari ai secolului al XVII-lea, erau originari din La Orotava, iar operele lor pot fi admirate în bisericile din Tenerife.
Operele lui Luis de la Cruz y Ríos se găsesc în biserica Nuestra Señora de la Peña de Francia din Puerto de la Cruz. Născut în anul 1775, acesta a devenit pictor de curte al regelui Ferdinand al VII-lea al Spaniei, fiind totodată miniaturist și ocupând o poziție privilegiată la curtea regală. A fost cunoscut sub porecla „El Canario”.
Pictorul de peisaje Valentín Sanz (născut în anul 1849) era originar din Santa Cruz de Tenerife, iar Museo Municipal de Bellas Artes de Santa Cruz expune numeroase dintre lucrările sale. Acest muzeu găzduiește și operele lui Juan Rodríguez Botas (1880–1917), considerat primul pictor impresionist canarian.
Frescele realizate de expresionistul Mariano de Cossío pot fi admirate în biserica Santo Domingo din La Laguna. Acuarelistul Francisco Bonnín Guerín (născut în anul 1874) era originar din Santa Cruz și a fondat o școală pentru promovarea artelor. Óscar Domínguez, născut în La Laguna în anul 1906, este renumit pentru versatilitatea sa. Aparținând școlii suprarealiste, acesta a inventat tehnica cunoscută sub numele de decalcomanie.

### Sculptură
Sosirea din Sevilla a lui Martín de Andújar Cantos, arhitect și sculptor, a adus noi tehnici de sculptură specifice școlii seviliane, care au fost transmise elevilor săi, inclusiv lui Blas García Ravelo, originar din Garachico. Acesta fusese instruit de maestrul sculptor Juan Martínez Montañés.
Alți sculptori notabili din secolele al XVII-lea și al XVIII-lea includ Sebastián Fernández Méndez, Lázaro González de Ocampo, José Rodríguez de la Oliva și, mai ales, Fernando Estévez, originar din La Orotava și elev al lui Luján Pérez. Estévez a contribuit cu o colecție extinsă de imagini religioase și sculpturi în lemn, găsite în numeroase biserici din Tenerife, cum ar fi Biserica Parohială Principală a Sfântului Iacob cel Mare (Parroquia Matriz del Apóstol Santiago) din Los Realejos; Catedrala din La Laguna; Iglesia de la Concepción din La Laguna; bazilica din Candelaria și diverse biserici din La Orotava.

### Muzică

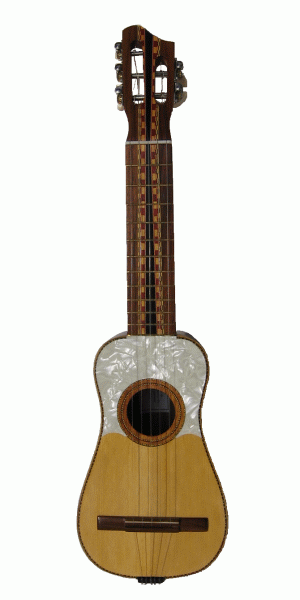
Timple canar

Un muzician important din Tenerife este Teobaldo Power y Lugo Viña, originar din Santa Cruz, pianist și compozitor, autor al operei *„Cantos Canarios”*. Imnul Insulelor Canare își ia melodia din cântecul „Arrorró” (o melodie de leagăn) din *„Cantos Canarios”* al lui Power y Lugo Viña.
Muzica folclorică a înflorit de asemenea pe insulă și, ca în restul arhipelagului, se caracterizează prin folosirea timple-ului canar, chitarei, banduriei, lăutei și a diferitelor instrumente de percuție. Formații folclorice locale precum **Los Sabandeños** lucrează pentru a păstra tradițiile muzicale ale Tenerifei în fața presiunii culturale tot mai mari din partea continentului.
Tenerife este locul de origine al unor genuri muzicale precum isa, folía, tajaraste și malagueña, care reprezintă o fuziune între cântecele antice ale guanșilor și cele din Andalusia și America Latină.

### Arhitectură

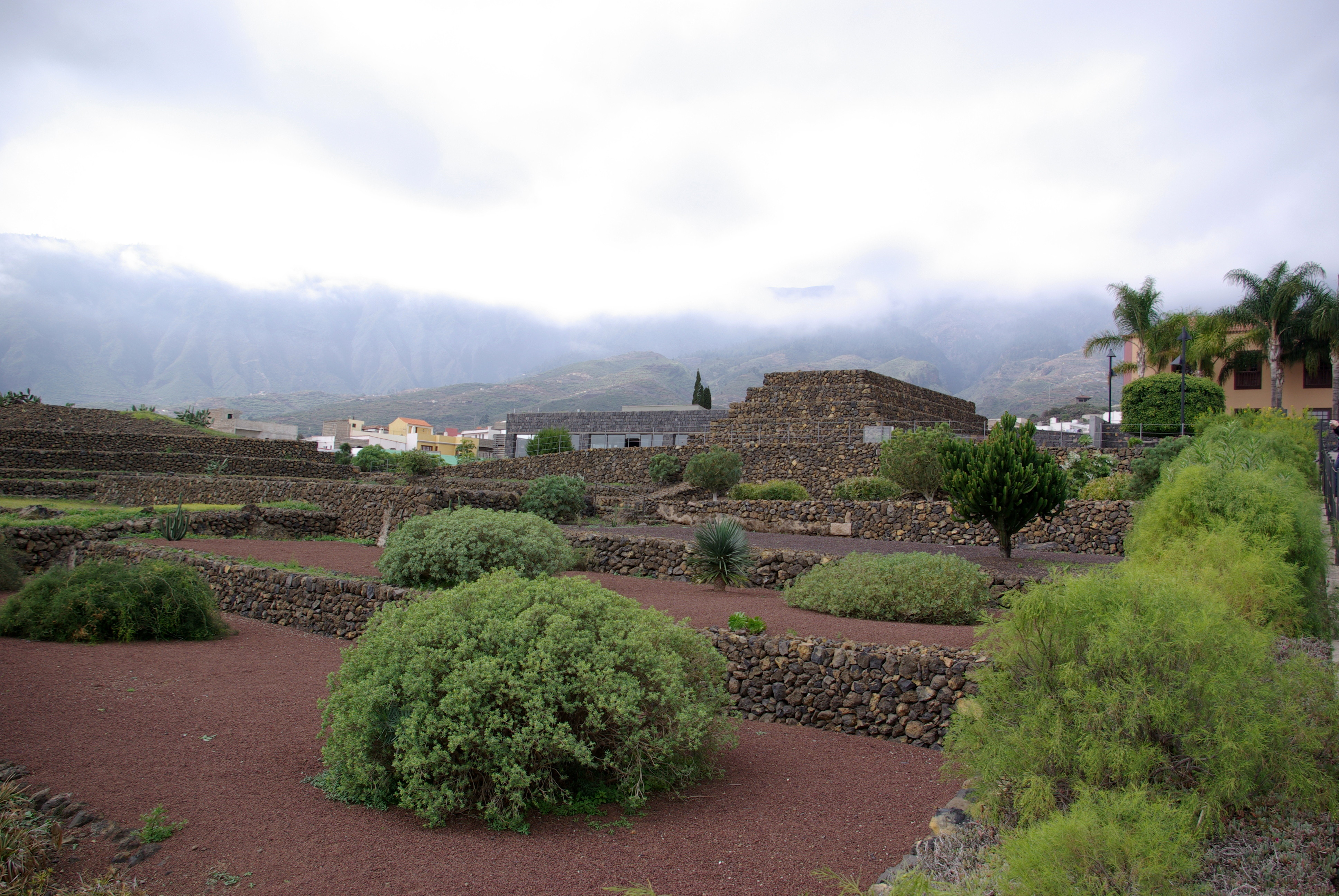
Piramidele din Güímar

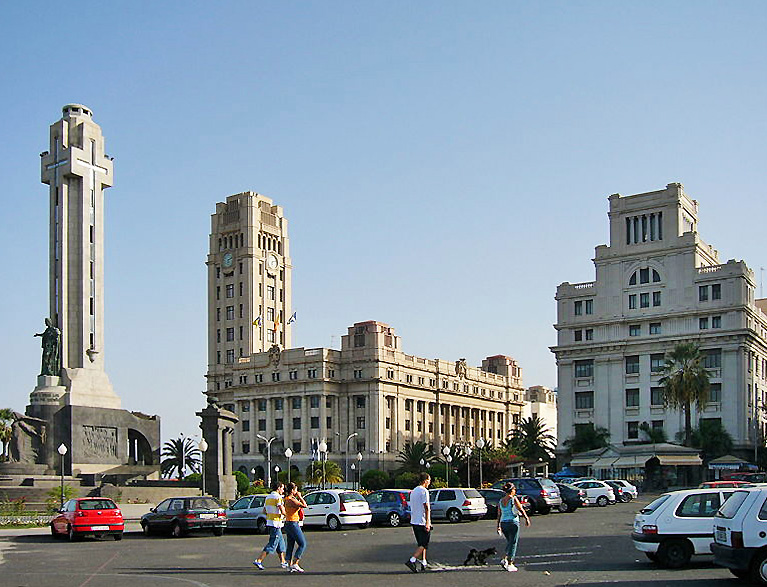
Arhitectură în Santa Cruz (Plaza de España)

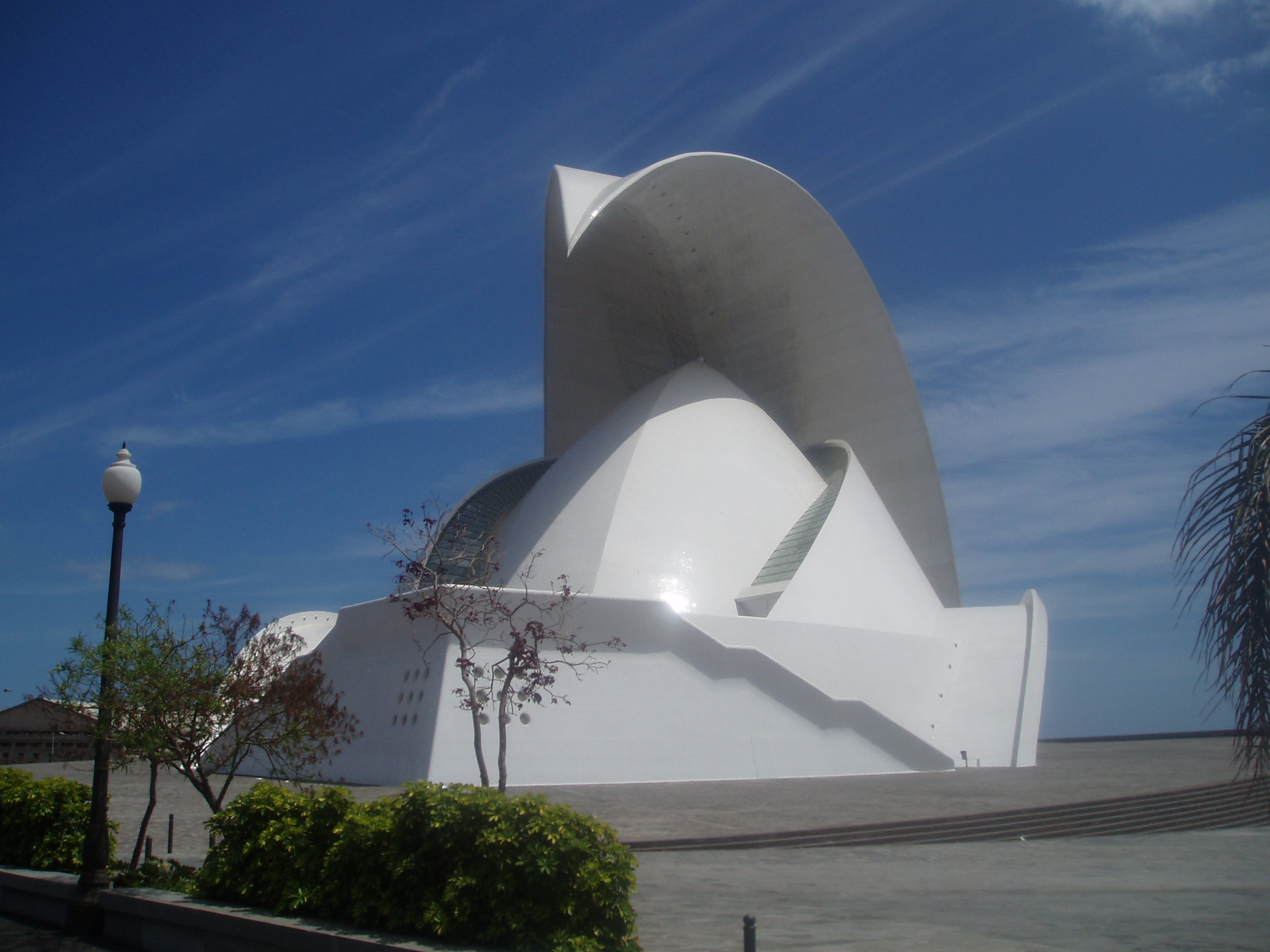
Auditorio de Tenerife, emblemă a arhitecturii din Insulele Canare

Tenerife se caracterizează printr-o arhitectură ai cărei cei mai buni reprezentanți sunt conacurile locale, dar și locuințele umile și comune. Acest stil, deși influențat de cel al Andaluziei și Portugaliei, are totuși un caracter foarte particular și autohton.
Printre conacuri, cele mai bune exemple se găsesc în La Orotava și La Laguna, caracterizate prin balcoanele lor, prin prezența curților interioare și prin utilizarea extensivă a lemnului numit *pino tea* („pin de rășină”). Aceste case se disting prin fațade simple și grilaje din lemn cu puține ornamente. Ferestrele sunt cu glisare, iar obiceiul este ca scaunele din interior să fie așezate cu spatele spre ferestre. Curțile interioare funcționează ca niște grădini adevărate, servind pentru a oferi lumină suplimentară încăperilor, care sunt conectate prin galerii adesea culminate cu lemn și piatră.
Elemente precum distilatoare, pompe de apă, bănci și tejghele sunt părți frecvente ale acestor curți.
Casele tradiționale au în general două nivele, cu pereți grosolani și colorați în nuanțe variate. Uneori, continuitatea acestor pereți este întreruptă de blocuri de piatră folosite în scop ornamental.
Clădirile guvernamentale și structurile religioase au fost construite în conformitate cu stilurile în evoluție ale fiecărui secol. Nucleele urbane La Orotava și La Laguna au fost declarate monumente istorico-artistice naționale.
În ultimii ani, diverse guverne au promovat conceptul de proiecte arhitecturale, unele ostentative, create de arhitecți renumiți – de exemplu, remodelarea Plaza de España din Santa Cruz de Tenerife de către arhitecții elvețieni Herzog & de Meuron. Alte exemple includ proiectul Playa de Las Teresitas al francezului Dominique Perrault; centrul cunoscut sub numele de Magma Arte & Congresos; Torres de Santa Cruz; și Auditorio de Tenerife („Auditoriul Tenerife”). Acesta din urmă, creat de spaniolul Santiago Calatrava, este situat la est de Parque Marítimo („Parcul Maritim”), în Santa Cruz de Tenerife, și se caracterizează prin structura sa asemănătoare unei vele, evocând o barcă, devenind un simbol al orașului și al insulei. Acest lucru face din Santa Cruz de Tenerife unul dintre orașele spaniole cu cele mai futuriste clădiri.

### Meșteșuguri

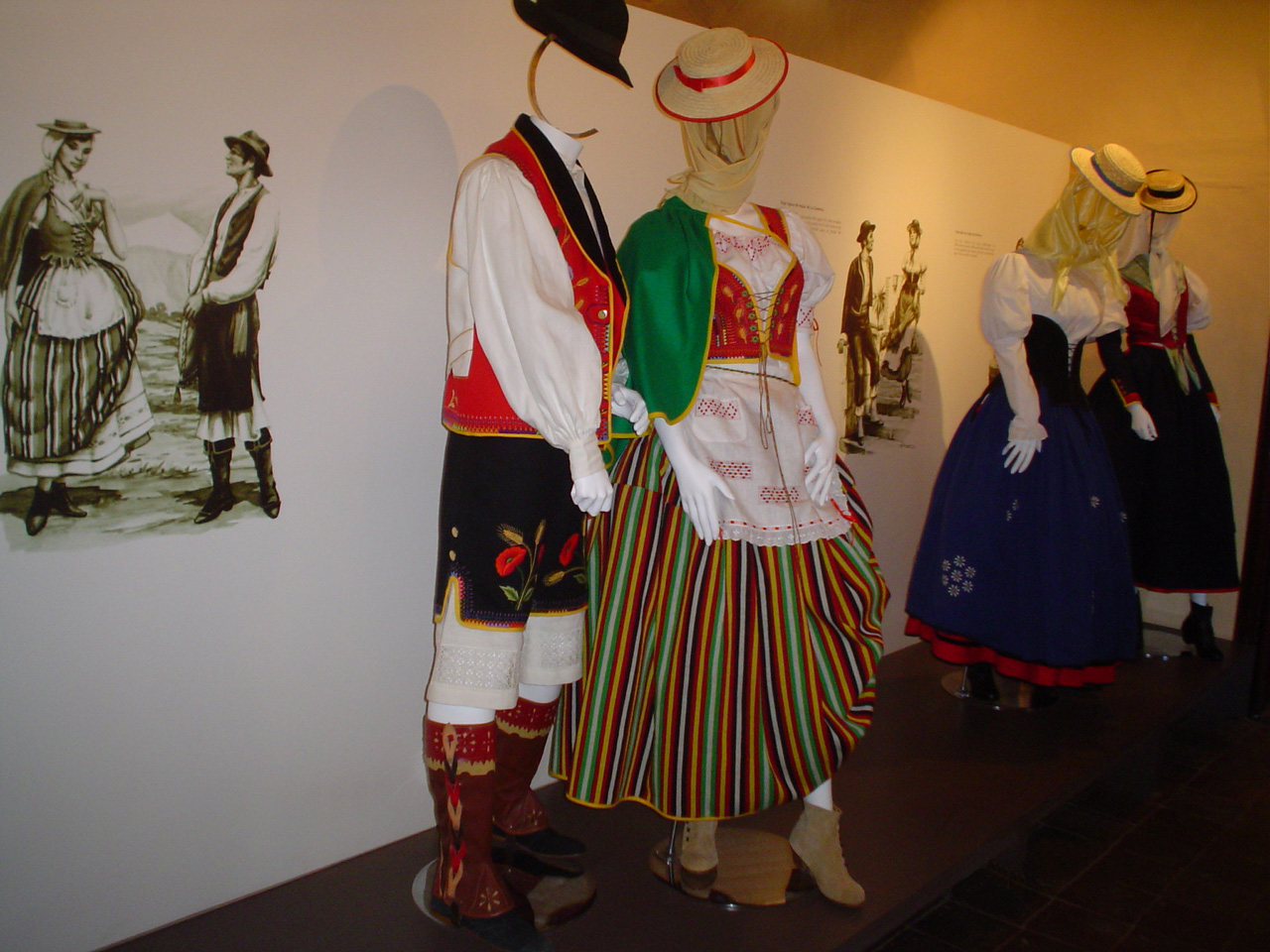
Costum tradițional

Reprezentanți deosebiți ai meșteșugurilor din insulă sunt dantela Tenerife (*calado canario*), o formă de broderie prin desen, și intricatele serviete decorative numite *rosetas* sau broderie în formă de rozetă, în special din Vilaflor. Dantela, adesea folosită pentru lenjerie de masă, este realizată prin brodarea meticuloasă și lentă a unei pânză întinse, fixată rigid pe un cadru de lemn și decorată cu motive sau modele folosind fire încrucișate și înfășurate în jurul *fijadores* (ace infipte într-o bază textile). Aceste mici piese decorate sunt apoi unite pentru a crea modele unice și pânze întregi.
O altă industrie specifică Tenerifei este tâmplăria artistică. În nordul insulei au activat numeroși meșteri care au creat balcoane, *celosias* (grile decorative), uși și ferestre distinctive, precum și mobilă din lemn fin. Împletitul din frunze de palmier a fost de asemenea o activitate importantă. Alte materiale utilizate includ ramuri de castan desfrunzite și fibre de bananier (cunoscute local ca *la badana*).
Olăritul are o istorie îndelungată, mergând până la producția de ceramică a Guanchelor. Guanchele nu cunoșteau roata olarului, folosind lut modelat manual, ceea ce a dat ceramicii lor un aspect distinct. Olăritul era folosit pentru a produce obiecte domestice cum ar fi oale sau grătare, sau piese ornamentale precum coliere de mărgele sau obiectele numite *pintaderas* - fragmente ceramice folosite pentru a decora alte vase.

### Sărbători tradiționale

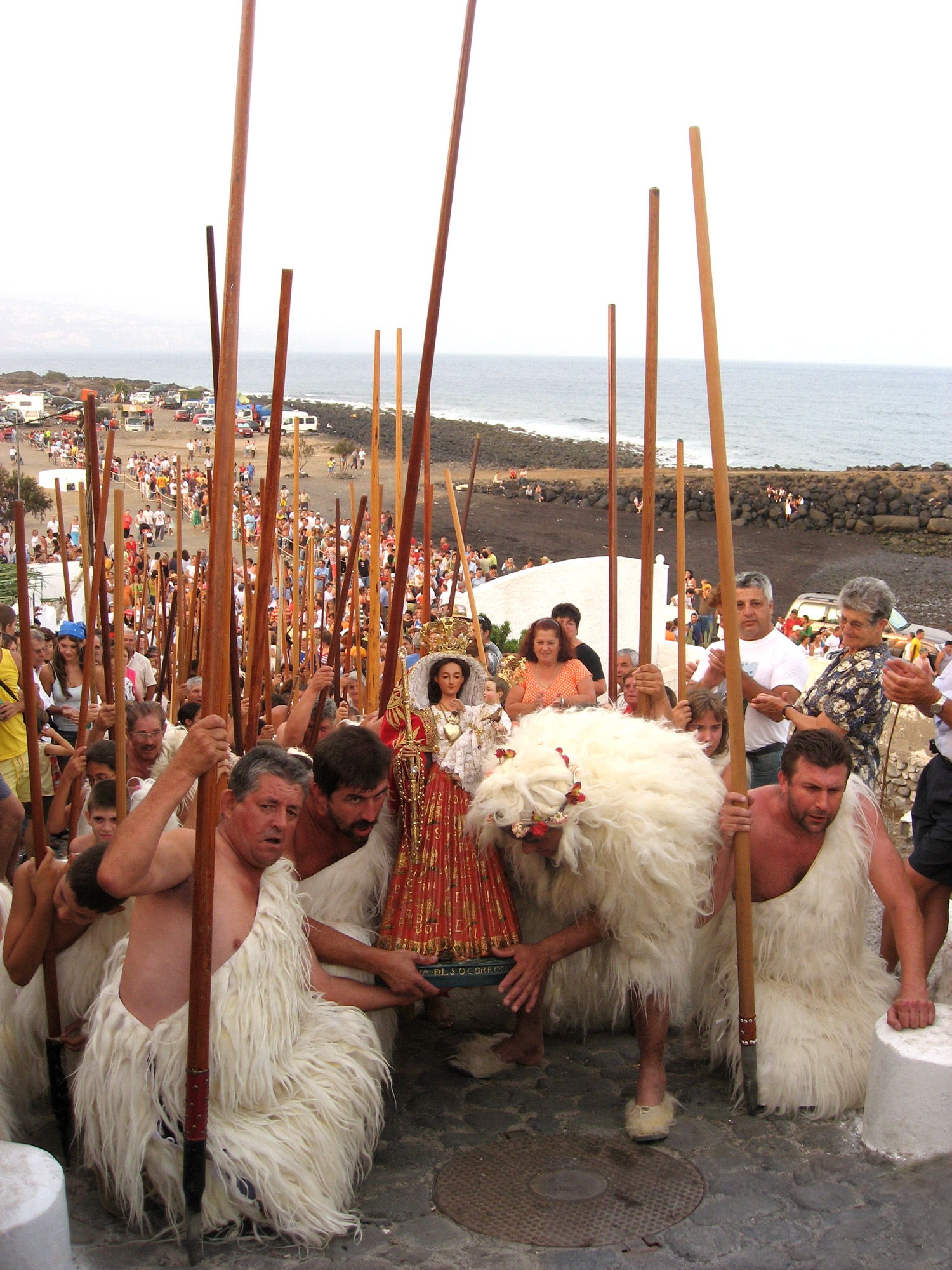
Spectacol anual în cinstea "Maicii Domnului din Candelaria" pe plaja Socorro, Güímar

#### Carnavalul din Santa Cruz
Probabil cel mai important festival din Tenerife, popular atât la nivel național cât și internațional, este Carnavalul din Santa Cruz de Tenerife, care a fost declarat Festival de Interes Turistic Internațional (Fiesta de Interés Turístico Internacional). Carnavalul este sărbătorit în numeroase localități din nordul și sudul insulei, dar cele mai mari festivități au loc în orașul Santa Cruz.
Festivitățile includ concursuri, precum și prezența formațiilor muzicale de stradă (murgas), grupuri de menestreli (rondallas de Tenerife), măștăriți (comparsas) și diverse asociații (agrupaciones). După alegerea Reginei carnavalului, prima parte a festivalului se încheie, urmată de carnavalul propriu-zis pe străzi, unde mii de oameni se adună în centrul orașului Santa Cruz, festivitățile durând zece zile.

#### Sfânta Fecioară a Candelariei
Fecioara Candelariei este sfinta patronă a Insulelor Canare; sărbătoarea în cinstea ei are loc de două ori pe an, în februarie și august. Ofranda Fecioarei Candelariei se sărbătorește în fiecare an pe 15 august, când reprezentanți ai tuturor municipalităților din insulă și din întreg arhipelagul Canare vin să aducă ofrande patroanei lor. Un alt moment semnificativ al sărbătorii este așa-numita "Pelerinajul spre Candelaria", care are loc în noaptea de 14 spre 15 august, când credincioși merg pe jos din diferite părți ale insulei, unii chiar venind de pe alte insule, pentru a ajunge la Orașul Marian Candelaria.
Pe 2 februarie se sărbătorește ziua Candelariei. În această zi, mulți devoti ai Fecioarei vin în oraș. Printre evenimentele festivităților din februarie se remarcă așa-numita "Procesiunea Lumânărilor" (Procesión de Las Candelas), în care credincioșii însoțesc icoana Fecioarei în întunericul nopții, luminând drumul doar cu lumânări și recitând rozariul.

#### Sărbătoarea Cristo de La Laguna
Această sărbătoare are loc în fiecare an pe 14 septembrie în cinstea unei icoane profund venerate a lui Hristos din arhipelag, Cristo de La Laguna, eveniment desfășurat în orașul San Cristóbal de La Laguna.
Pe data de 9 septembrie, icoana venerată a lui Hristos este coborâtă în mod solemn de pe altarul principal al Sanctuarului Regal, după care credincioșii au ocazia să-i sărute picioarele. În după-amiaza aceleiași zile, icoana este transferată într-o procesiune solemnă spre Catedrala din La Laguna, unde rămâne expusă pentru câteva zile.
Pe data de 14 septembrie, ziua principală a sărbătorii, icoana este dusă înapoi la sanctuarul său într-o ceremonie impunătoare.

#### Sărbătoarea Corpus Christi

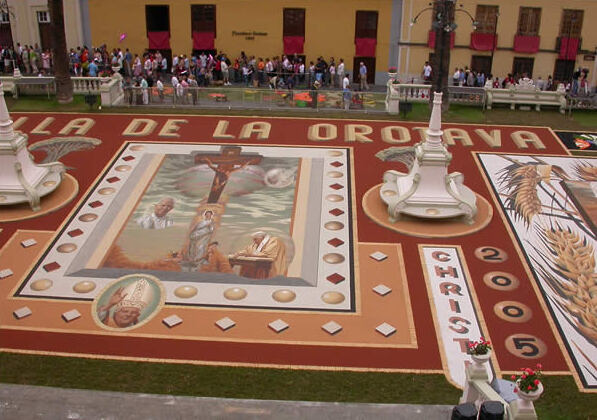
Covor decorativ din sol în Plaza del Ayuntamiento (Piața Primăriei) din La Orotava

Sărbătoarea religioasă Corpus Christi este deosebit de importantă și este tradițional marcată prin realizarea de covoare florale pe străzi. Cele mai remarcabile sunt festivitățile din La Orotava, unde un covor decorativ de dimensiuni impresionante, realizat din soluri vulcanice de diferite culori, acoperă întreaga Plaza del Ayuntamiento (Piața Primăriei). Aceste soluri provin din Parque Nacional del Teide și după sărbătoare sunt returnate pentru a proteja Parcul Național. Sărbătoarea Corpus Christi din Orotava a fost declarată de Interes Cultural Important printre activitățile tradiționale oficiale ale insulei.

#### Paște
Printre numeroasele alte sărbători care definesc cultura tenerifeană, Paștele rămâne cea mai importantă. Aceasta se sărbătorește în întreaga insulă, dar este deosebit de remarcabilă în municipalitățile La Laguna, La Orotava și Los Realejos, unde au loc procesiuni elaborate în Joia Mare, Vinerea Mare și Duminica Paștelui (cunoscută și ca Duminica Învierii).
Săptămâna Mare din orașul San Cristóbal de la Laguna este cea mai amplă din Insulele Canare.

## Religie

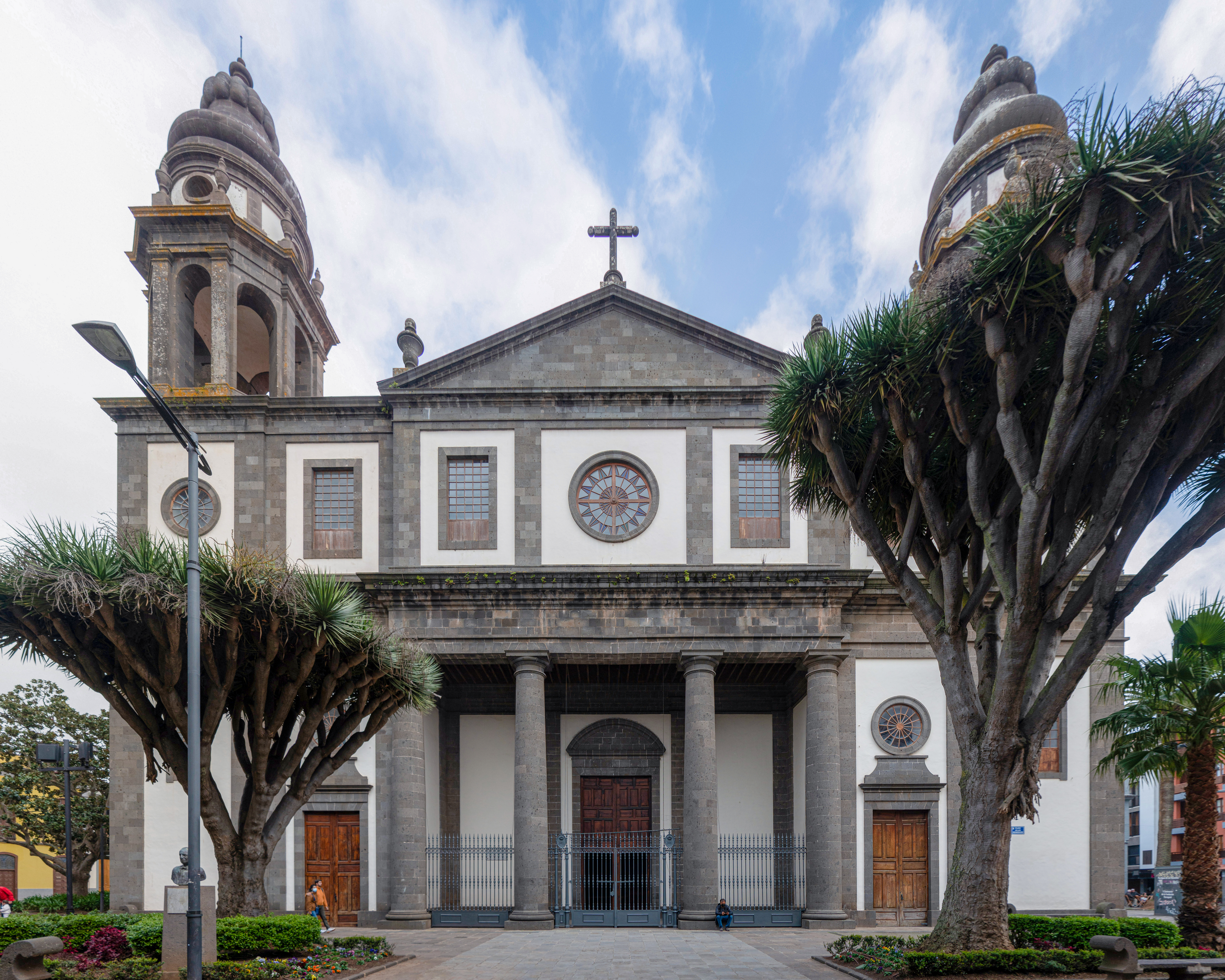
Catedrala din La Laguna, sediul diecezei catolice locale

La fel ca în restul Spaniei, Tenerife este predominant catolică. Cu toate acestea, practica altor religii și confesiuni s-a extins tot mai mult pe insulă datorită turismului și imigrației, precum Islamul, Hinduismul, Budismul, Evanghelismul, Iudaismul și religiile afro-americane. Pe insulă sunt prezente și alte religii minoritare: Religii tradiționale chinezești, Credința Baháʼí și forma autohtonă de neopăgânism reprezentată de Biserica Poporului Guanche, printre altele. Creștinismul și iudaismul au ajuns pe insulă odată cu cucerirea spaniolă.

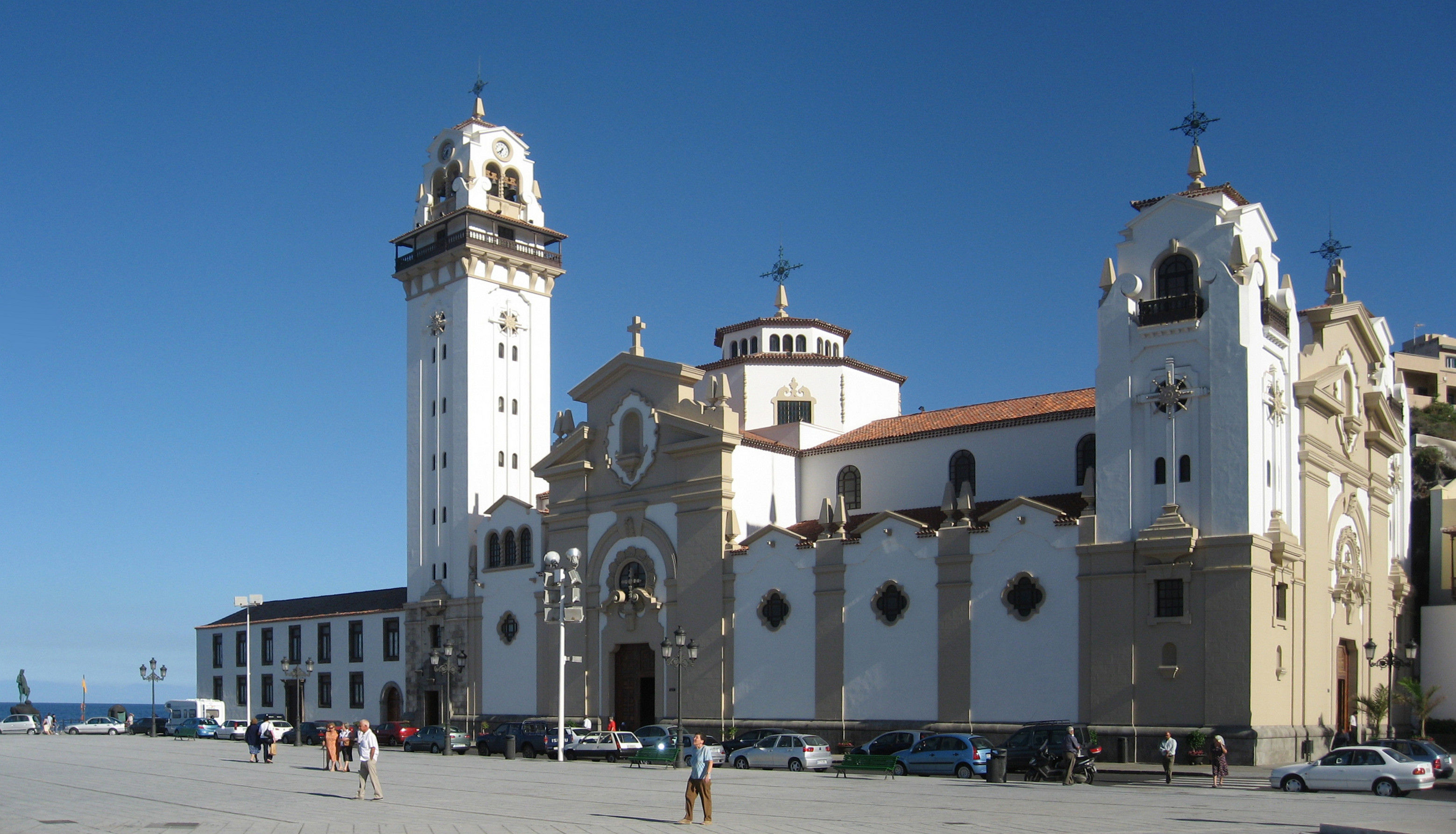
Bazilica Candelaria, sanctuarul Fecioarei Candelaria, patroana Insulelor Canare

O sărbătoare catolică importantă este celebrarea zilei de sărbătoare asociate cu Fecioara Candelaria, patroana Insulelor Canare, care reprezintă unirea culturilor guanche și spaniole. Guanchele au devenit devote unei Fecioare Negre pe care misionarii creștini din Lanzarote și Fuerteventura au lăsat-o pe o plajă din apropierea actualei Villa Mariana de Candelaria, dând naștere legendelor și poveștilor asociate cu Fecioara. Aceste legende au alimentat cultul Fecioarei și pelerinajele la Candelaria care există până în prezent pe insulă. Un alt cult marian există sub forma Maicii Domnului a Los Remedios (Virgen de Los Remedios), patroana insulei și a diecezei catolice Tenerife (Diócesis Nivariense).

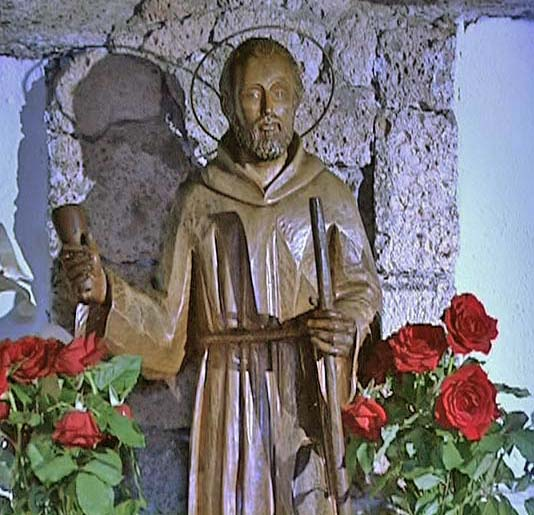
Petru de Sfântul Iosif Betancur, misionar franciscan în Guatemala născut pe Tenerife. A fost primul canarian canonizat de Biserica Catolică. Acest sfânt este foarte venerat pe Tenerife.

Printre cele mai importante lăcașuri de cult catolice de pe insulă se numără:
- Bazilica Candelaria (din Candelaria): Locul unde se află icoana Fecioarei Candelaria, acest sanctuar construit în stil neoclasic este vizitat zilnic de enoriași care vin din devotament față de Fecioară.
- Catedrala din La Laguna (din San Cristóbal de La Laguna): Sediu al Diecezei Tenerife (cunoscută sub numele de Diócesis Nivariense), catedrala este dedicată Maicii Domnului a Remedios (Virgen de Los Remedios). Combină elemente de arhitectură neogotică și neoclasică.
- Real Santuario del Cristo de La Laguna (din San Cristóbal de La Laguna): Una dintre cele mai importante biserici din Insulele Canare, găzduiește icoana venerată a Cristo de La Laguna și este un simbol al orașului San Cristóbal de La Laguna.
- Biserica Apostolul Santiago (Los Realejos) (Parroquia Matriz del Apóstol Santiago): Situată în Villa de Los Realejos, această biserică parohială a fost prima biserică creștină construită pe insulă după cucerirea de către Castilia. Este dedicată Sfântul Iacob, deoarece cucerirea s-a încheiat în ziua sărbătorii sale pe 25 iulie 1496. A fost, alături de Biserica Concepției din La Laguna, una dintre primele parohii ale insulei.
- Biserica Concepției din La Laguna (Iglesia de la Concepción de La Laguna): Una dintre cele mai vechi clădiri de pe Tenerife, construcția sa a fost comandată de Alonso Fernández de Lugo. A fost declarată Monument Istoric Național. În jurul acestei biserici au fost construite locuințele și infrastructura care au format nucleul orașului San Cristóbal de La Laguna.

Alte biserici importante includ Biserica Concepției din La Orotava (Iglesia de la Concepción); bisericile San Agustín și Santo Domingo din La Orotava; biserica Nuestra Señora de la Peña de Francia din Puerto de la Cruz; biserica San Marcos din Icod de los Vinos; biserica Santa Ana din Garachico; și Biserica Concepției (Iglesia de la Concepción) din Santa Cruz de Tenerife.
Primul sfânt al Tenerifei și al Insulelor Canare a fost Sfântul Petru de Sfântul Iosif Betancur, născut în orașul Vilaflor, Tenerife. Principalul său loc de pelerinaj este Peștera Sfântului Frate Pedro din Granadilla de Abona, lângă coastă, unde a trăit în tinerețe. Această peșteră este considerată unul dintre cele mai importante locuri de pelerinaj din Insulele Canare.
Un alt edificiu notabil de pe insulă este Templul Masonic din Santa Cruz de Tenerife, considerat în general cel mai bun exemplu de arhitectură de templu masonic din Spania; a fost centrul masonic al țării până la ocuparea militară a insulei de către regimul Franco.

## Educație
Educația formală în Tenerife a început cu ordinelor religioase. În anul 1530, Ordinul dominican a înființat o catedră de filozofie la mănăstirea La Concepción de La Laguna. Cu toate acestea, până în secolul al XVIII-lea, Tenerife a rămas în mare parte fără instituții de învățământ.

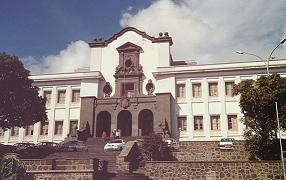
Universitatea din La Laguna, cea mai veche și mai mare universitate din Insulele Canare

Aceste instituții au început în sfârșit să se dezvolte datorită activității Real Sociedad Económica de Amigos del País ("Societatea Regală Economică a Prietenilor Țării"), care a înființat mai multe școli în San Cristóbal de La Laguna. Prima dintre acestea a fost un institut de învățământ secundar înființat în 1846 pentru a umple golul lăsat de închiderea Universității San Fernando (vezi Universitatea din La Laguna).
O anexă construită în anul 1850 a găzduit Escuela Normal Elemental, prima școală normală (de formare a cadrelor didactice) din arhipelag, care din anul 1866 a devenit Escuela Normal Superior de Magisterio. Acestea au rămas singurele instituții de învățământ superior până când dictatorul Miguel Primo de Rivera a creat mai multe instituții. Un punct de cotitură a venit în perioada Celei de-a Doua Republici Spaniole. Între anii 1929 și 1933, numărul școlilor a aproape dublat.
La scurt timp după aceea, începutul Războiului Civil Spaniol și dictatura ulterioară a lui Francisco Franco au constituit un regres considerabil. Educația în mâinile ordinelor religioase a avut o anumită importanță pe insulă până când Legea Generală a Educației din 1970 a transferat accentul de la învățământul religios la cel public. Școlile publice și-au continuat avansul în timpul și după tranziția post-franco către democrație. Astăzi, Tenerife are 301 centre de educație timpurie (grădinițe), 297 de școli primare, 140 de școli secundare și 86 de școli postsecundare. Există, de asemenea, cinci universități sau școli postuniversitare: Universitatea din La Laguna, Universidad Nacional de Educación a Distancia (Universitatea Națională de Învățământ la Distanță), Universidad Internacional Menéndez Pelayo (Universitatea Internațională Menéndez Pelayo), Universidad Alfonso X el Sabio (Universitatea Alfonso X cel Înțelept) și Universidad de Vic (Escuela Universitaria de Turismo de Santa Cruz de Tenerife, "Școala Universitară de Turism din Santa Cruz de Tenerife"). Cea mai mare dintre acestea este Universitatea din La Laguna.
Universidad Europea de Canarias (Universitatea Europeană a Insulelor Canare) este situată în La Orotava și este prima universitate privată din Insulele Canare.

### Știință și cercetare

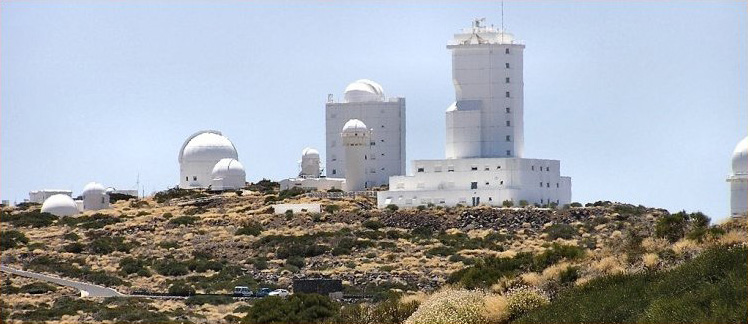
Observatorul Teide, parte a Instituto de Astrofísica de Canarias (Institutul de Astrofizică al Canarelor)

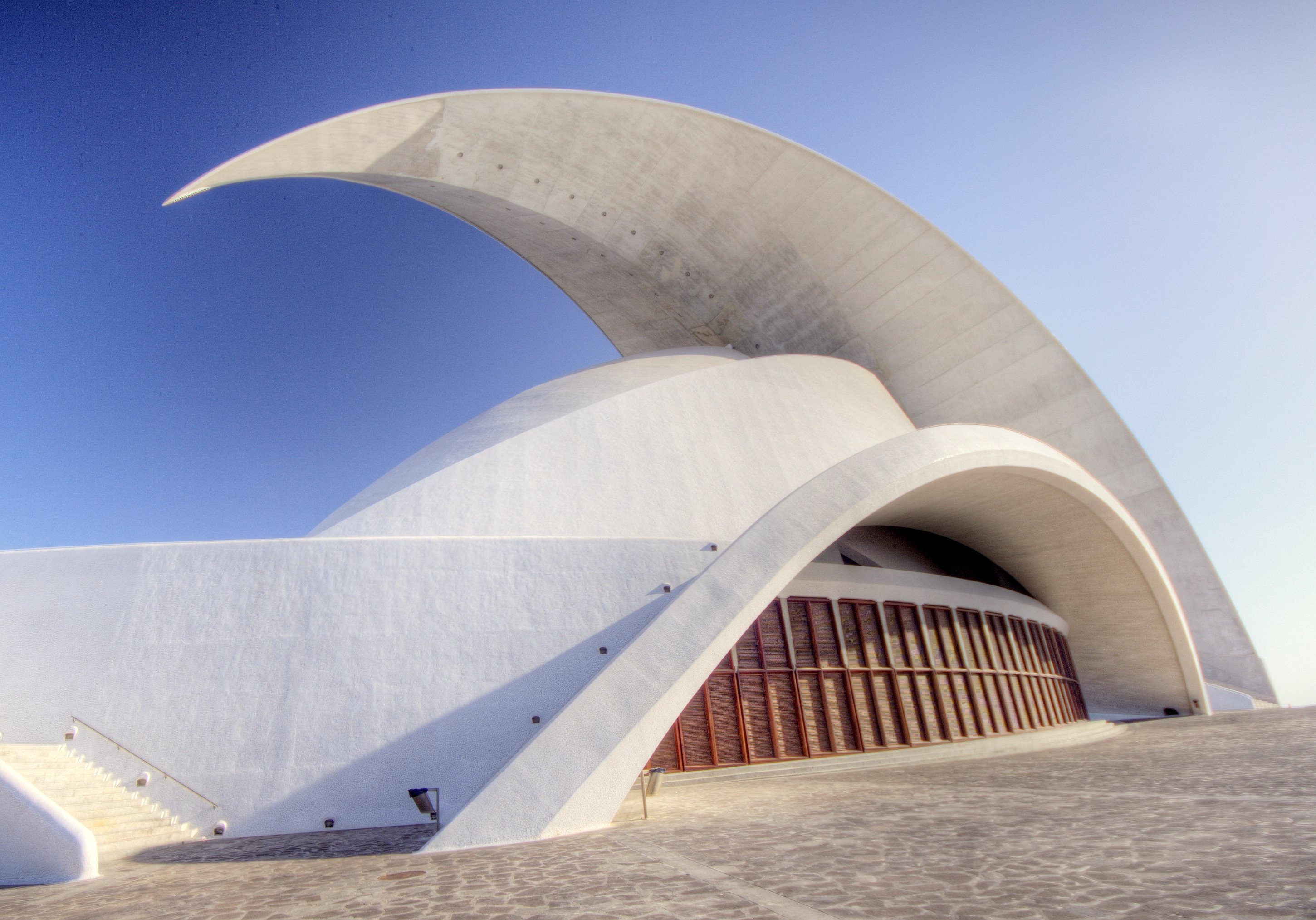
Auditorio de Tenerife (Santa Cruz de Tenerife)

Deși Tenerife nu ocupă un loc proeminent în istoria cercetării științifice și academice, găzduiește Instituto de Astrofísica de Canarias (Institutul de Astrofizică al Canarelor). Există și un Instituto de Bio-Orgánica Antonio González (Institutul de Bio-Organică Antonio González) la Universitatea din La Laguna. Tot la această universitate se află Instituto de Lingüística Andrés Bello (Institutul de Lingvistică Andrés Bello), Centro de Estudios Medievales y Renacentistas (Centrul de Studii Medievale și Renascentiste), Instituto Universitario de la Empresa (Institutul Universitar de Afaceri), Instituto de Derecho Regional (Institutul de Drept Regional), Instituto Universitario de Ciencias Políticas y Sociales (Institutul Universitar de Științe Politice și Sociale) și Instituto de Enfermedades Tropicales (Institutul de Boli Tropicale). Acesta din urmă este unul dintre cele șapte institute ale rețelei Red de Investigación de Centros de Enfermedades Tropicales (RICET, "Rețeaua de Cercetare a Centrelor de Boli Tropicale"), situate în diverse părți ale Spaniei.
Puerto de la Cruz găzduiește Instituto de Estudos Hispánicos de Canarias (Institutul de Studii Hispanice al Canarelor), afiliat la Instituto de Cultura Hispánica din Madrid. În La Laguna se află delegația canariană a Consejo Superior de Investigaciones Científicas (CSIC, Consiliul Superior al Cercetărilor Științifice), Instituto Canario de Investigaciones Agrarias (Institutul Canarian al Cercetărilor Agricole), Instituto de Estudios Canarios (Institutul de Studii Canariene) și Centro Internacional para la Conservación del Patrimonio (Centrul Internațional pentru Conservarea Patrimoniului).
Alte instituții de cercetare din Tenerife includ Instituto Tecnológico de Canarias (Institutul Tehnologic al Canarelor), Instituto Vulcanológico de Canarias (Institutul Vulcanologic al Canarelor), Asociación Industrial de Canarias (Asociația Industrială a Canarelor), Instituto Tecnológico de Energías Renovables (Institutul Tehnologic al Energiei Regenerabile) și Instituto Oceanográfico de Canarias (Institutul Oceanografic al Canarelor) din Santa Cruz de Tenerife.

### Muzee

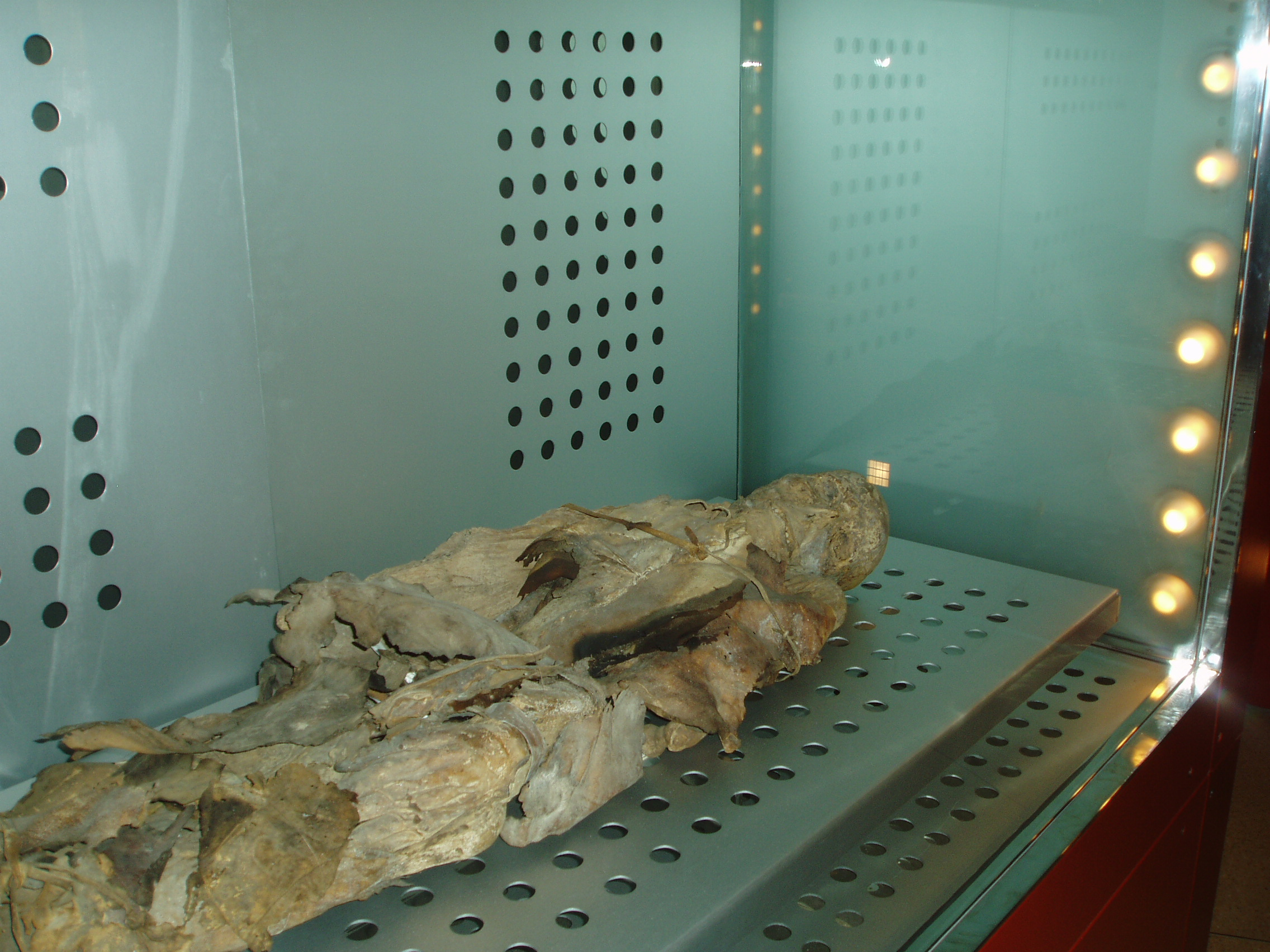
Mumie guanche din Museo de la Naturaleza y el Hombre

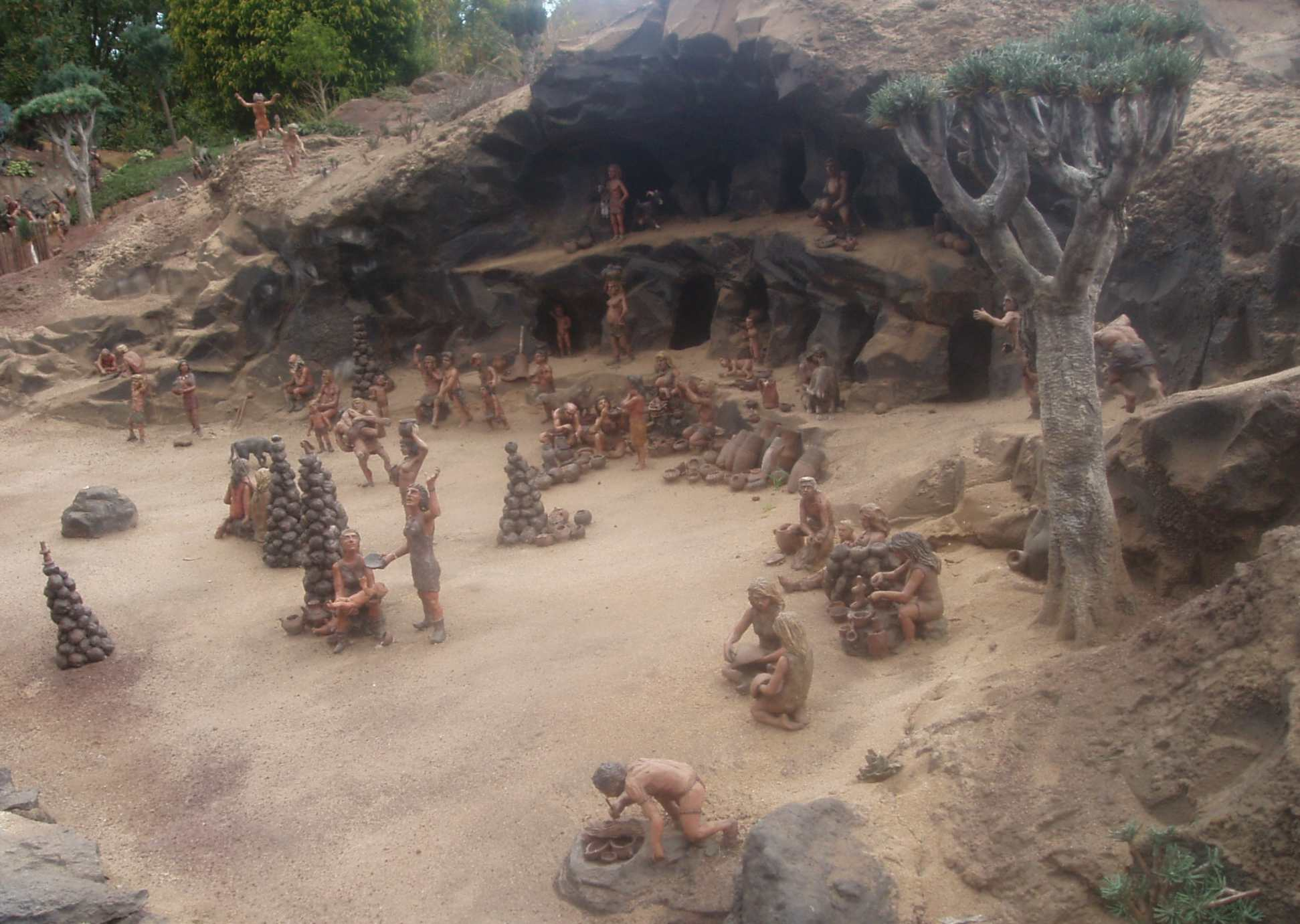
Figurine guanche la Pueblo Chico din La Orotava

Insula deține o varietate de muzee de diferite naturi, aflate sub administrarea diferitor instituții. Cele mai dezvoltate sunt probabil cele aparținând Organismo Autónomo de Museos y Centros, care includ următoarele:
- Muzeul Naturii și Omului: situat în Santa Cruz de Tenerife, acest muzeu expune bogățiile naturale ale Insulelor Canare și ale populațiilor pre-hispanice care le-au locuit. Muzeul Naturii și Omului este o referință mondială în domeniul conservării mumiilor. Complexul este format din trei muzee:
  - Muzeul de Științe Naturale
  - Muzeul Arheologic al Tenerifei
  - Institutul Canarian de Bioantropologie
- Muzeul de Istorie al Tenerifei: situat în orașul La Laguna, prezintă o privire de ansamblu asupra dezvoltării instituționale, sociale, economice și culturale a insulei din secolele XV-XX.
- Muzeul Științei și Cosmosului, tot în La Laguna, adiacent Institutului de Astrofizică, este un muzeu dedicat legilor și principiilor naturii, de la cele cosmice până la cele ale corpului uman.
- Muzeul de Antropologie al Tenerifei, tot în La Laguna, mai exact în Valle de Guerra, este o instituție publică pentru cercetarea, conservarea și răspândirea culturii populare.
- Centro de Documentación Canario-Americano (CEDOCAM, Centrul de Documentare Canaro-American), situat în La Laguna, are misiunea de a consolida relațiile culturale și elementele de identitate comună între Canare și Americi, prin conservarea, informarea și difuzarea patrimoniului documentar comun.
- Centro de Fotografía Isla de Tenerife ("Centrul de Fotografie al Insulei Tenerife") din Santa Cruz de Tenerife oferă un program anual de expoziții care permite contactul cu tendințele și operele diversilor fotografi renumiți și emergenți ai Canarelor. În viitor, acest centru va împărtăși sediul cu Instituto Óscar Domínguez de Arte y Cultura Contemporánea (Institutul Óscar Domínguez de Artă și Cultură Contemporană).
- Tenerife Espacio de las Artes (TEA, "Spațiul de Arte Tenerife"), tot în Santa Cruz de Tenerife, a fost înființat pentru a promova cunoașterea tendințelor contemporane în artă și cultură în rândul populației locale și a vizitatorilor, prin organizarea de activități culturale, științifice, educative și tehnice.

## Media
Pe lângă numeroase stații de radio și televiziune în limba spaniolă, Tenerife are două stații oficiale de radio în limba engleză. Coast FM difuzează un mix de muzică adult contemporary și este singurul serviciu de știri local care transmite în engleză.
Fiind cea mai mare dintre cele două stații, Coast FM poate fi recepționată în întreaga Tenerife și în mare parte din Insulele Canare de la emițătoarele sale pe frecvențele 106.6, 92.2 și 89.4. Energy FM este o stație cu muzică non-stop care difuzează și știri locale și informații la fiecare oră.

## Transport și comunicații

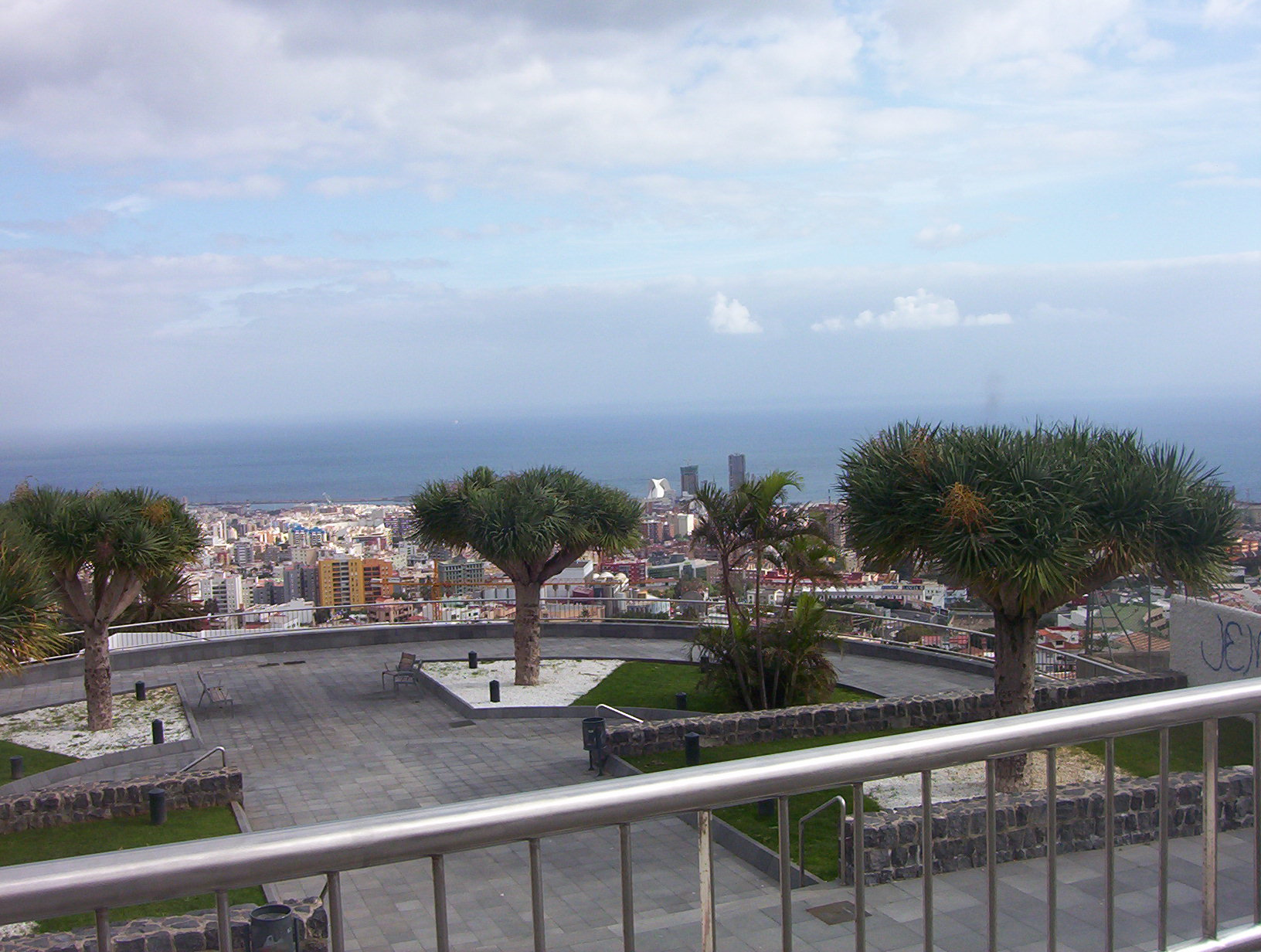
Portul Santa Cruz de Tenerife

Insula Tenerife este deservită de Aeroportul Tenerife Nord (GCXO) și Aeroportul Tenerife Sud (GCTS). Datorită celor două aeroporturi, Tenerife are cel mai mare trafic de pasageri dintre toate Insulele Canare, cu 18.457.794 de pasageri înregistrați.
Aeroportul Tenerife Nord, cel mai mic dintre cele două, este situat lângă zona metropolitană Santa Cruz-La Laguna (423.000 de locuitori). Deservește zboruri interinsulare, precum și zboruri naționale și europene. Aeroportul Tenerife Sud (sud) este cel mai aglomerat aeroport din Tenerife, clasându-se pe locul 7 în Spania. Acesta deservește în principal fluxul de zboruri regulate și charter pentru vacanțe care sosesc constant din majoritatea Europei.
O altă modalitate de a ajunge pe Tenerife este cu feribotul, fie la Santa Cruz de Tenerife, fie la Los Cristianos, lângă Playa de Las Américas.
O rețea formată din două autostrăzi rapide și fără taxă (TF1 și TF5) înconjoară aproape întreaga insulă, conectând toate orașele principale și stațiunile cu zona metropolitană. Excepția o reprezintă zona vestică, de la Adeje la Icod de los Vinos, care este traversată de un drum mai mic și sinuos de munte. Totuși, există planuri de completare a autostrăzii, ceea ce a stârnit dezbateri aprinse între ecologiști și antreprenorii locali.
În afara principalelor autostrăzi, există o rețea de drumuri secundare și comunale, variind de la drumuri largi la drumuri înguste și sinuoase, în general neiluminate și adesea cu prăpăstii pe una sau ambele părți ale căii rutiere principale.
Transportul public pe insulă este asigurat de o rețea extinsă de autobuze gestionată de TITSA, care operează o flotă de autobuze moderne, climatizate. Autobuzele TITSA acoperă cea mai mare parte a insulei și circulă destul de frecvent. Pentru mai multe călătorii, clienții pot achiziționa un card TenMas fără contact pentru 2€, care poate fi reîncărcat cu până la 100€ credit de călătorie. Folosirea cardului TenMas oferă o reducere față de tarifele în numerar, iar pentru rezidenții din Tenerife, este disponibil și un card care permite călătorii nelimitate contra unei taxe lunare. Cardul poate fi achiziționat și reîncărcat în stațiile de autobuz și la multe chioșcuri. Este valabil și pentru tramvai în capitala Santa Cruz (vezi mai jos).
Închirierea unei mașini poate fi uneori o opțiune bună pentru a explora zonele îndepărtate și sălbatice, deși TITSA operează servicii de autobuz fiabile și în cele mai izolate locuri, cum ar fi Masivul Teno via Masca (linia 355) și Munții Anaga (linia 247). TITSA operează două curse zilnice pe Muntele Teide - din Puerto de la Cruz (linia 348) și din Los Cristianos/Las Américas (linia 342) până la Paradorul Teide, telecabina Teleferico, Montana Blanca și El Portillo. Companiile de închirieri auto care au sucursale în aeroporturi sunt: Autoreisen, Avis, Cicar, Europcar, Goldcar (doar în aeroportul sud), Hertz, Sixt și TopCar.
Zona metropolitană formată din Santa Cruz și La Laguna este deservită de Tranvía de Tenerife (Tramvaiul Tenerifei) care a fost inaugurat la începutul anului 2007, după 3 ani de lucrări intensive. Linia destul de lungă de la Santa Cruz până în La Laguna deservește aproape 20 de stații. O a doua linie în interiorul La Laguna a fost adăugată în 2009.

### Rețeaua rutieră

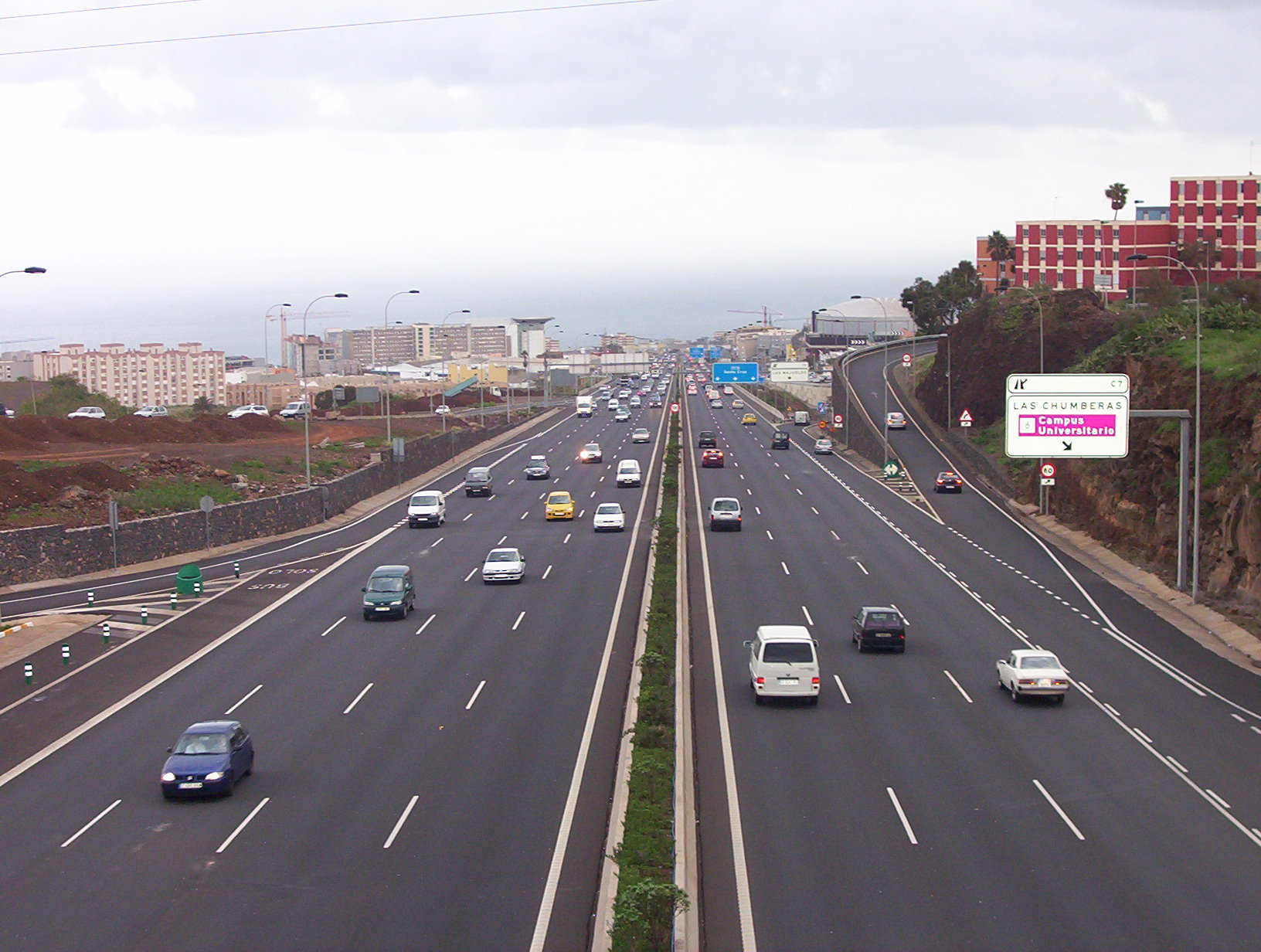
Autostrada TF5 apropiindu-se de Santa Cruz

Principalul mijloc de transport din Tenerife este reprezentat de autostrăzi. Cele mai importante sunt Autopista del Sur și Autopista del Norte (Autostrăzile Sud și Nord), care leagă zona metropolitană de sud, respectiv nordul insulei. Aceste două autostrăzi sunt conectate prin intermediul Autovía de Interconexión Norte-Sur în periferia zonei metropolitane.
În cadrul rețelei rutiere a insulei Tenerife există și alte drumuri secundare care includeau anterior autostrada de la San Andrés la Santa Cruz (Sfânta Cruce în engleză).
De asemenea, este planificată construcția unei ocolitoare la nord de zona metropolitană Santa Cruz de Tenerife-La Laguna. Aceasta va conecta zonele Guamasa și Acorán, trecând prin Los Baldíos, Centenero, Llano del Moro, El Sobradillo, El Tablero și El Chorrillo, printre alte cartiere. Traseul va avea aproximativ 20 kilometri (12 mi) lungime și va costa aproximativ 190 de milioane de euro (270 de milioane de dolari americani).

### Aeroporturi
Tenerife este cel mai ușor accesibil pe cale aeriană. Insula dispune de două aeroporturi: Aeroportul Tenerife Sud, situat în partea sudică, și Aeroportul Tenerife Nord, aflat în apropierea orașului Santa Cruz.
În ansamblu, Tenerife înregistrează cel mai mare număr anual de pasageri și cele mai multe sosiri dintre toate Insulele Canare, fiind popularizată și de frecvența zborurilor low-cost din numeroase destinații europene.
Cele două aeroporturi - Tenerife Nord și Tenerife Sud - totalizează împreună cele mai mari cifre de pasageri din arhipelag, cu aproximativ 14 milioane de pasageri anual (conform raportului AENA). Dintre cele două aeroporturi ale insulei, Tenerife Sud este cea mai populară destinație turistică.

### Porturi
Pe lângă transportul aerian, Tenerife dispune de două porturi maritime principale:
- Portul Santa Cruz de Tenerife (Puerto de Santa Cruz), care deservește diferitele capitale ale Insulelor Canare, în special cele din partea estică
- Portul Los Cristianos (Puerto de Los Cristianos), care deservește capitalele insulare ale provinciei Santa Cruz de Tenerife

Portul Santa Cruz de Tenerife oferă și servicii de pasageri care fac legătura cu portul continental din Cádiz (și invers). În 2017, a fost inaugurat un port important în sudul insulei - Portul Granadilla, iar un altul este planificat în vest, la Fonsalía.
Portul Santa Cruz de Tenerife este principalul port pescăresc din Insulele Canare, cu aproximativ 7.500 de tone de pește capturat, conform Anuarului Statistic al Porturilor de Stat 2006 (ultimul disponibil la momentul traducerii). Acest port deține și recordul pentru cel mai mare număr de pasageri înregistrat. De asemenea, este al doilea port din Spania ca volum de vehicule încărcate/descărcate, fiind depășit doar de Portul Algeciras.
Facilitățile portului includ un punct de inspecție la frontieră (BIP) aprobat de Uniunea Europeană, responsabil cu verificarea tuturor tipurilor de importuri din țări terțe sau exporturilor către țări din afara Spațiului Economic European.

### Tramvai Metropolitan

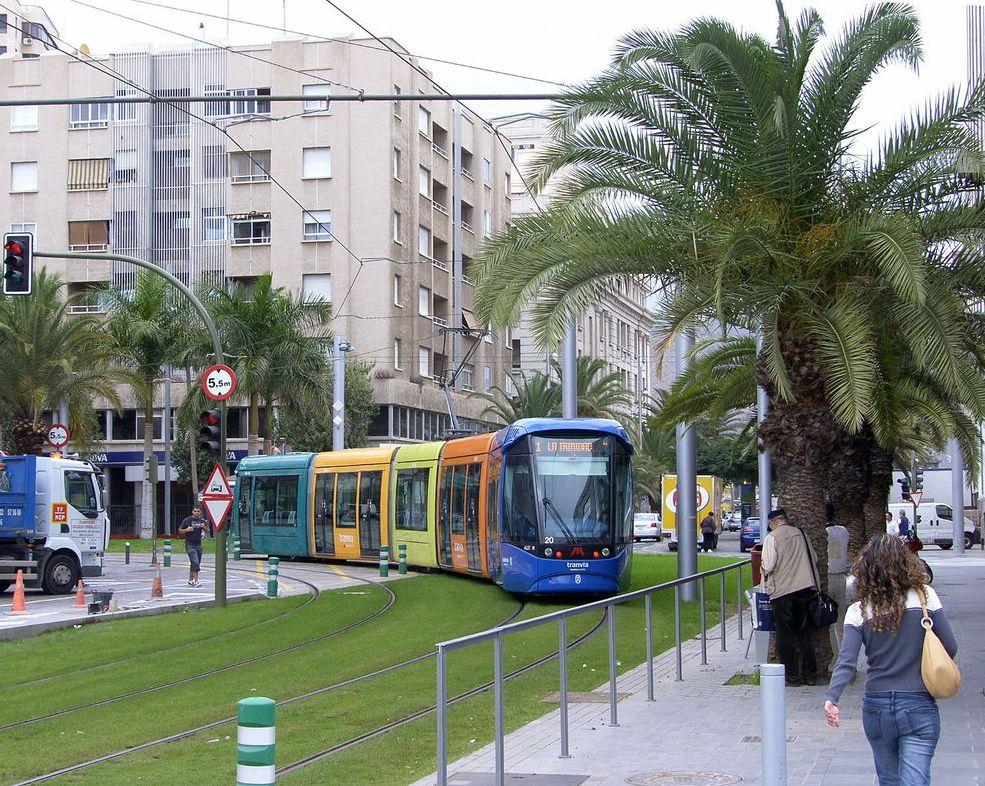
Tramvaiul care leagă Santa Cruz de La Laguna

Din 2007, Tramvaiul Tenerife conectează Santa Cruz de Tenerife și La Laguna prin suburbia Taco. Există 20 de stații pe o distanță de 12,5 km (7,8 mi), parcursă în 37 de minute. Traseul deservește puncte importante precum cele două mari spitale din Tenerife, campusul universitar Guajara, precum și numeroase muzee și teatre. În ceea ce privește alimentarea cu energie, sistemul va beneficia de viitoare ferme eoliene pentru a asigura 100% energie curată.

#### Planuri pentru cale ferată
Până în 2005, planurile pentru o rețea de tren ușor care să conecteze capitala cu sudul insulei fuseseră aprobate atât de Consiliul Tenerifei, cât și de Guvernul Insulelor Canare, deși discuțiile cu Guvernul central spaniol au stagnat din cauza problemelor bugetare.
Scopul inițial era crearea a două sisteme feroviare care să deservească părțile nordică și sudică ale insulei, conectându-le cu capitala.
Până în martie 2011, aceste intenții fuseseră înlocuite cu planuri avansate pentru o singură linie de tren de mare viteză de 80 km (50 mi), denumită "Trenul Sudului", care ar conecta Santa Cruz de Tenerife cu Adeje prin Santa Maria de Añaza, Candelaria, San Isidro, Aeroportul Tenerife Sud, cu o stație principală la Adeje proiectată pentru 25.000 de pasageri pe zi. Trenurile ar circula la fiecare 15 minute în orele de vârf, atingând viteze de până la 220 km/h (137 mph).
Proiectul, care include 9 tuneluri, 12 pasaje subterane (total 22,1 km), 33 viaducte (8,3 km) are un buget estimativ de 1,7 miliarde EUR și a întâmpinat opoziție fermă din partea ecologiștilor locali.
O alternativă propusă este implementarea unui sistem Transrapid maglev de mare viteză.

## Sport
Pe insula Tenerife se practică o mare varietate de sporturi, atât în aer liber cât și în săli speciale, disponibile în diferite locații pe întreaga insulă. Printre sporturile practicate se numără scufundări, alpinism, drumeții, ciclism, navigație cu velă, golf, surf, karting și parapantă – clima favorabilă pe tot parcursul anului o face ideală pentru o gamă largă de sporturi în aer liber.
Există și numeroase facilități pentru sporturi în sală, inclusiv centrul complet echipat 'Tenerife Top Training' din Adeje, în sudul insulei.
Cea mai cunoscută echipă sportivă este clubul de fotbal CD Tenerife, cu sediul în Santa Cruz. Clubul a evoluat în prima ligă spaniolă, dar în ultimele decenii joacă în principal în a doua divizie a fotbalului spaniol.
De menționat este și ultramaratonul CajaMar Tenerife Bluetrail, cea mai înaltă cursă din Spania și a doua în Europa, cu participanți din mai multe țări și un mare ecou internațional.

## Sistemul de Sănătate

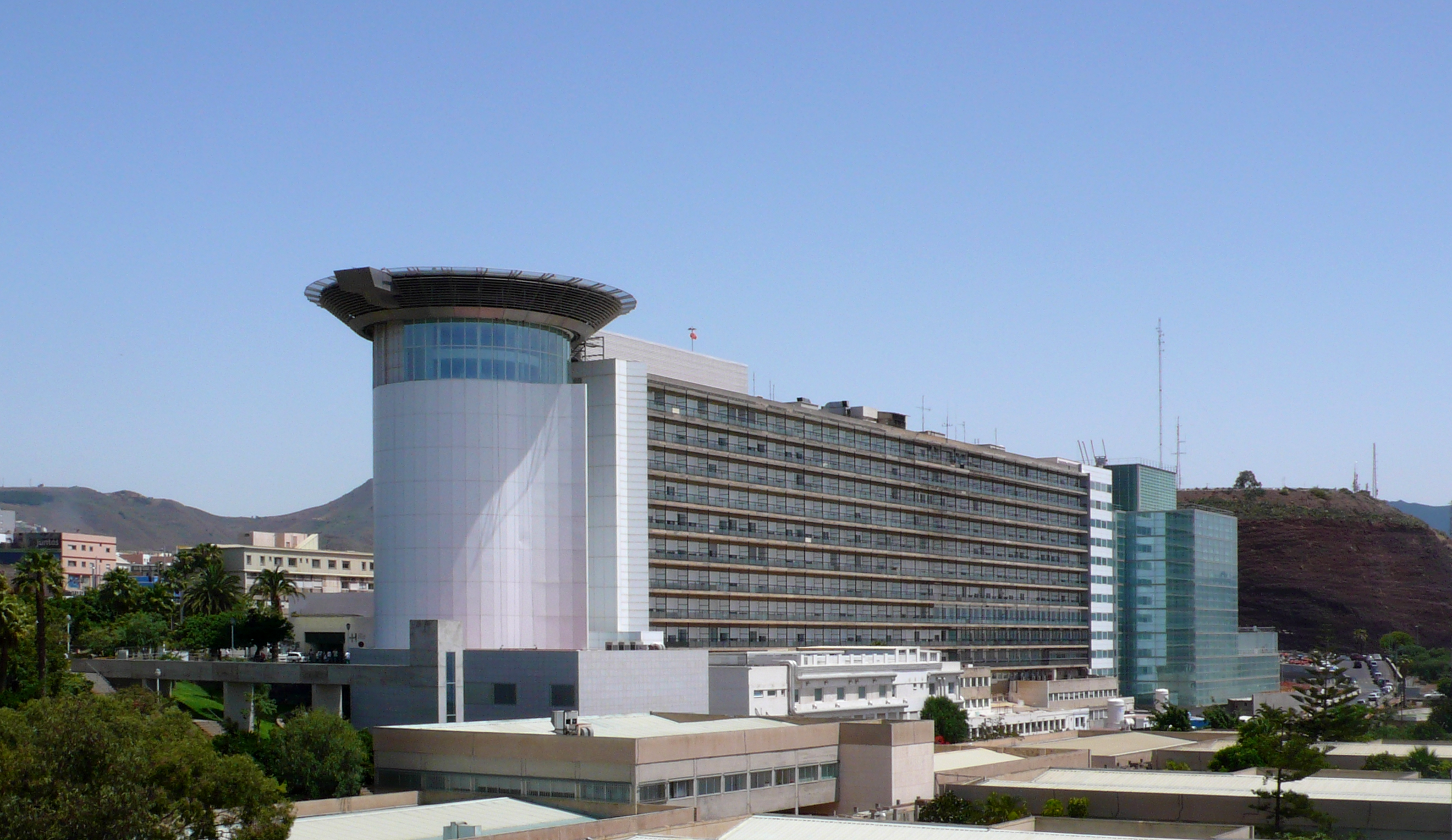
Hospital Universitario de Canarias

Principalele spitale din insulă sunt Hospital Universitario de Canarias și Hospital Universitario Nuestra Señora de Candelaria. Ambele sunt spitale de nivel terțiar, cu facilități specializate care deservesc întregul arhipelag al Insulelor Canare. Ambele sunt afiliate rețelei de educație și cercetare a Universidad de La Laguna. Totuși, aparțin unor entități diferite, primul fiind sub directiva Servicio Canario de la Salud (Serviciul Canar de Sănătate). Hospital Universitario Nuestra Señora de Candelaria este cel mai mare complex spitalier din Insulele Canare.
În plus, două noi spitale mari au fost recent construite în zonele nordice și sudice ale insulei, situate în municipalitățile Icod de los Vinos și respectiv Arona. Hospital del Norte de Tenerife (Spitalul Nord al Tenerifei) a fost deschis în 2012, iar Hospital del Sur de Tenerife (Spitalul Sud al Tenerifei) în 2015. Aceste centre vor funcționa, conform clasificării lor, ca spitale de nivel secundar, cu servicii de spitalizare, diagnostic avansat, ambulanță și urgențe, reabilitare etc. Există de asemenea un total de 39 centre de îngrijiri primare și clinici specializate care completează infrastructura sanitară a Tenerifei.

## Gastronomie

### Pește
Datorită poziției geografice a Tenerifei, insula beneficiază de o abundență de pește de diverse tipuri. Speciile cele mai consumate sunt Blenniidae (viejas), precum și doradă (sama), pește roșu (bocinegro), saramă (salema), cherne (mero) și diverse tipuri abundente de ton. De asemenea, se consumă frecvent macrou (caballa), sardine (sardina) și scumrie (chicharros). Anghilele de mare (morenas) se mănâncă de obicei prăjite.
Majoritatea fructelor de mare se gătesc simplu, de obicei fierte sau preparate "a la espalda" (tăiate în două de-a lungul spinării) sau "a la sal" (coapte în sare). Aceste preparate sunt însoțite de obicei de mojo (un sos local) și cartofi "arrugados" (încrețiți).

### Preparate din Carne
Preparatul festiv tipic din carne de porc marinată sub formă de taco este un fel de mâncare foarte popular pregătit pentru sărbătorile locale în ventorrillos, baruri și gospodării private.
Iepure în salmorejo, carne de capră, vită, porc și păsări sunt consumate în mod regulat.

### Cartofi canarieni încrețiți

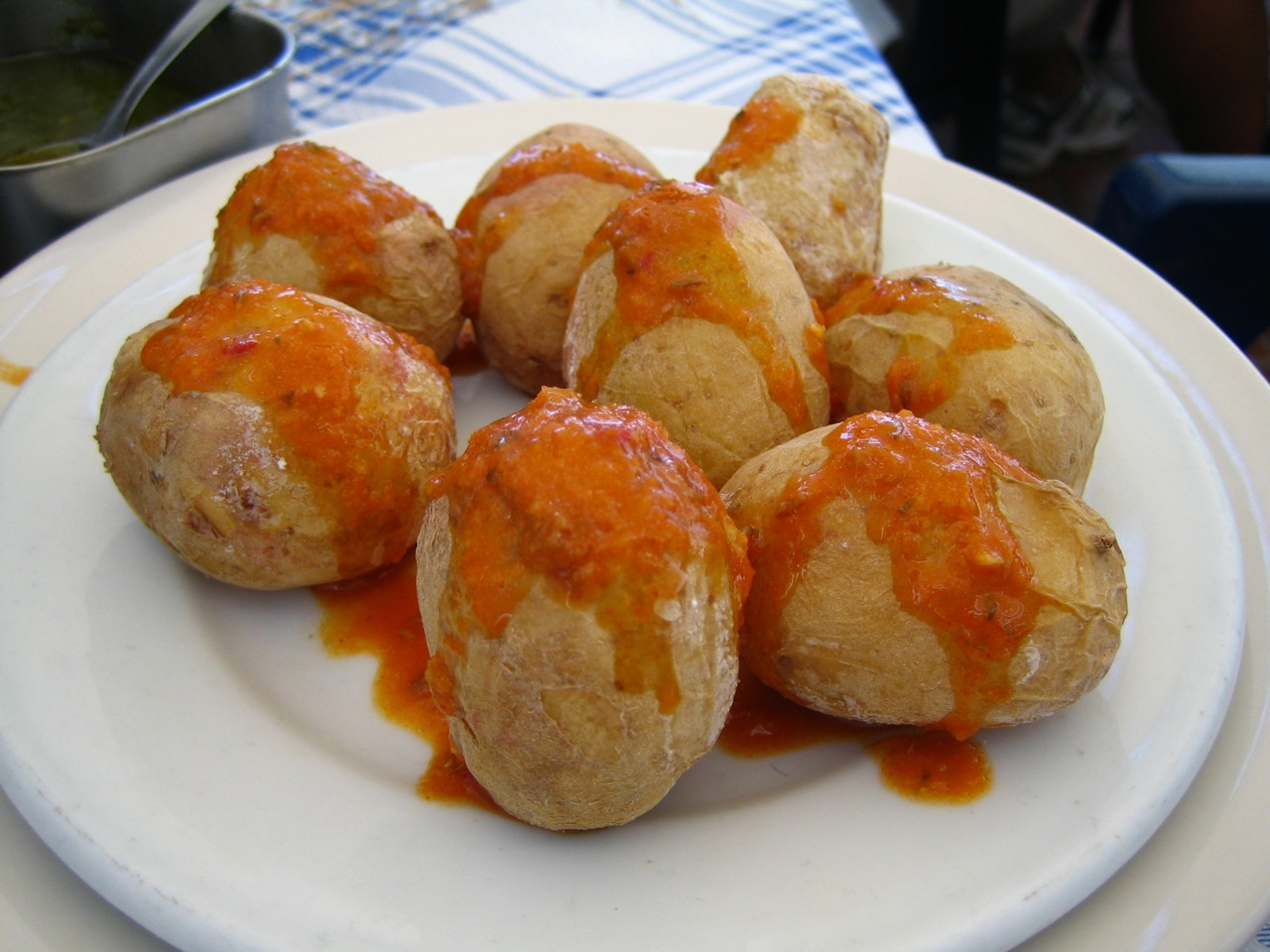
Cartofi canarieni încrețiți, cu mojo roșu

Preparatele din pește, precum și cele din carne, sunt adesea însoțite de cartofi canarieni încrețiți (papas arrugadas). Acesta este un fel de mâncare tipic canarian care se referă pur și simplu la aspectul cartofilor gătiți. Aceștia sunt fierți în coajă, în apă cu multă sare, iar apa este lăsată să se evapore, lăsând o crustă sărată.

### Sosuri Mojo
Mojo, un cuvânt care probabil are origine portugheză, descrie un sos tipic canarian servit ca acompaniament pentru mâncare. Sosurile vin într-o varietate de culori, arome și texturi și sunt de obicei servite reci, adesea în boluri separate, pentru ca mâncătorul să poată alege cât să folosească.
Mojo verde conține de obicei coriandru, pătrunjel și usturoi, în timp ce mojo rojo este picant și făcut dintr-un amestec de ardei iute și dulce. Sunt folosite și multe alte ingrediente, inclusiv migdale, brânză, șofran și pâine prăjită.
Mojo se servește cu majoritatea preparatelor din carne și unele din pește și este adesea folosit pe cartofi sau pentru înmuierea pâinii.

### Brânzeturi
Tenerife exportă aproximativ 3.400 de tone de brânză anual, reprezentând aproximativ 50% din producția insulei și 25% din întregul arhipelag al Insulelor Canare.
După cucerirea Insulelor Canare, una dintre primele activități comerciale inițiate a fost producția de brânză. Vânzarea brânzeturilor le-a asigurat locuitorilor venituri, iar brânza a fost folosită chiar și ca monedă de schimb, devenind un produs crucial în zonele agricole ale insulei.
Brânza a devenit unul dintre cele mai produse și consumate produse pe insulă, fiind servită în mod obișnuit ca parte a meniului de aperitive sau ca gustare. Fermele din Arico, La Orotava și Teno produceau o varietate de brânzeturi, inclusiv brânze moi, afumate și maturate, în mare parte făcute manual. Astăzi, principalul produs este brânza de capră, deși anumite cantități sunt fabricate din lapte de oaie sau de vacă. Conform Registrului General Sanitar al Alimentelor, sunt produse aproximativ 75 de tipuri diferite de brânză de vaci.
Brânzeturile din Insulele Canare au primit în general recenzii internaționale bune, fiind remarcate pentru dulceața lor care le diferențiază de alte brânzeturi europene. În special, brânza maturată de capră din Tenerife a fost premiată ca "cea mai bună brânză din lume" la finala din 2008 a World Cheese Awards desfășurată la Dublin, Irlanda.
Brânzeturile din Tenerife au acum un marcaj de calitate promovat de Fundación Tenerife Rural, pentru standardizarea calității și promovarea caracteristicilor unice ale brânzeturilor locale.

### Gofio

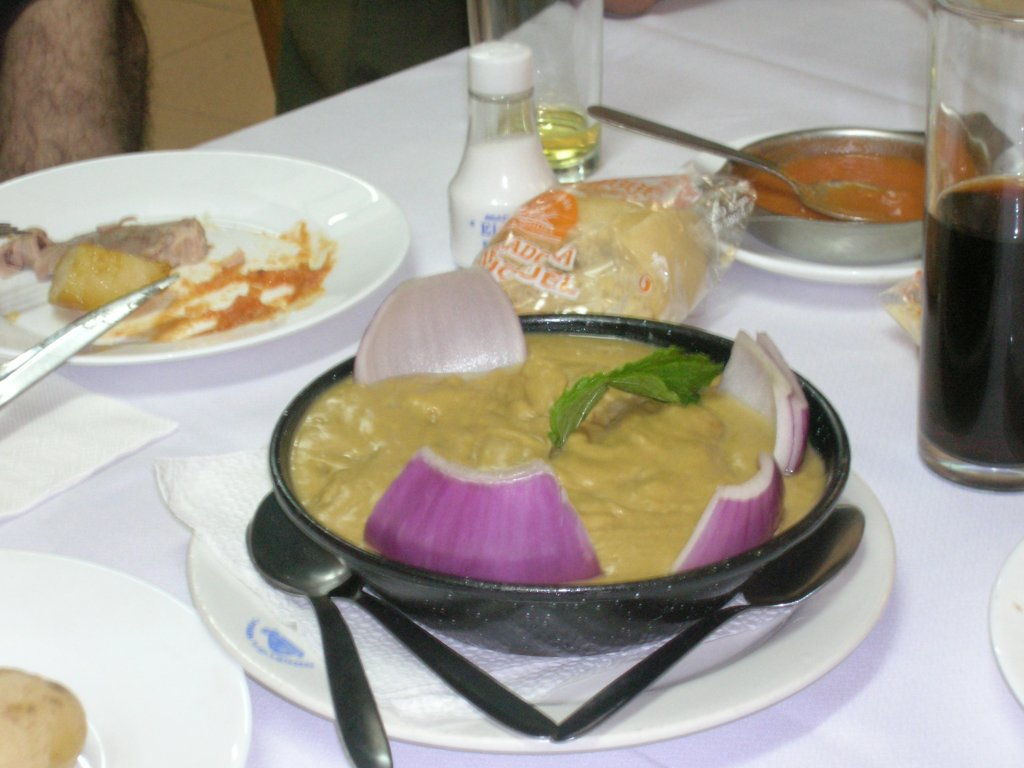
Gofio escaldado

Gofio este unul dintre cele mai tradiționale elemente ale bucătăriei insulare. Se prepară din cereale prăjite și apoi măcinate. Pe insulă se folosește din ce în ce mai mult gofio din grâu, deși există și alte varietăți, cum ar fi cel preparat din năut. O variantă relativ comună este amestecul de grâu cu alte cereale.
Acest aliment a fost servit ca mâncare de bază pentru guanche încă dinaintea cuceririi spaniole. În perioadele de lipsuri sau foamete ulterioare, a devenit un aliment esențial în dieta populară canariană. Astăzi se consumă atât ca fel principal (gofio escaldado), cât și ca acompaniament la diverse preparate - carne, pește, supe sau deserturi. Unii bucătari renumiți au creat chiar și înghețată din gofio, primind recenzii pozitive din partea criticilor.

### Vinuri
Viticultura în arhipelag, și în special în Tenerife, datează din perioada cuceririi, când coloniștii au adus diverse soiuri de viță de vie pentru plantare. În secolele al XVI-lea și al XVII-lea, producția de vin a jucat un rol important în economie, multe familii dedicându-se culturii și comerțului cu vin. De menționat este în special malvasía canario, considerat cel mai bun vin al Tenerifei și la vremea respectivă unul dintre cele mai dorite vinuri din lume, fiind exportat către principalele depozite din Europa și America.
Scriitori precum William Shakespeare și Walter Scott fac referire la acest vin în unele dintre operele lor.
Tenerife are 5 regiuni viticole principale Abona, Valle de Güímar, Valle de La Orotava,Tacoronte-Acentejo, Ycoden-Daute-Isora.
Această gastronomie tipică este servită în stabilimente populare numite guachinche, ziua de deschidere fiind ziua Sfântului Andrei (30 noiembrie), cunoscută și ca Festivalul Vinului Tânăr (Festival de Vino Joven). Vinul noii recolte este servit tradițional cu castane prăjite și sardine la grătar, sezonul durând de obicei de la sfârșitul toamnei până la începutul primăverii.

## Personalități născute aici
- María de León Bello y Delgado (1643 - 1731), călugăriță;
- Tomás de Iriarte (1750 - 1791), poet;
- Ángel Arocha (1907 - 1938), fotbalist;
- Roberto Alfonso Delgado (n. 1986), fotbalist, care a jucat și în România.